# Lijst van muurschilderingen in Nijmegen
Dit is een (onvolledige) chronologische lijst van muurschilderingen in Nijmegen. Hieronder vallen niet de driedimensionale objecten uit de lijst van beelden in Nijmegen noch de gedichten en literaire bakens uit de lijst van muurgedichten in Nijmegen.
Deze lijst is opgebouwd uit eerst de muurschilderingen met een bekende achtergrond, gevolgd door een selectie van diverse graffiti en andere straatkunst. Voor een volledig overzicht van de beschikbare afbeeldingen zie: Straatkunst in Nijmegen op Wikimedia Commons. Met lichtgrijze achtergrond schilderingen die niet langer aanwezig zijn.

## Muurschilderingen
| Geplaatst          | Omschrijving                                                    | Kunstenaar                                                 | Straat                              | Wikidata                                     | Afbeelding                                                                                |
| ------------------ | --------------------------------------------------------------- | ---------------------------------------------------------- | ----------------------------------- | -------------------------------------------- | ----------------------------------------------------------------------------------------- |
| 1981               | ME-mannetje (tevens Gemeentelijk monument 0268/2513)            |                                                            | Piersonstraat bij 33                |                                              |                                                                                           |
| 1989               | Zonder titel                                                    | Freek van Ginkel                                           | Meester Hermanstraat                | Zonder titel (Mr. Hermanstraat) (Q105295503) |                                                                                           |
| 1991–2016          | Koffiekan                                                       | Klaas Gubbels                                              | Doddendaal                          |                                              |                                                                                           |
| 1996–?             | Zonder titel                                                    | Freek van Ginkel                                           | Resedastraat/Hatertseveldweg        | Zonder titel. (Q105295764)                   | [ noot 1 ]                                                                                |
| 1998               | Muurschildering                                                 |                                                            | Professor Huijbersstraat 1          | muurschildering (Q105287010)                 |                                                                                           |
| 2003               | Zonder titel                                                    | Freek van Ginkel                                           | Viaductweg                          | Zonder titel (Viaductweg) (Q105295675)       |                                                                                           |
| 2006               | Vingerafdruk                                                    | Freek van Ginkel                                           | Hessenberg                          |                                              |                                                                                           |
| 2012               | Waar is Wally                                                   | Els Keutel                                                 | diverse plaatsen                    |                                              |                                                                                           |
| 2012               | Zonder titel                                                    | Freek van Ginkel                                           | Hessenberg                          | Zonder titel. (Hessenberg 1) (Q105295789)    |                                                                                           |
| 2012               | Flessenpost, Gebroeders van Lymborch, Geschiedenis van Nijmegen | Remco Visser en Naamlooozz (Collectief Verfbaar)           | Hertogstraat/Sint Josephhof         |                                              |                                                                                           |
| 2013               | Return Enter Delete                                             | Carla Dijs                                                 | Waalbandijk 22                      | Return Enter Delete (Q105290374)             |                                                                                           |
| 2014               | Talia                                                           | Jan van der Ploeg                                          | Stationsplein 11                    | Talia (Q105293640)                           |                                                                                           |
| 2014               | CLXIII                                                          | Eric Martijn                                               | Waalbandijk 20                      | CLXIII (Q105276289)                          |                                                                                           |
| 2015               | Zijkant Thiemeloods                                             | Michel Alders en Rob Arts                                  | Leemptstraat 34/De Ruyterstraat     |                                              |                                                                                           |
| 2016               | Wilde Frisse Westen                                             | Verfbaar                                                   | Waalbandijk                         |                                              |                                                                                           |
| 2017               | Vogel                                                           | Collin van der Sluijs                                      | Eerste Walstraat                    | Vogel (Q105630796)                           |                                                                                           |
| 2018               | Hert op Hotel Credible                                          | Remco Visser en Naamlooozz                                 | Hertogstraat                        |                                              |                                                                                           |
| 2018               | "Zo vast als een bank"                                          | Remco Visser en Naamlooozz                                 | Hertogstraat                        |                                              |                                                                                           |
| 2019               | Zonder titel                                                    | Hyuro                                                      | Zeigelhof                           | Muurschildering bij De Plak (Q105630609)     |                                                                                           |
| 2019               | Groen kunstwerk                                                 | Marcel Blom                                                | Lijnbaanstraat                      |                                              |                                                                                           |
| 2019               | Wereldkoks                                                      | Remco Visser                                               | Honigcomplex                        |                                              |                                                                                           |
| 2019               | Hof van Eden                                                    | Remco Visser en Naamlooozz                                 | Vlaamsegas                          |                                              |                                                                                           |
| mei 2019           | Het bombardement                                                | Vincent William (Combolution)                              | Plein 1944/Scheidemakershof         |                                              |                                                                                           |
| 2020               | De Gaper                                                        | Linda Arts                                                 | Nieuwe Hezelpoort/Lange Hezelstraat | De Gaper (Q105833973)                        |                                                                                           |
| 2020               | Nijmegen in opstand/De Bataafse Opstand                         | Remco Visser en Naamlooozz                                 | Kelfkensbos/Sint Thomashof          |                                              |                                                                                           |
| 2020–november 2021 | Muur voor Talent                                                | Fiona Lutjenhuis                                           | Stationstunnel                      | Muur voor talent (Q105632492)                |                                                                                           |
| november 2020      | Prinses uit het Oosten (Theophanu)                              | Maaike van den Heuvel en Gerco Hiddink (Studio Hartebeest) | Veerpoorttrappen                    | De Prinses uit het Oosten (Q105623377)       |                                                                                           |
| april 2021         | Centrum van Europa (Nijmegen in 1678)                           | Rosalie de Graaf en Vincent William                        | Kerkegasje                          |                                              |                                                                                           |
| november 2021–2022 | Muur voor Talent ('Good Vibes')                                 | Fernando Leon                                              | Stationstunnel                      | Muur voor talent (Q105632492)                |                                                                                           |
| 2022–2023          | Muur voor Talent ('Al mot ik krupe')                            | Anan Striker en André HZS                                  | Stationstunnel                      | Muur voor talent (Q105632492)                |                                                                                           |
| 2022               | Componisten                                                     | Remco Visser                                               | Mozartstraat                        |                                              |                                                                                           |
| 2022               | Oudste Stad van Nederland                                       | Collectief Verfbaar                                        | Nieuwe Marktstraat                  |                                              |                                                                                           |
| mei 2022           | Stad in Opkomst                                                 | Sander Dolstra & Combolution                               | Hendrikhof / Plein 1944             |                                              |                                                                                           |
| juli 2022          | The Walk of the World                                           | Moris en Santo                                             | Molenstraat/Plein 1944              |                                              |                                                                                           |
| september 2022     | Valkhof in Vuur en Vlam                                         | Vincent William (Combolution)                              | Plein 1944                          |                                              | Muurschildering 'Valkhof in Vuur en Vlam' (part 2) door Combolution, Plein 1944, Nijmegen |
| oktober 2022       | 3D-kunstwerk                                                    | Leon Keer                                                  | Tweede Walstraat                    |                                              |                                                                                           |
| mei 2023           | Leven aan de Limes                                              | Dosa                                                       | wandelpad achter Barbarossastraat   |                                              |                                                                                           |
| oktober 2023       | 100 Jaar Universiteit                                           | Sacha di Maio en Eduardo Pérez                             | Snijderstraat/Spinthuisstraat       |                                              |                                                                                           |
| november 2023      | Operatie Market Garden                                          | Gerco Hiddink (Studio Hartebeest)                          | Lindenberg                          |                                              |                                                                                           |
| maart 2024         | Uiver en Reiger                                                 | Moris en Dosa                                              | Voorstadslaan/Uiverplaats           |                                              |                                                                                           |
| juli 2024          | Thread trough time (De NYMA-watertoren)                         | Aaron Li-Hill                                              | Vlietstraat                         |                                              |                                                                                           |
| augustus 2024      | Vrouwen in Verzet                                               | Esther Aarts                                               | Ganzenheuvel/Kitty de Wijzeplaats   |                                              |                                                                                           |
| september 2024     | Be You                                                          | Jasper Briks                                               | Symfoniestraat                      |                                              |                                                                                           |
| november 2024      | In de Plooi                                                     | Maurice Broekhoff en Sander Dolstra                        | Ganzenheuvel                        |                                              |                                                                                           |
| onbekend           | De striptekening bij Bellevue-tunnel                            | Vincent William (Combolution)                              | Sint Annastraat/Rode Kruislaan      |                                              |                                                                                           |
| onbekend           | "Refugees Welcome"                                              |                                                            | Waalbrug                            |                                              |                                                                                           |
| onbekend           | Spongebob                                                       | Vincent William (Combolution)                              | Zes Huizenhof                       |                                              |                                                                                           |
| onbekend           | Bijen zijn belangrijk                                           | Remco Visser, Earworm en 103                               | Hertoghof                           |                                              |                                                                                           |
| onbekend           | "Zonder arbeid geen honing"                                     | Verfbaar en Remco Visser                                   |                                     |                                              |                                                                                           |
| onbekend           | Nicolaaskapel, Stevenskerk, Spoorwegmonument en Barbarossaruïne | Verfdokter                                                 | Houthof                             |                                              |                                                                                           |
| onbekend           | Something fishy going on                                        | Pipsqueak was here                                         | Zes Huizenhof                       |                                              |                                                                                           |
| onbekend           | Frietje op de muur                                              |                                                            | Burchtstraat                        |                                              |                                                                                           |
| onbekend           | Muurschildering bij Theater Vier                                | Verfdokter                                                 | Derde Walstraat 98                  |                                              |                                                                                           |
| onbekend           | Logo Thiemeloods in tunnel                                      |                                                            | Castellastraat                      |                                              |                                                                                           |
| onbekend           | The Imker                                                       | Remco Visser (Fred de Imker)                               | diverse plaatsen                    |                                              |                                                                                           |
| onbekend           | Smeltkroes                                                      | Karin Seelen                                               | Honigcomplex                        |                                              |                                                                                           |

## Graffiti en overige straatkunst
Enkele plekken waar veel graffiti en straatkunst op muren zit zijn het VASIM-terrein, het Honigcomplex,, skatepark Waalhalla en het oude Doornroosje aan de Groenewoudseweg 322.

### Centrum

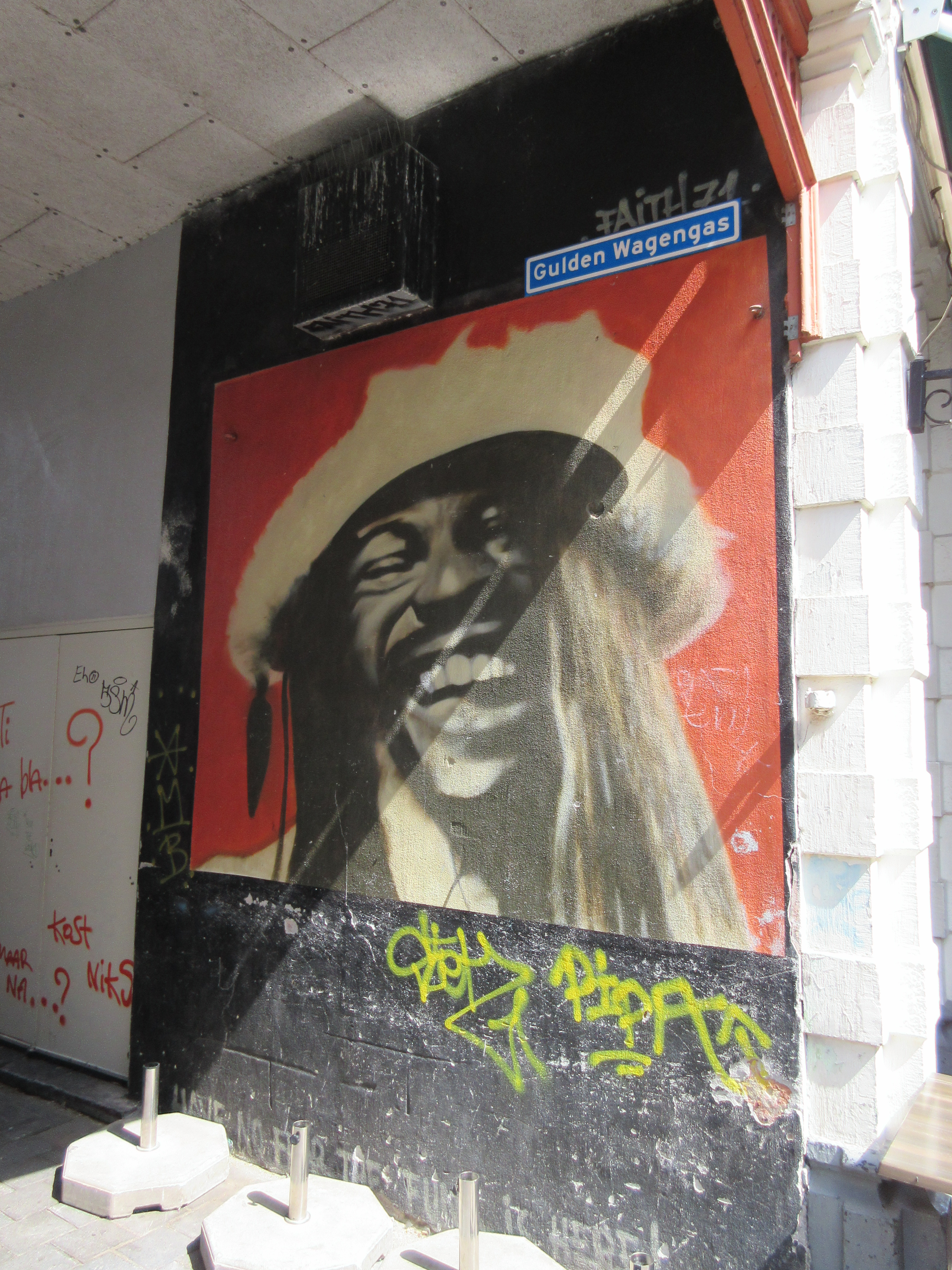
George Clinton, Gulden Wagengas, anno 2015
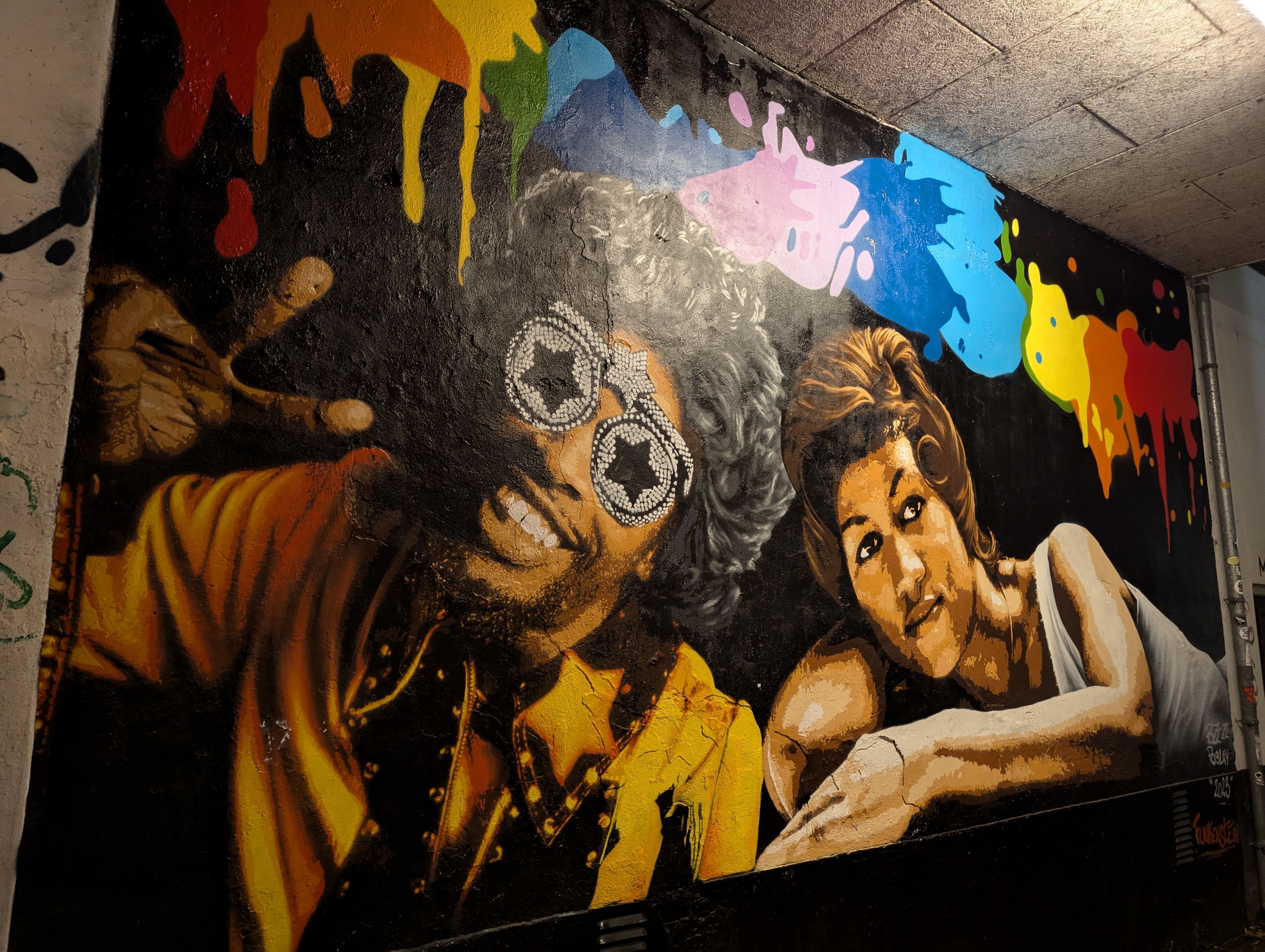
Aretha Franklin en Bootsy Collins, Gulden Wagengas, anno 2024
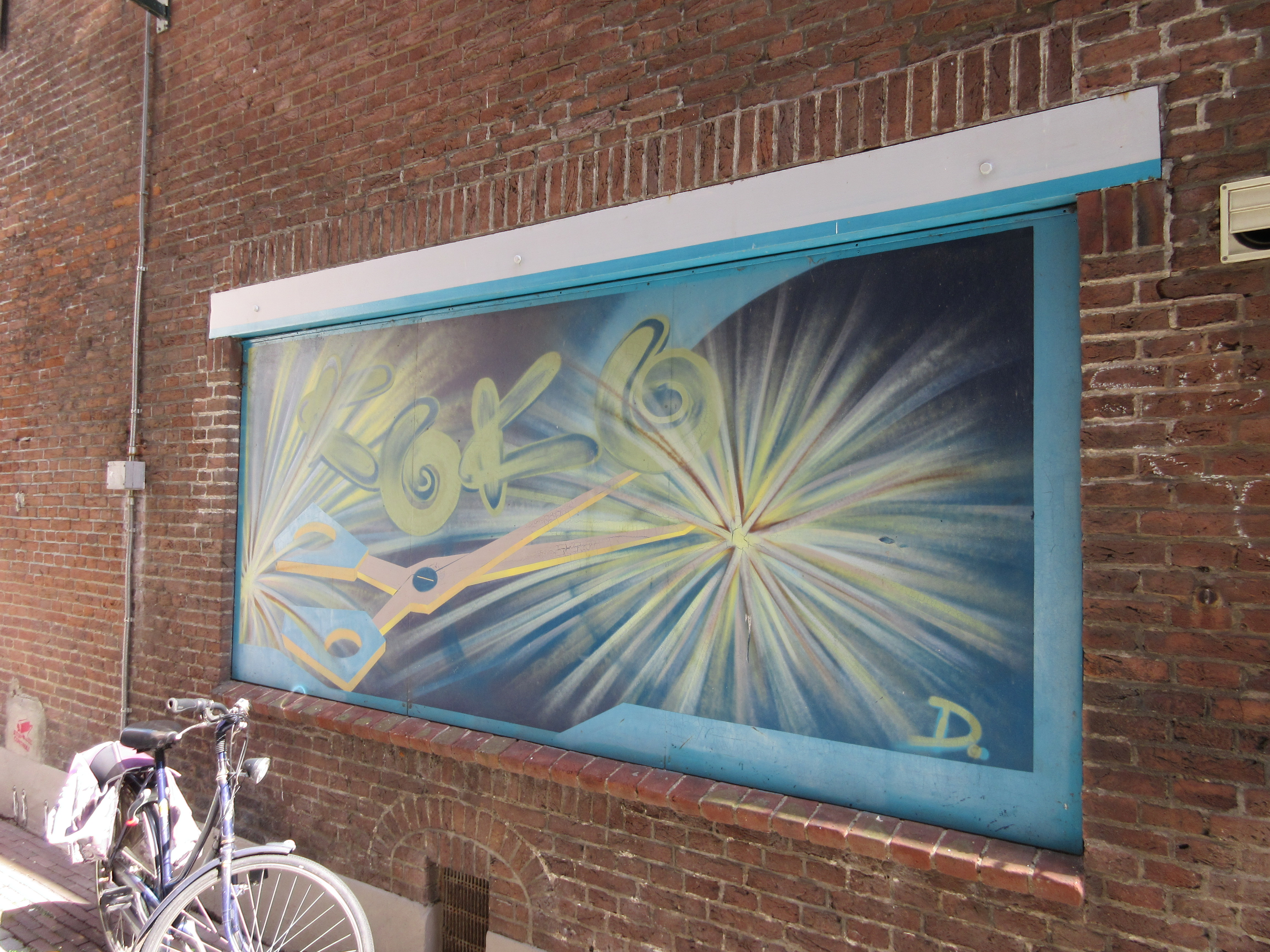
Graffiti, Kronenburgergas, anno 2015
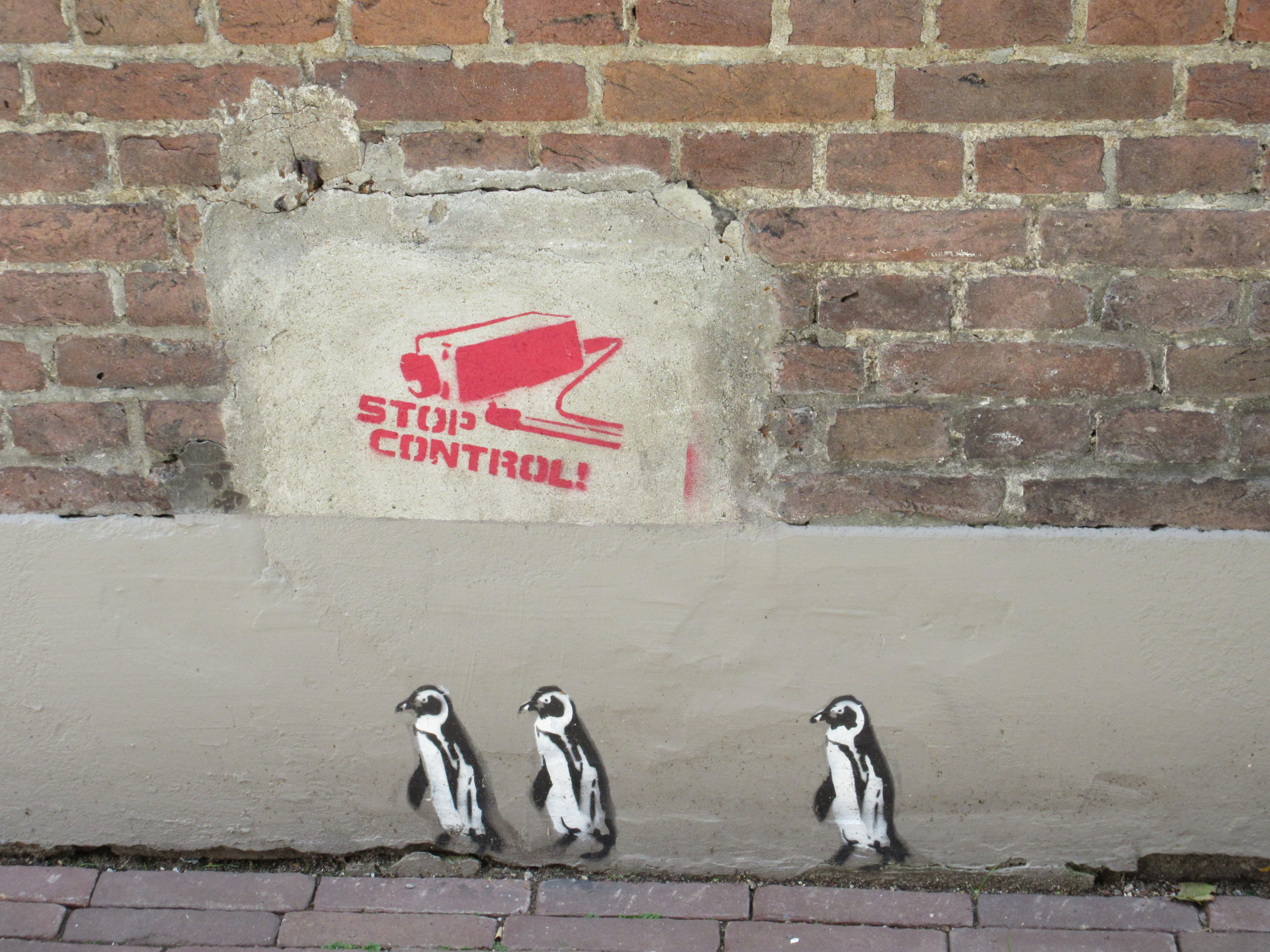
Activistische graffiti anno 2017
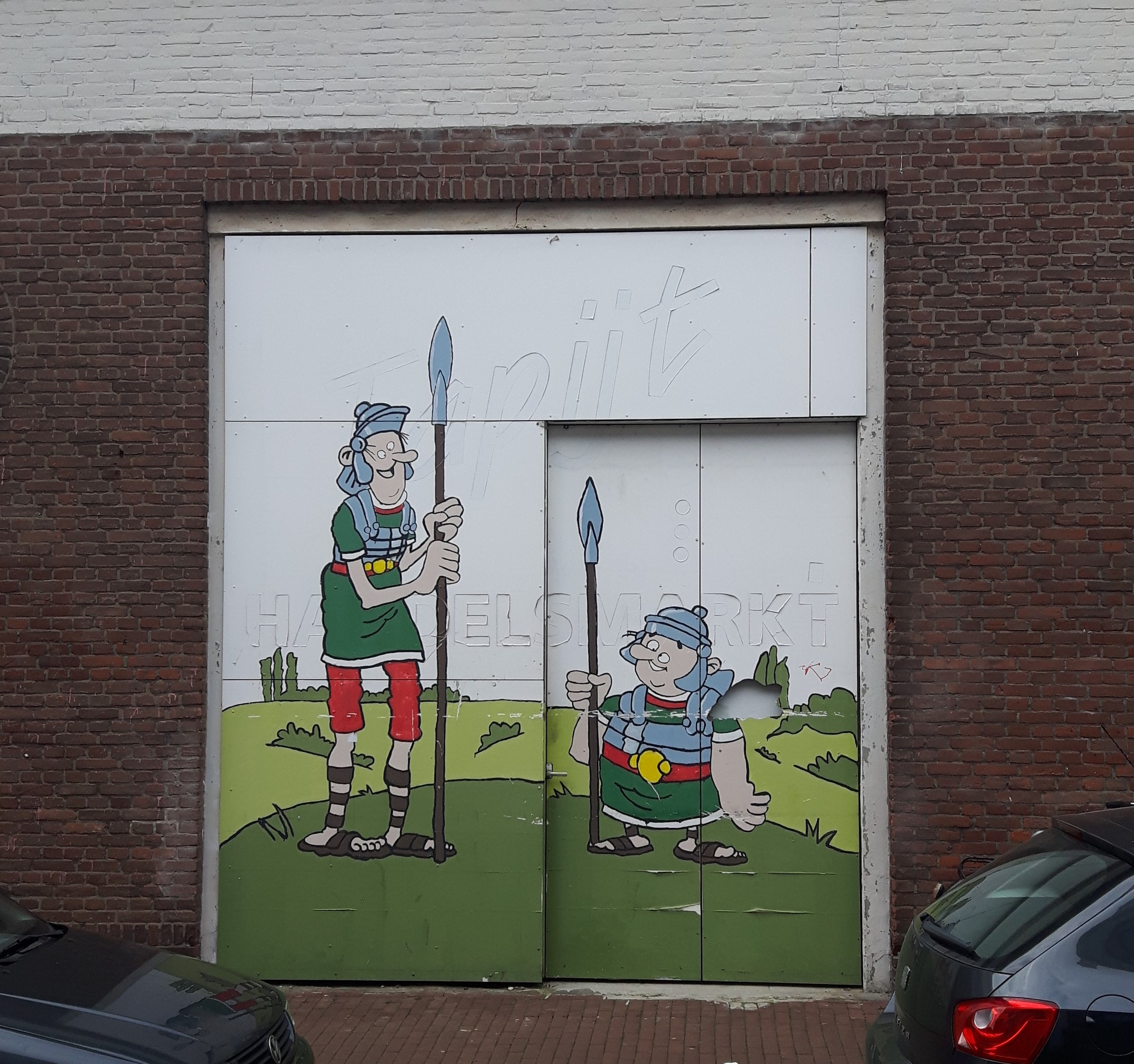
Drieluik Bataafs Kwartier, Derde Walstraat - Paneel 1
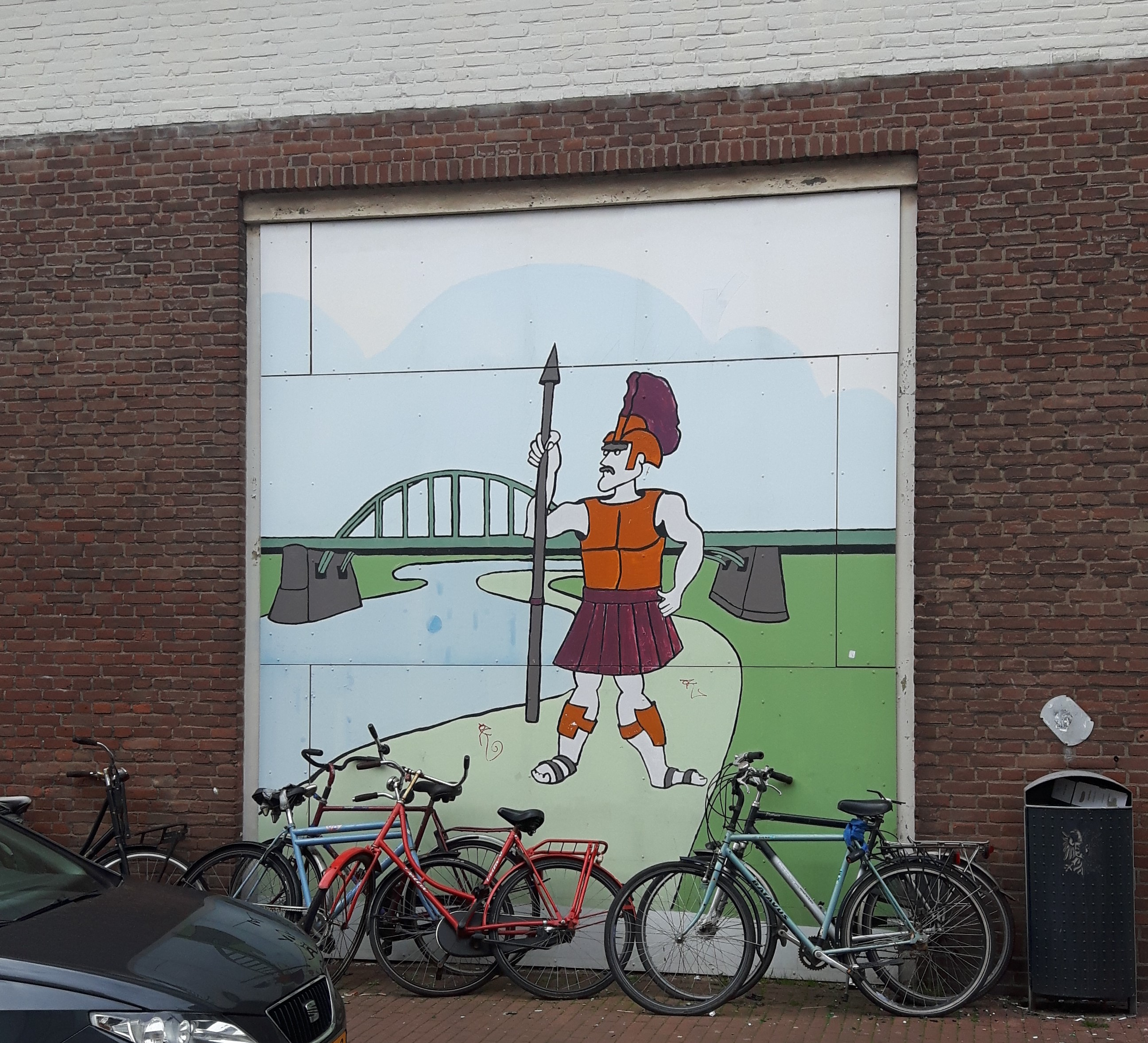
Drieluik Bataafs Kwartier, Derde Walstraat - Paneel 2
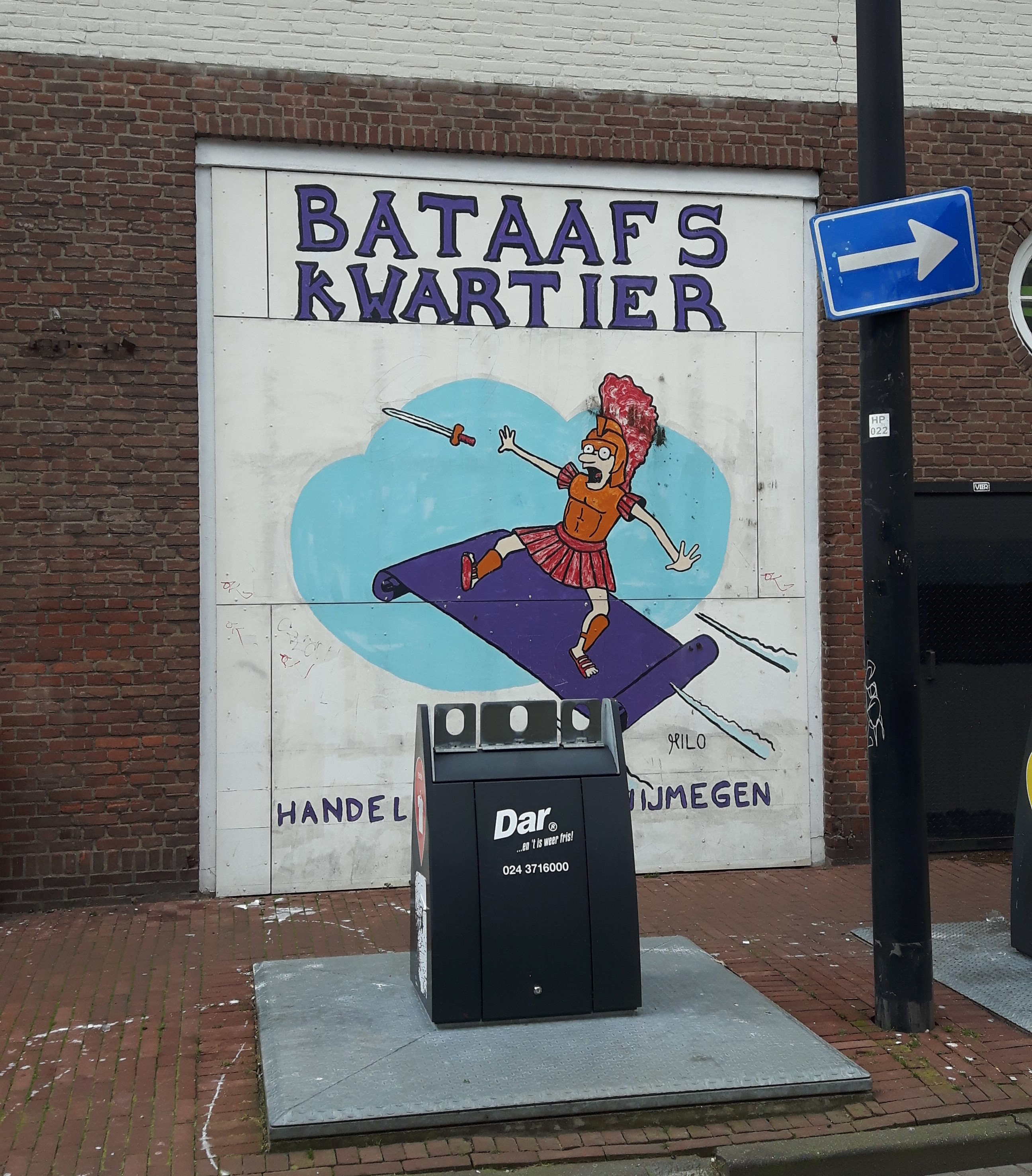
Drieluik Bataafs Kwartier, Derde Walstraat - Paneel 3
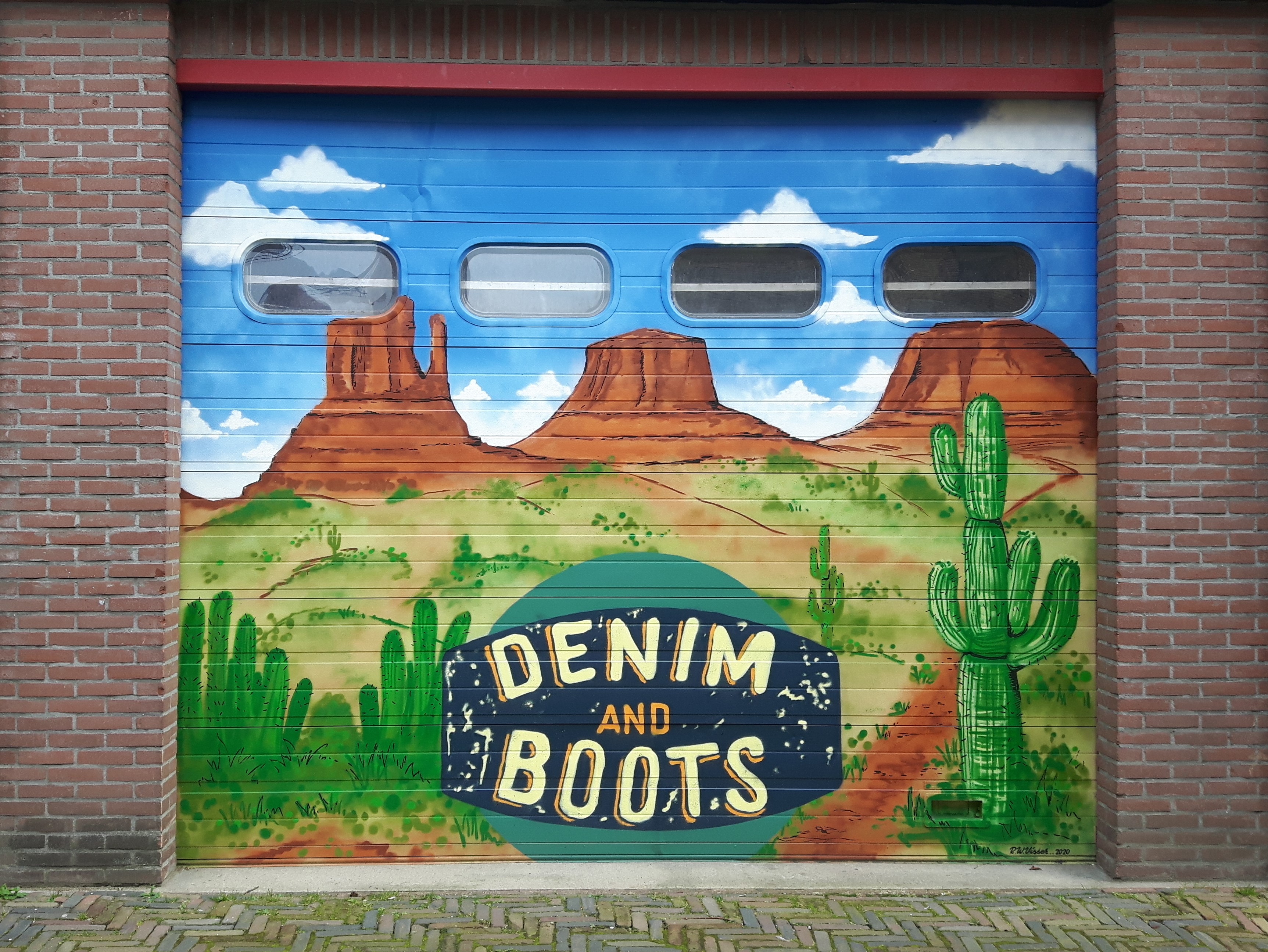
Muurschildering Denim and Boots, Derde Walstraat
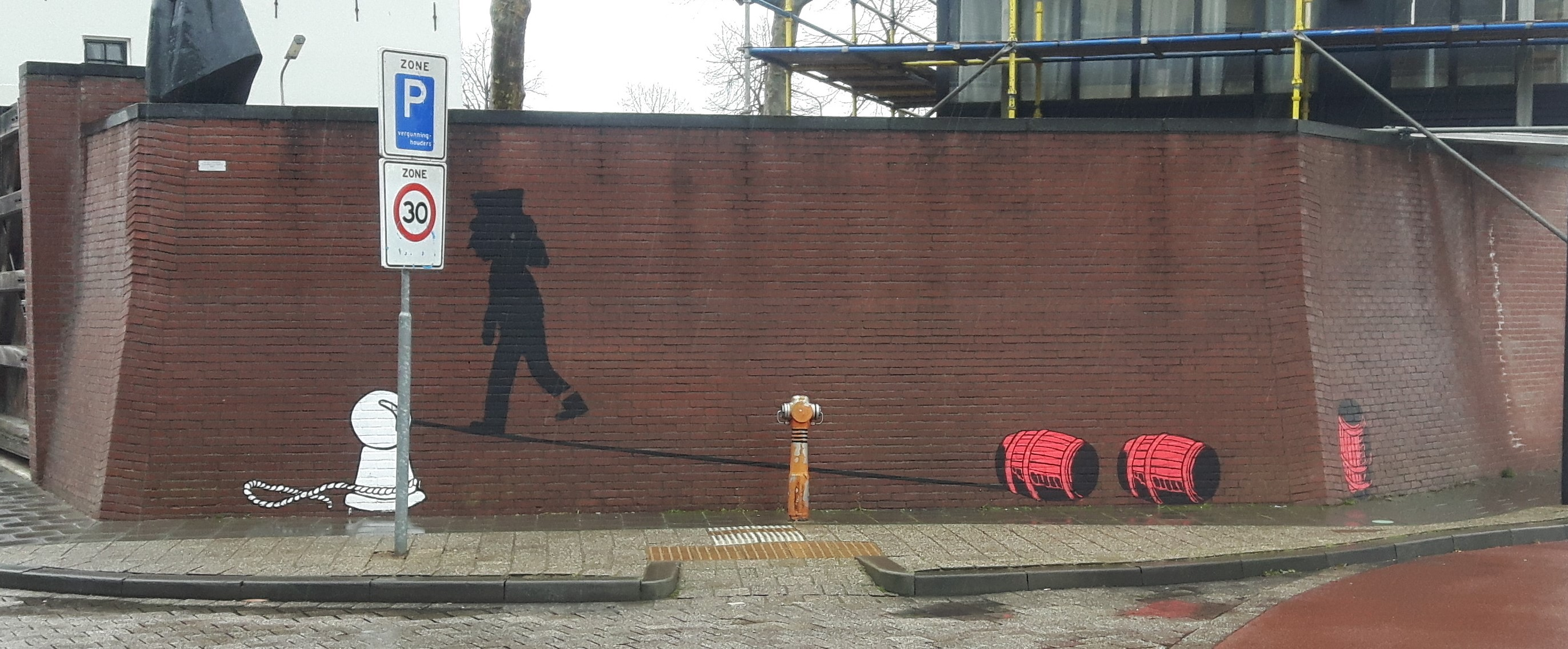
Muurschildering aan de Waalkade (bij de rotonde) anno 2021
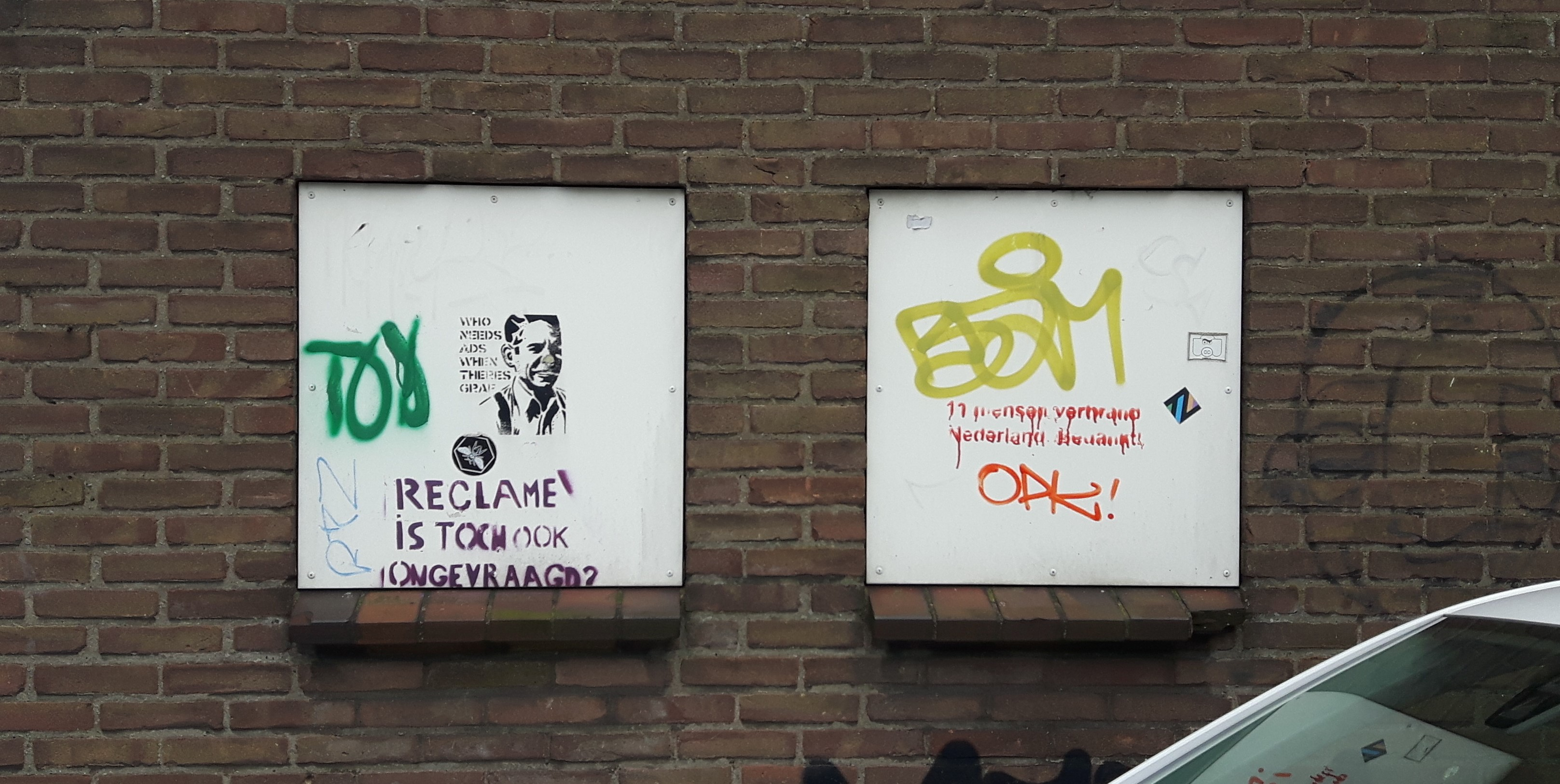
Politieke graffiti, Hertoghof anno 2021
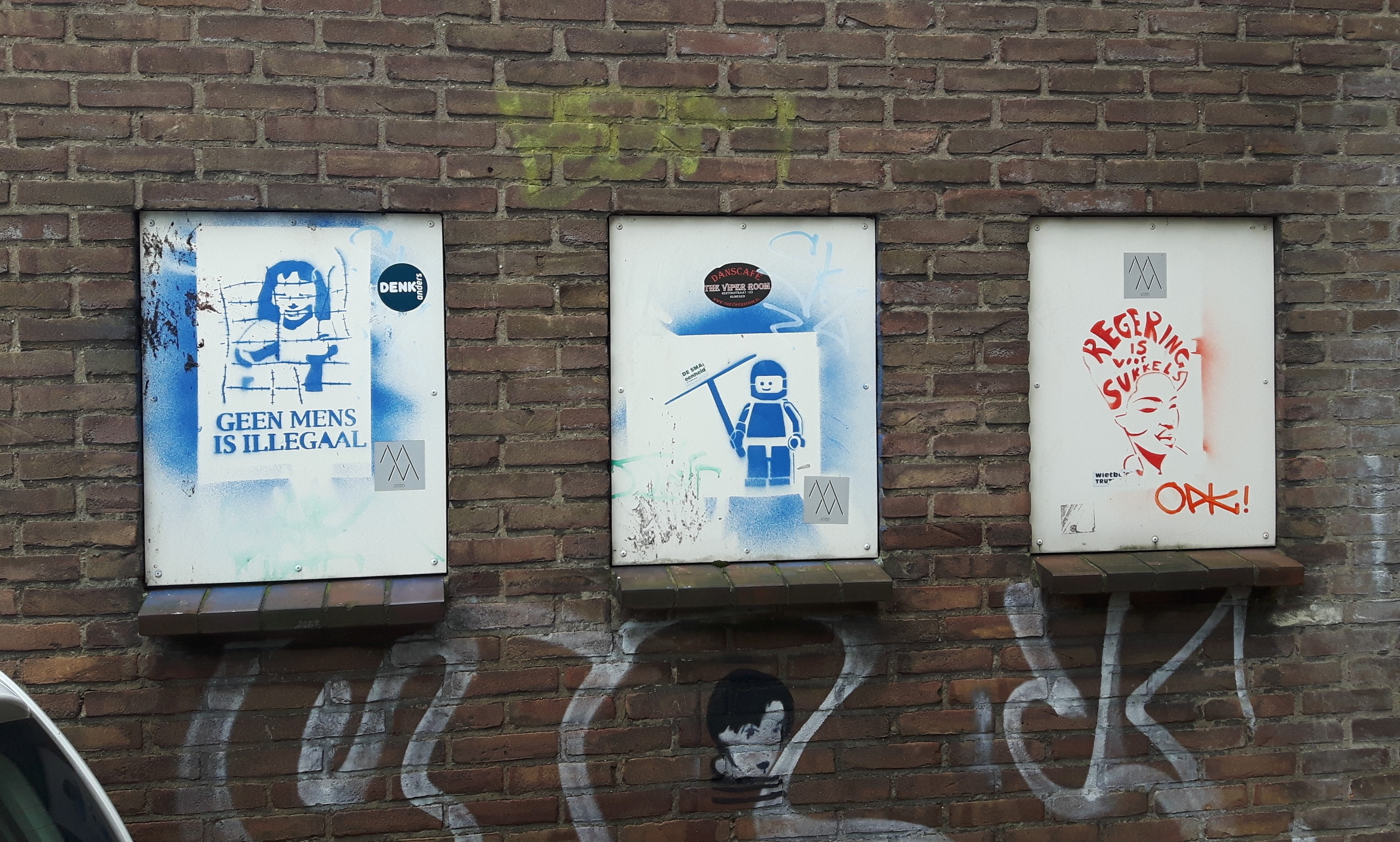
Politieke graffiti, Hertoghof anno 2021
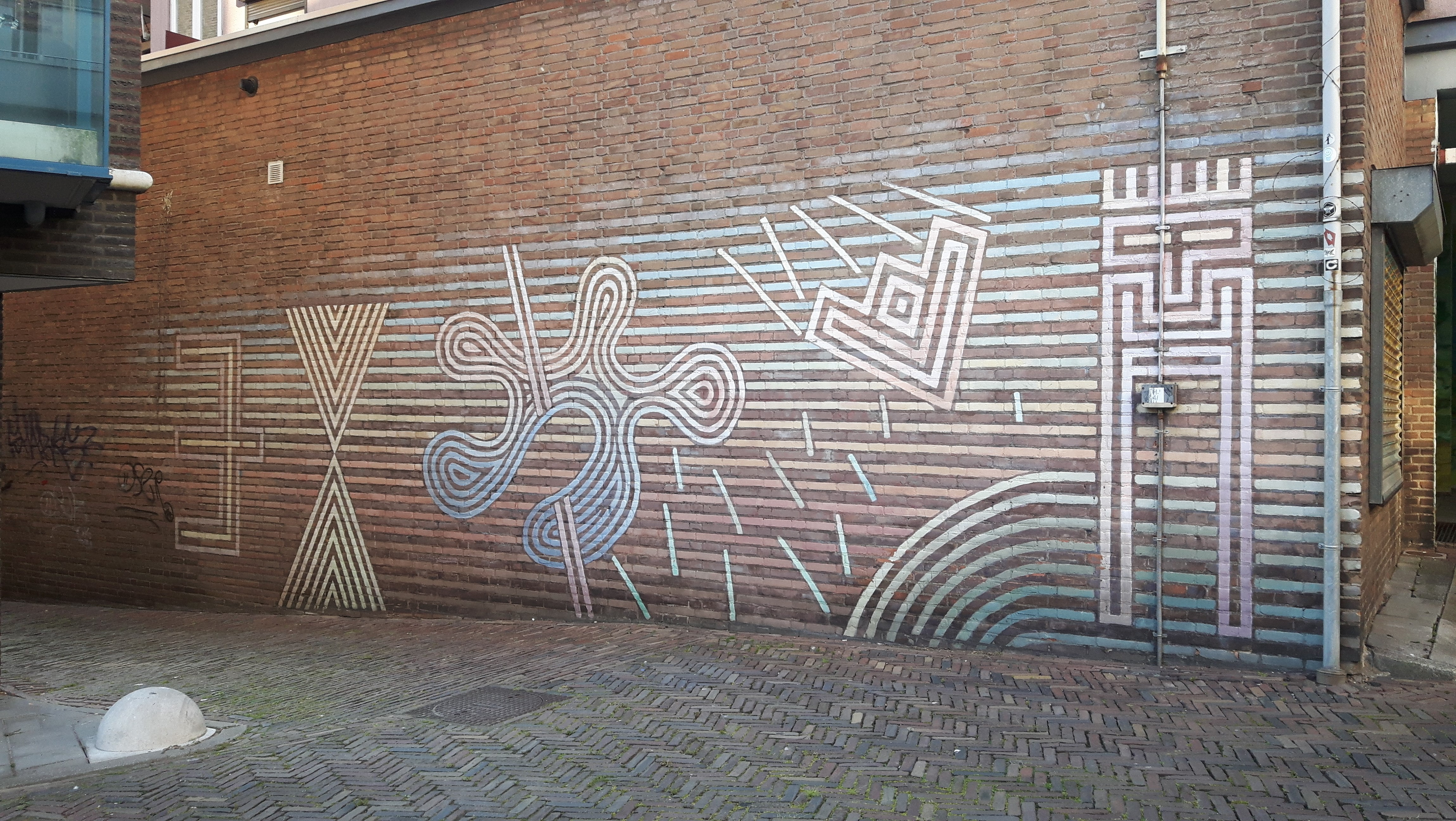
Muurschildering, Houthof, anno 2021 (maar uit 2016 of ouder)
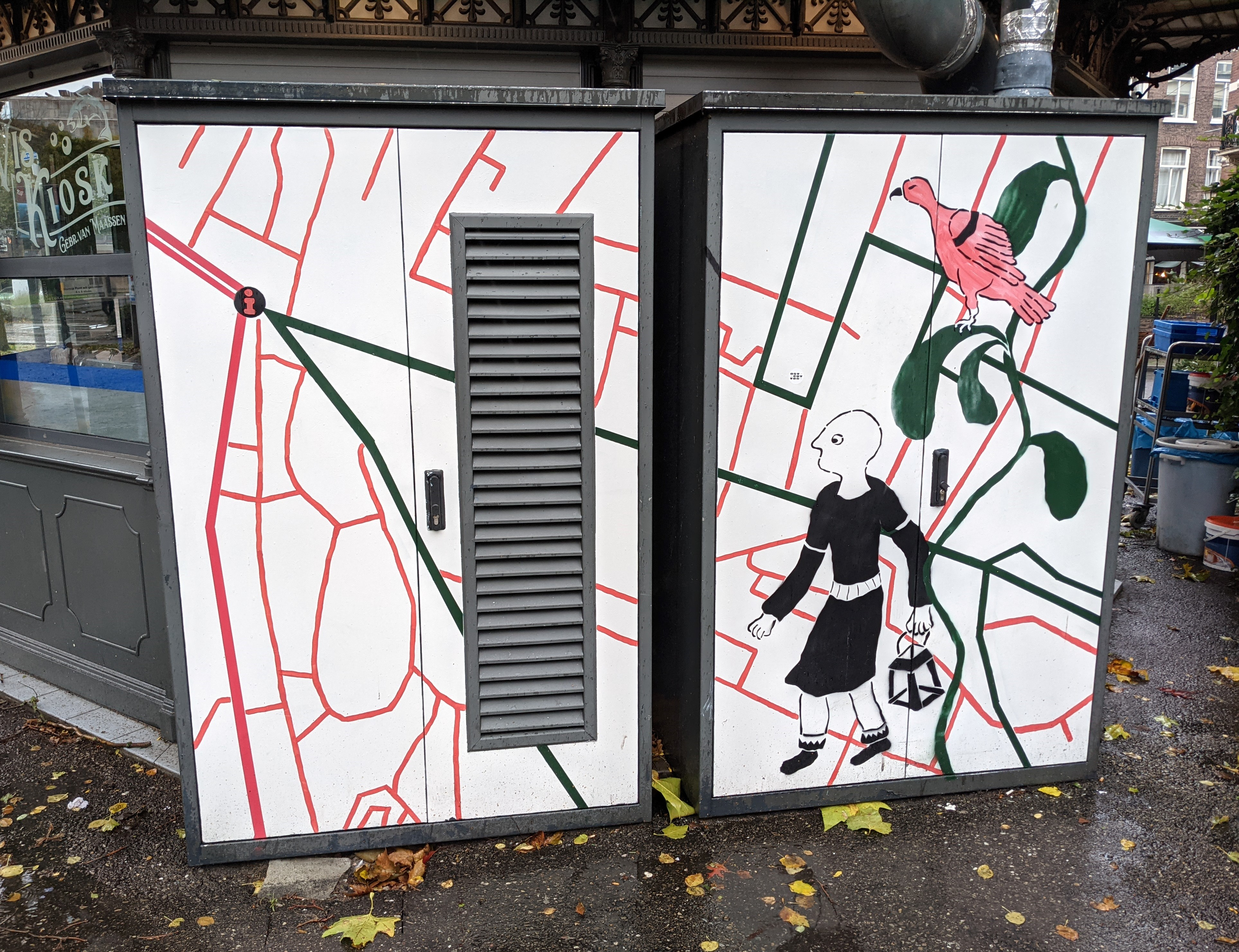
Ode aan de Groene Lijn, Kronenburger Park anno 2021
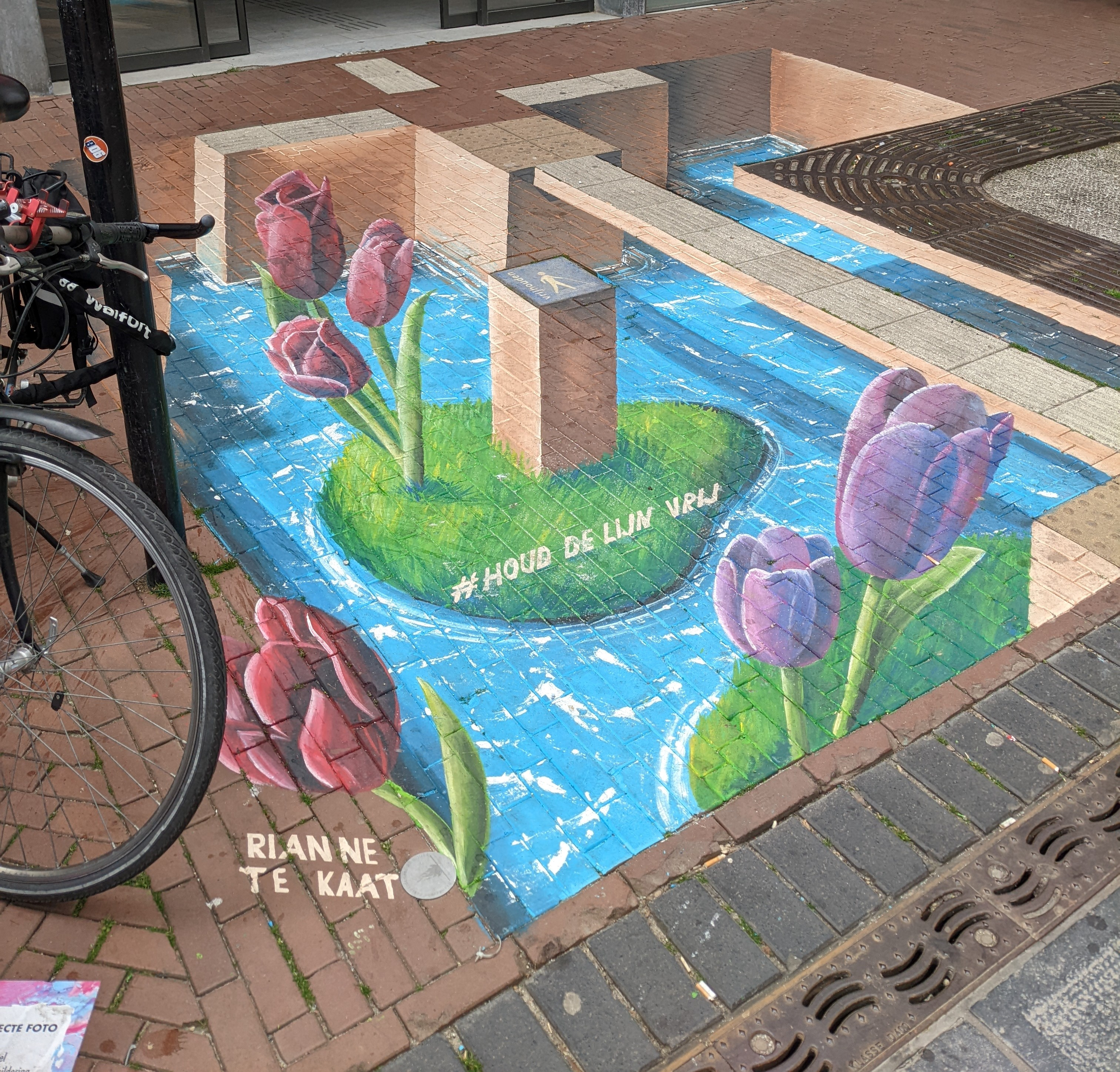
3D-Street art door Rianne te Kaat, Ziekerstraat anno 2022

### VASIM-terrein

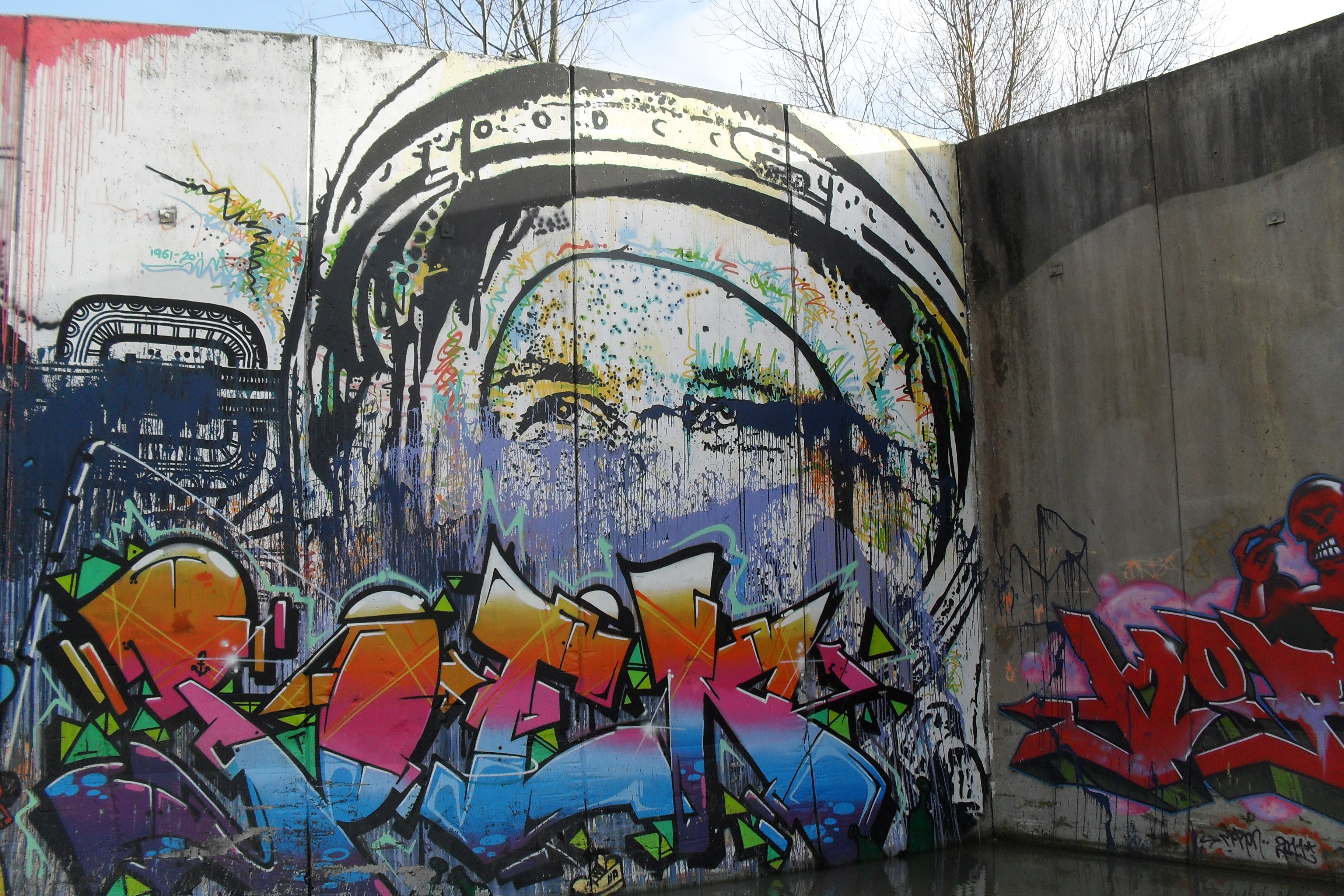
Graffiti op het VASIM-terrein anno 2012
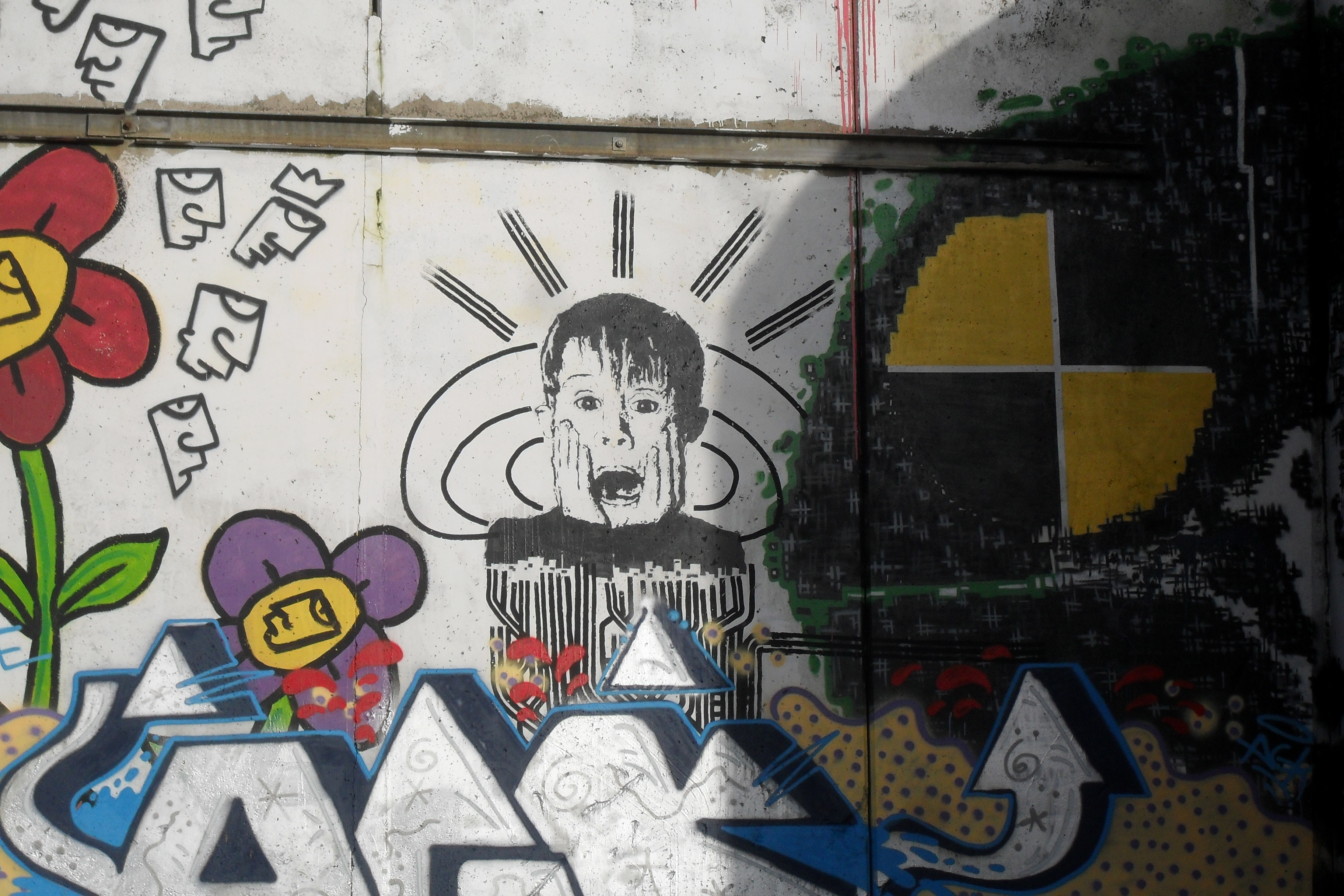
Home Alone in graffiti op het VASIM-terrein anno 2012
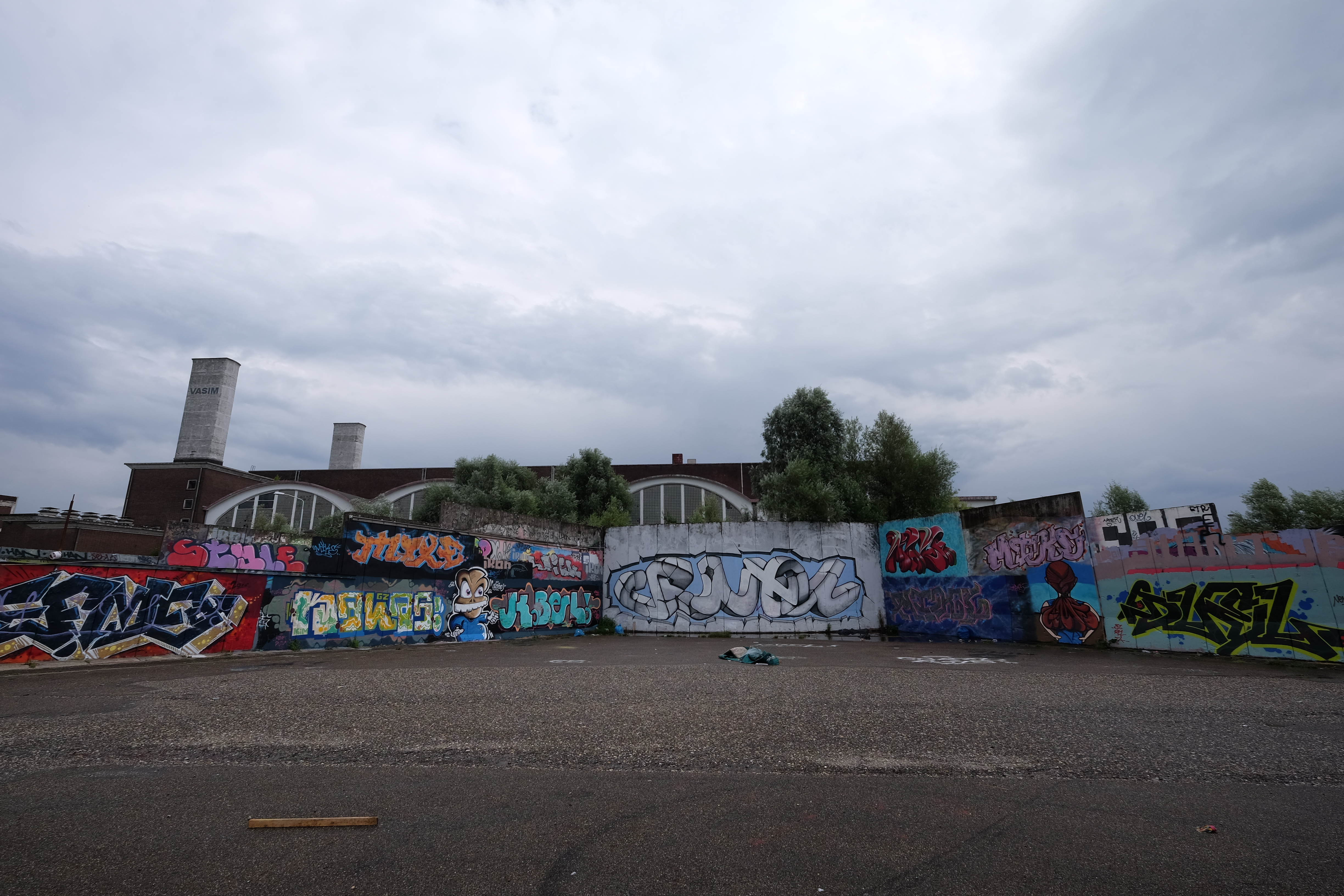
Graffiti op het VASIM-terrein anno 2016
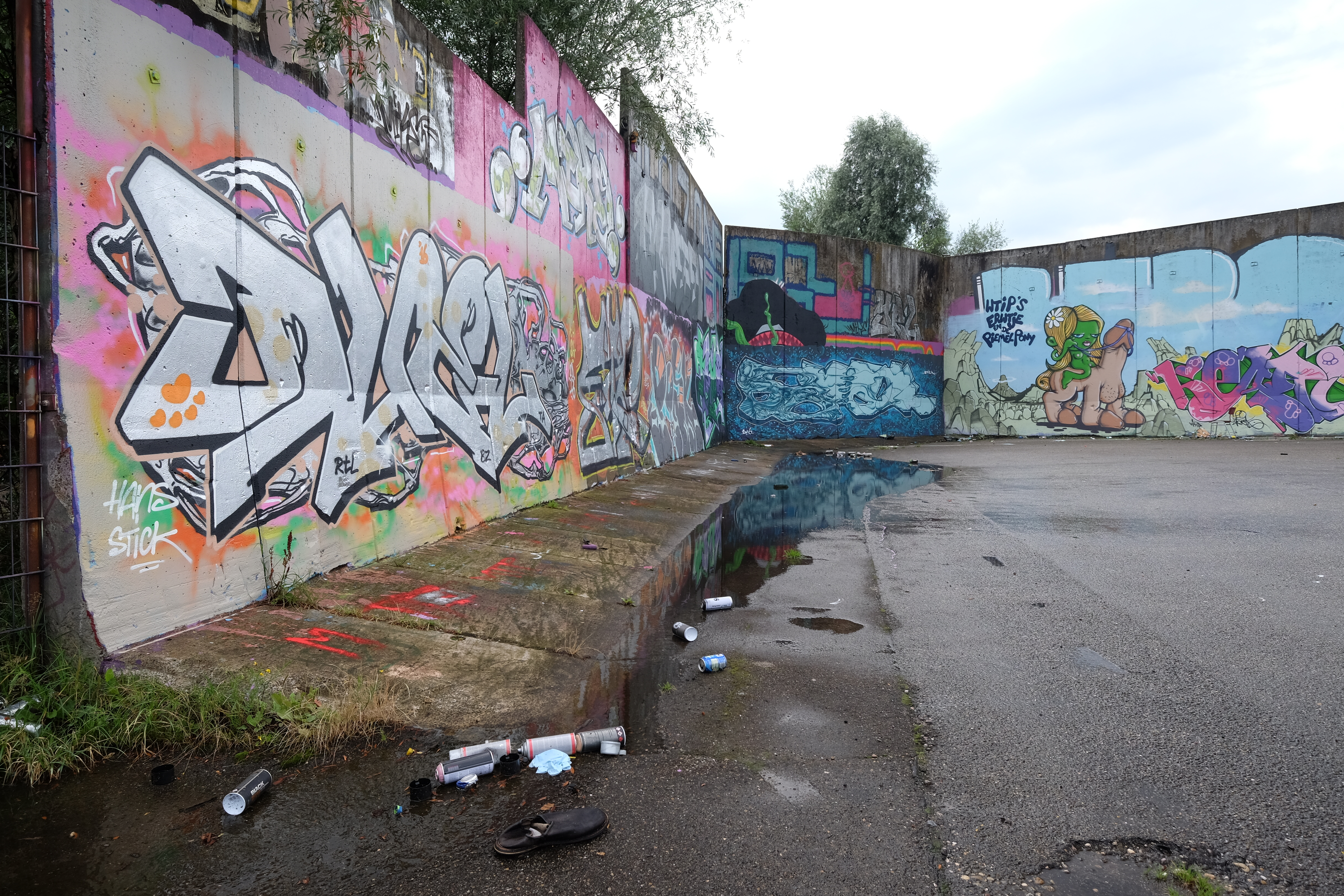
Graffiti op het VASIM-terrein anno 2016
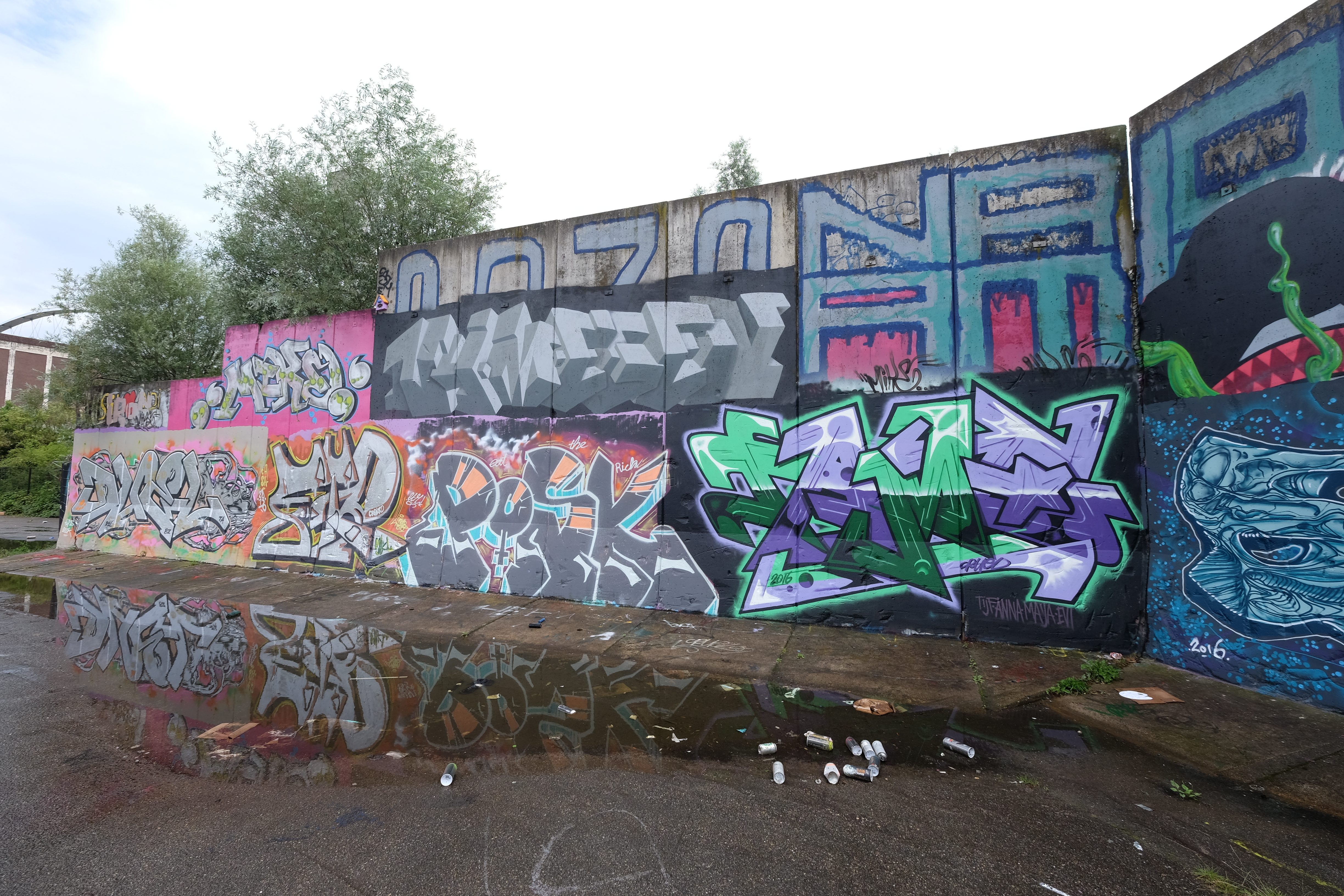
Graffiti op het VASIM-terrein anno 2016
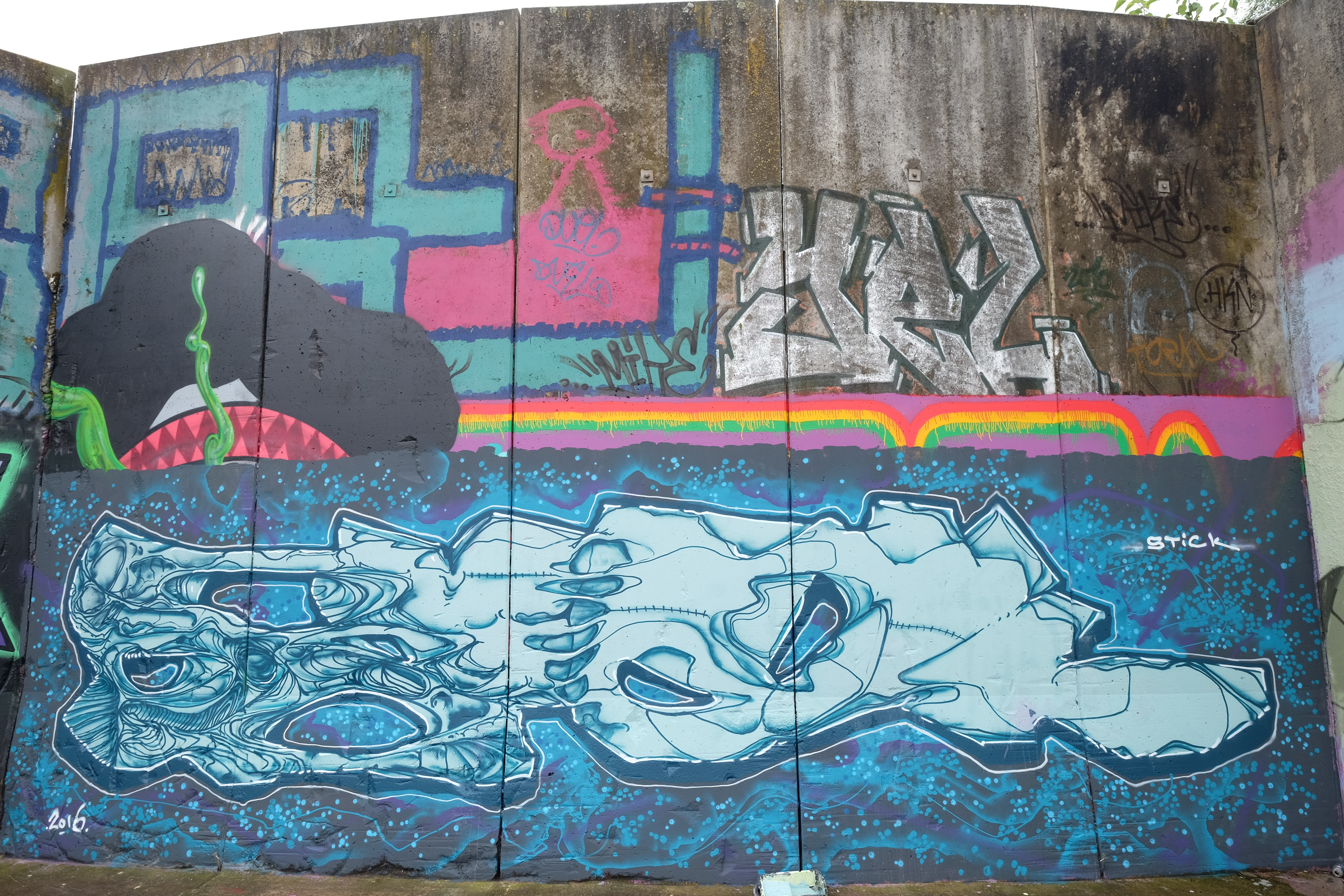
Graffiti op het VASIM-terrein anno 2016
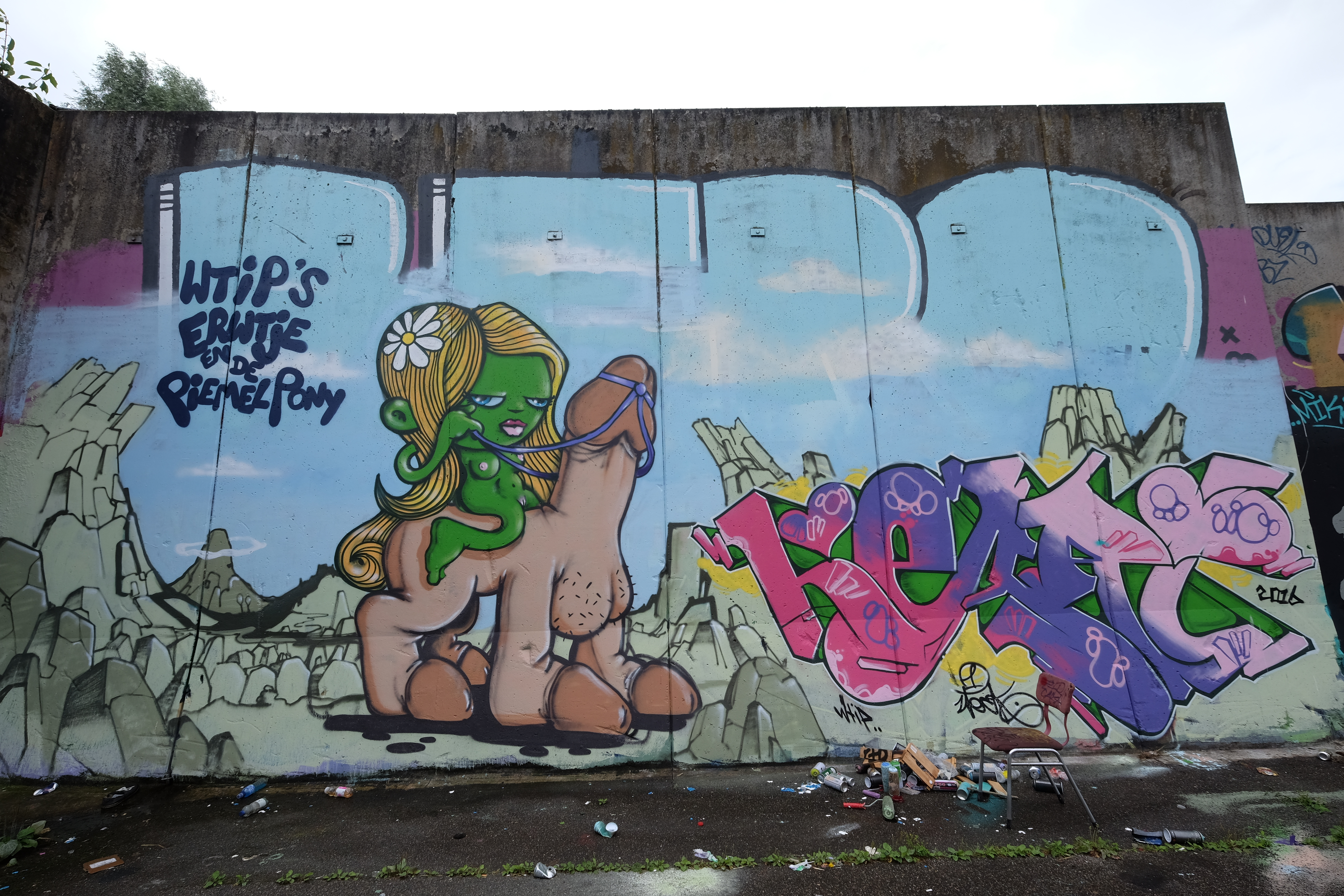
Graffiti op het VASIM-terrein anno 2016
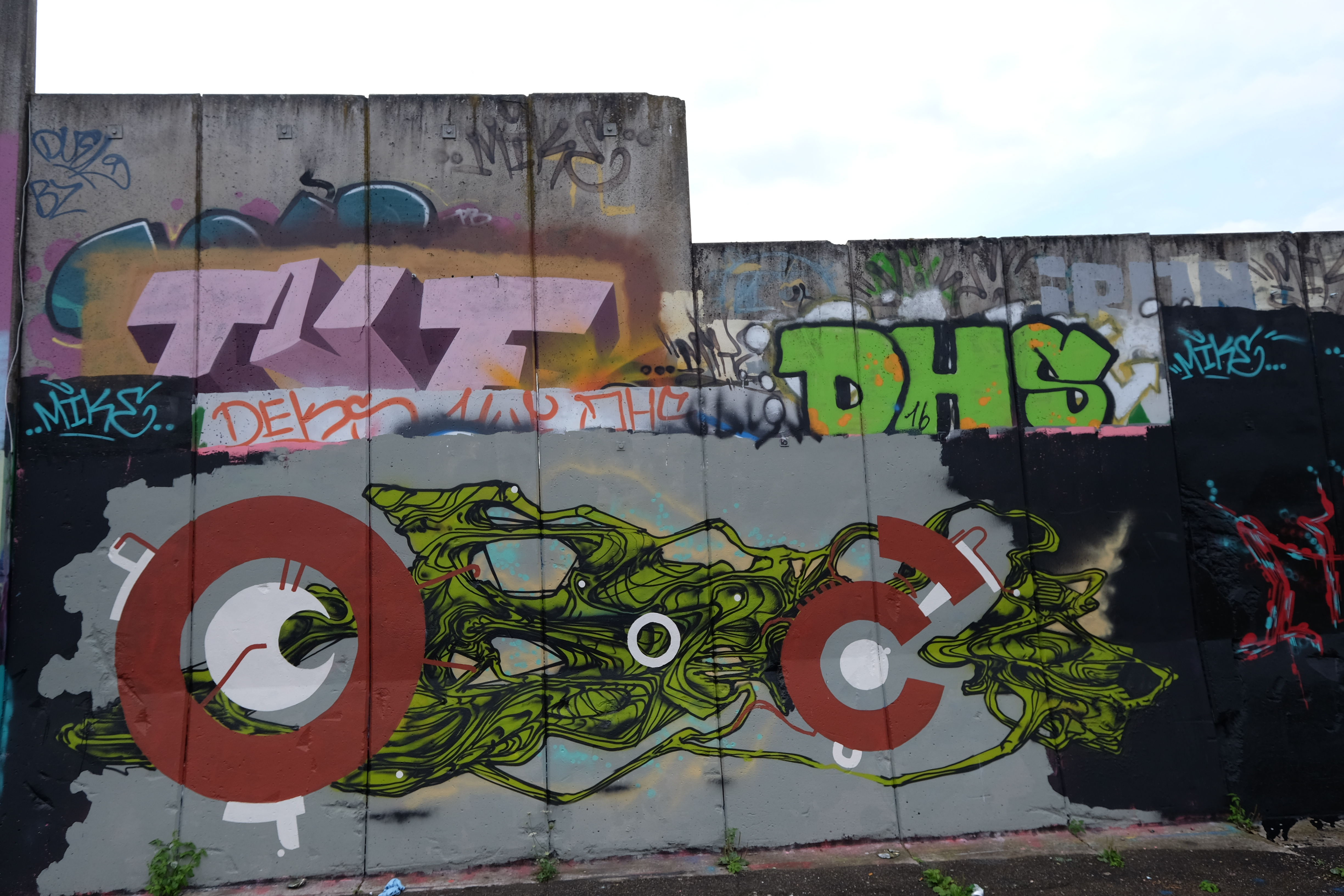
Graffiti op het VASIM-terrein anno 2016
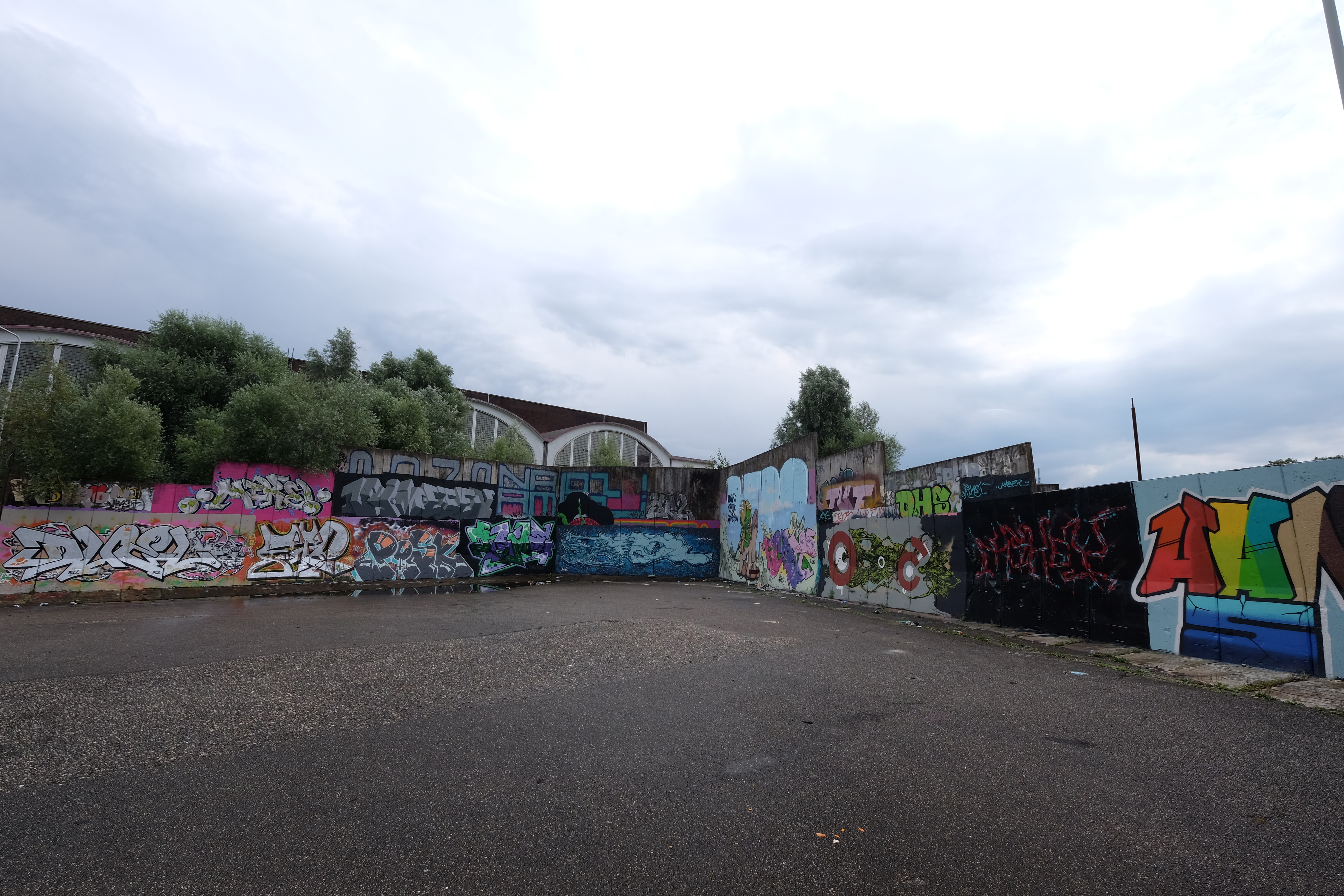
Graffiti op het VASIM-terrein anno 2016
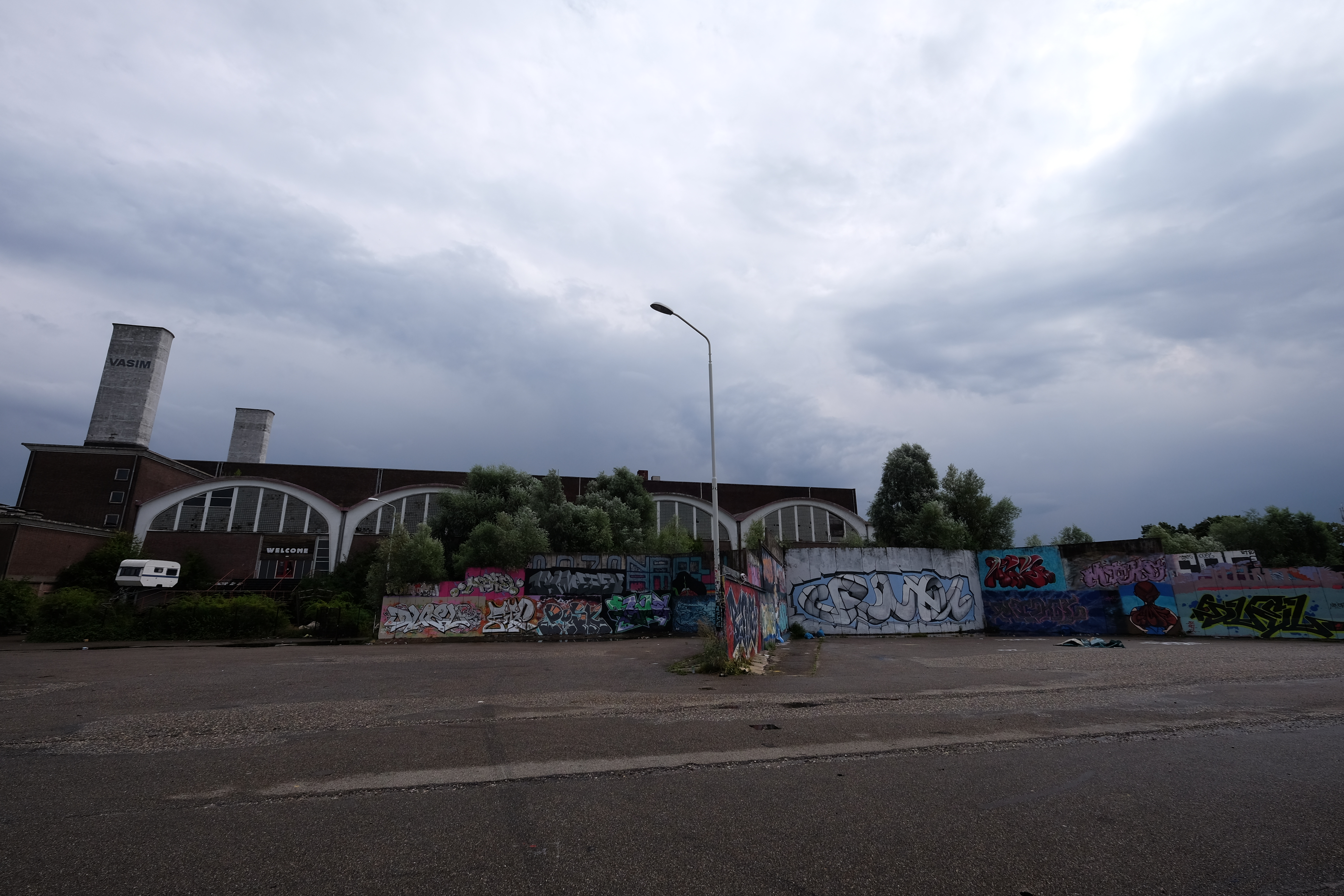
Graffiti op het VASIM-terrein anno 2016
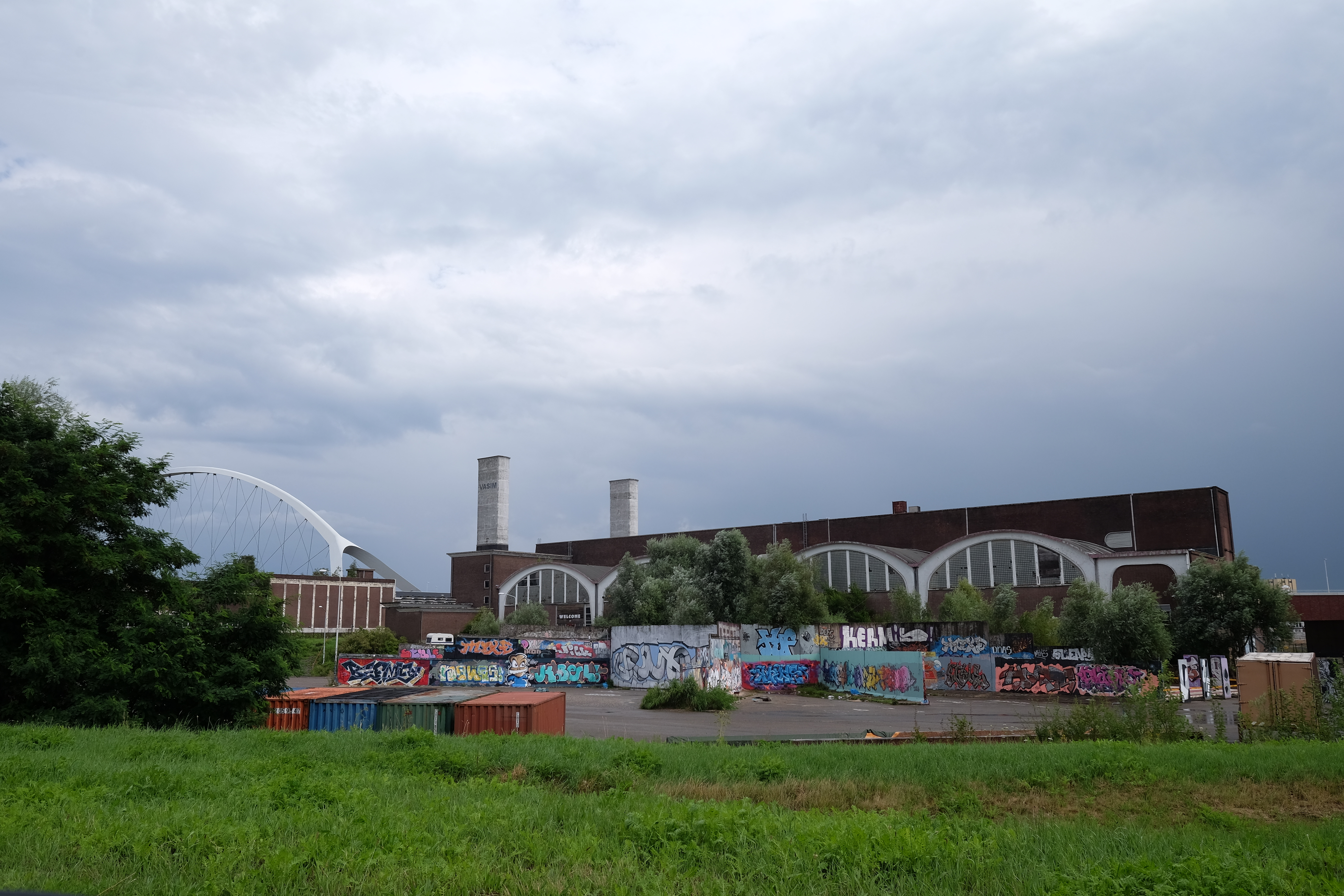
Graffiti op het VASIM-terrein anno 2016
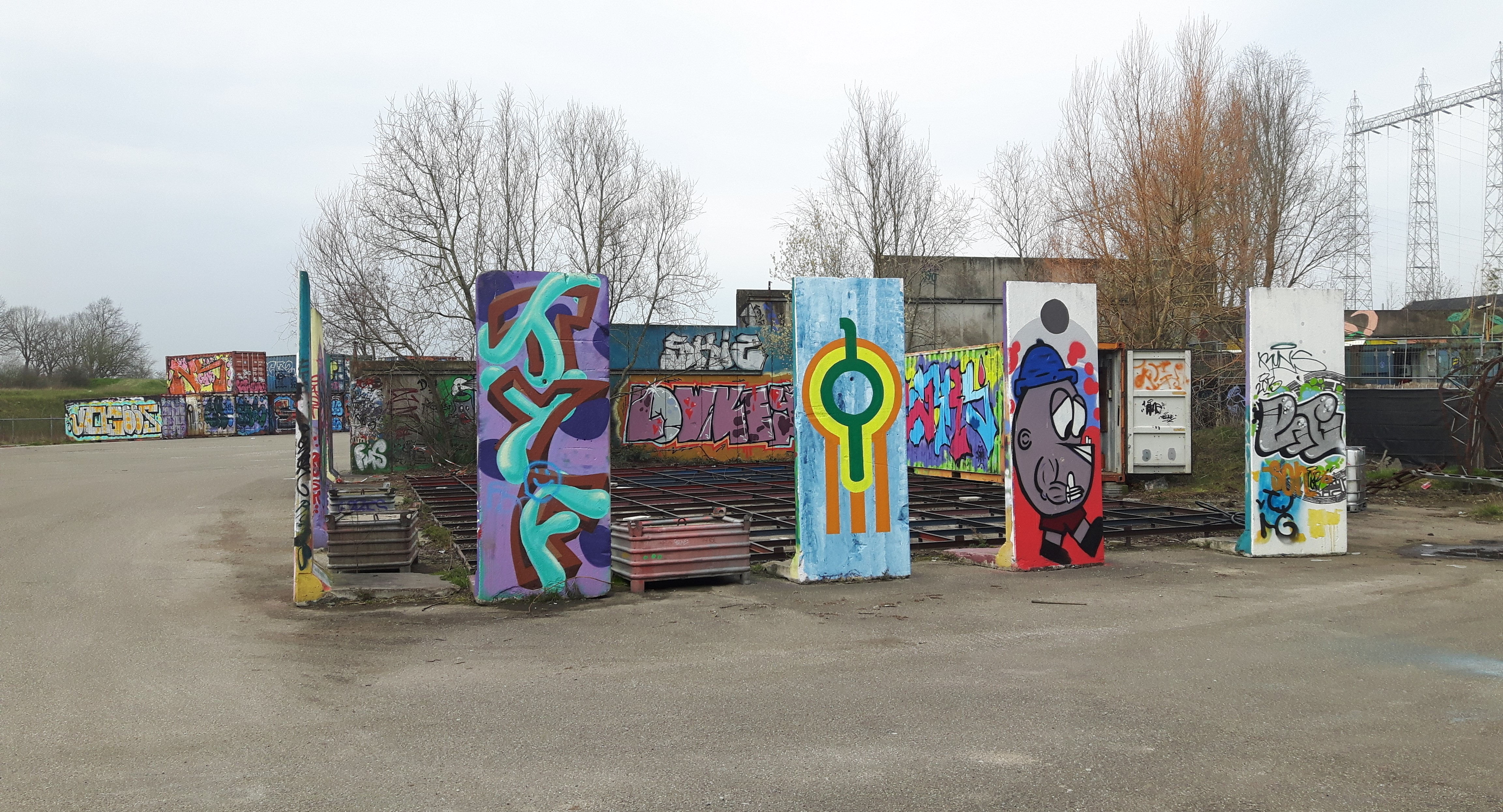
Graffiti op het VASIM-terrein anno 2021
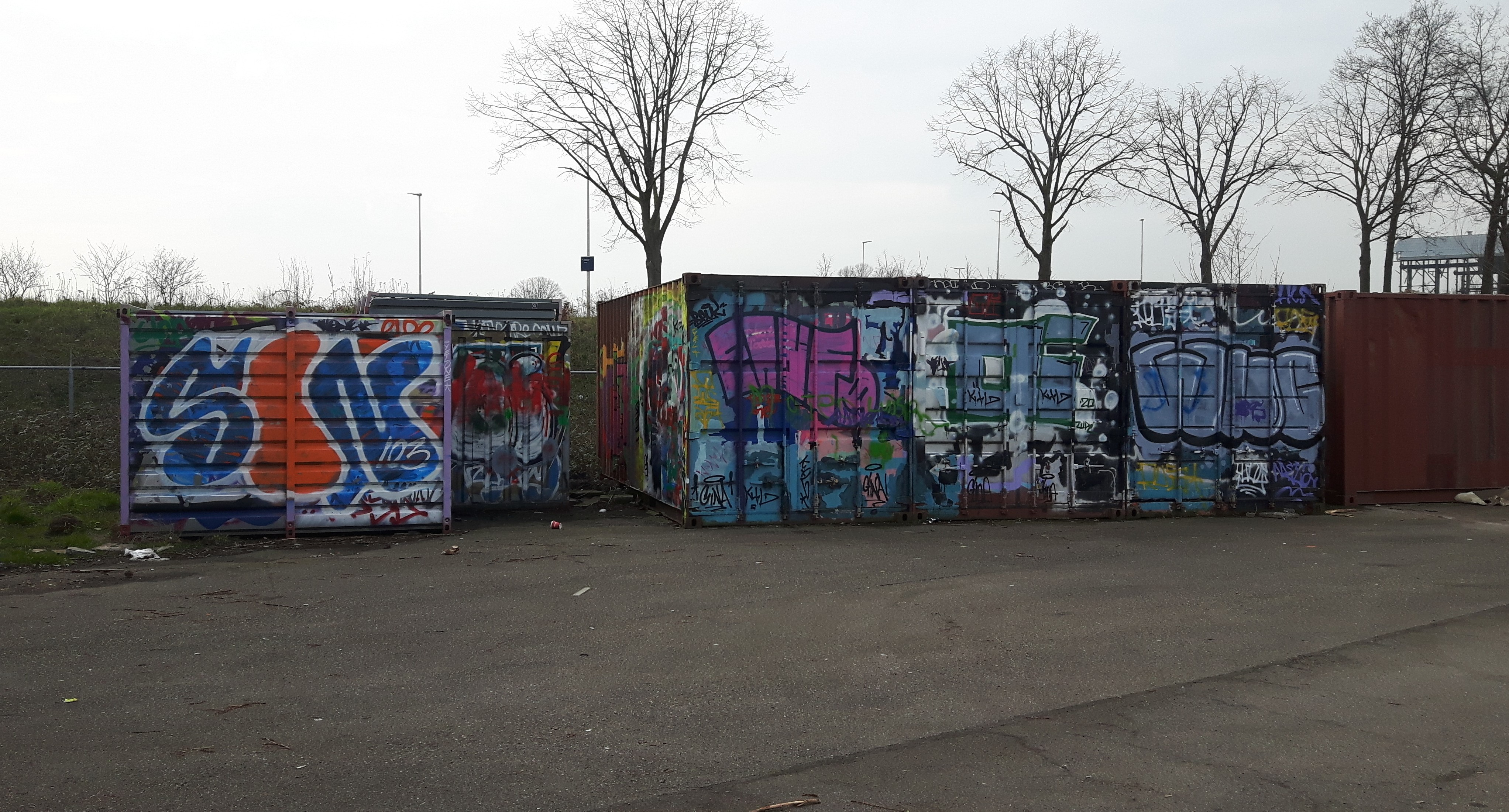
Graffiti op het VASIM-terrein anno 2021
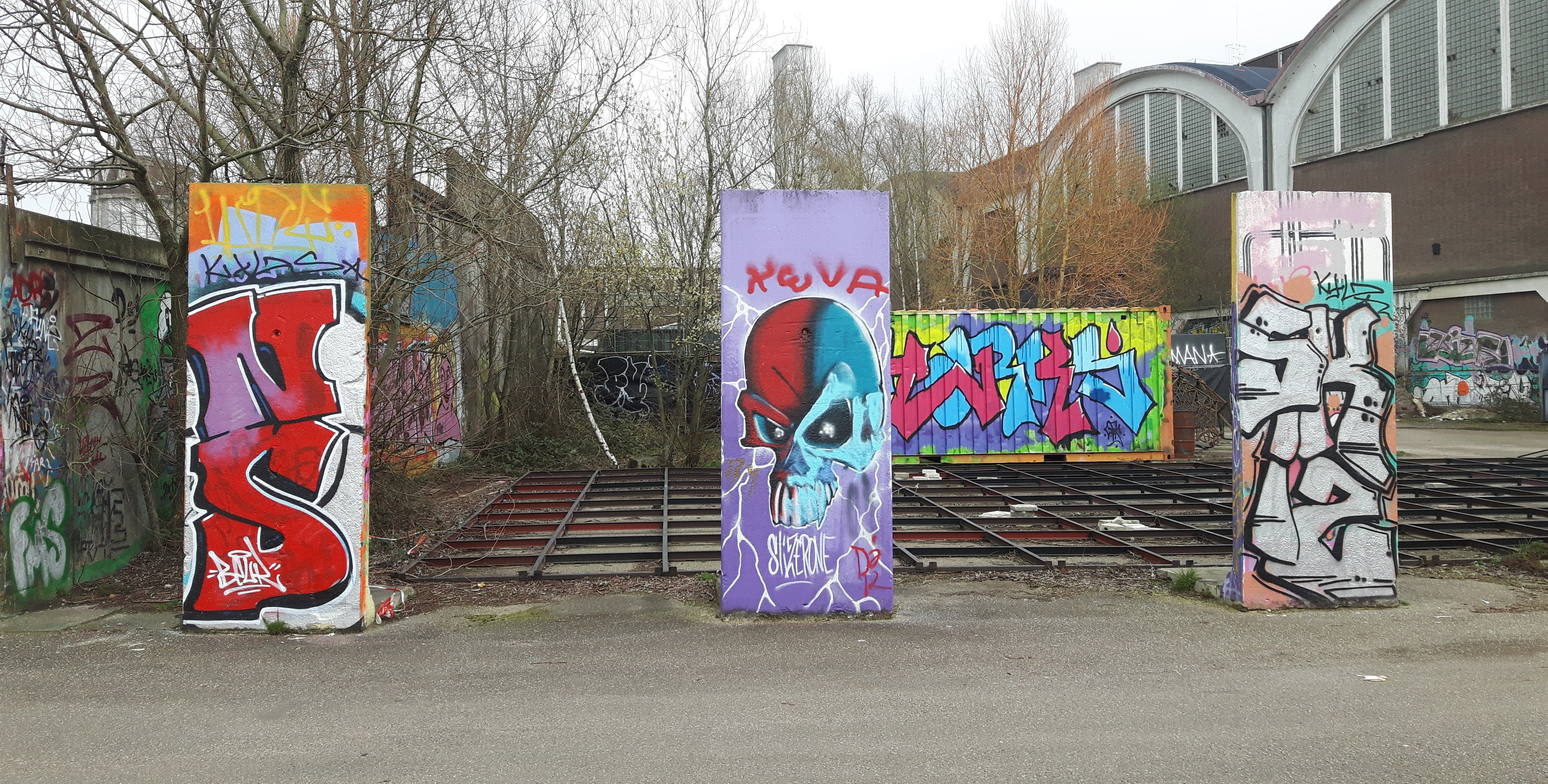
Graffiti op het VASIM-terrein anno 2021
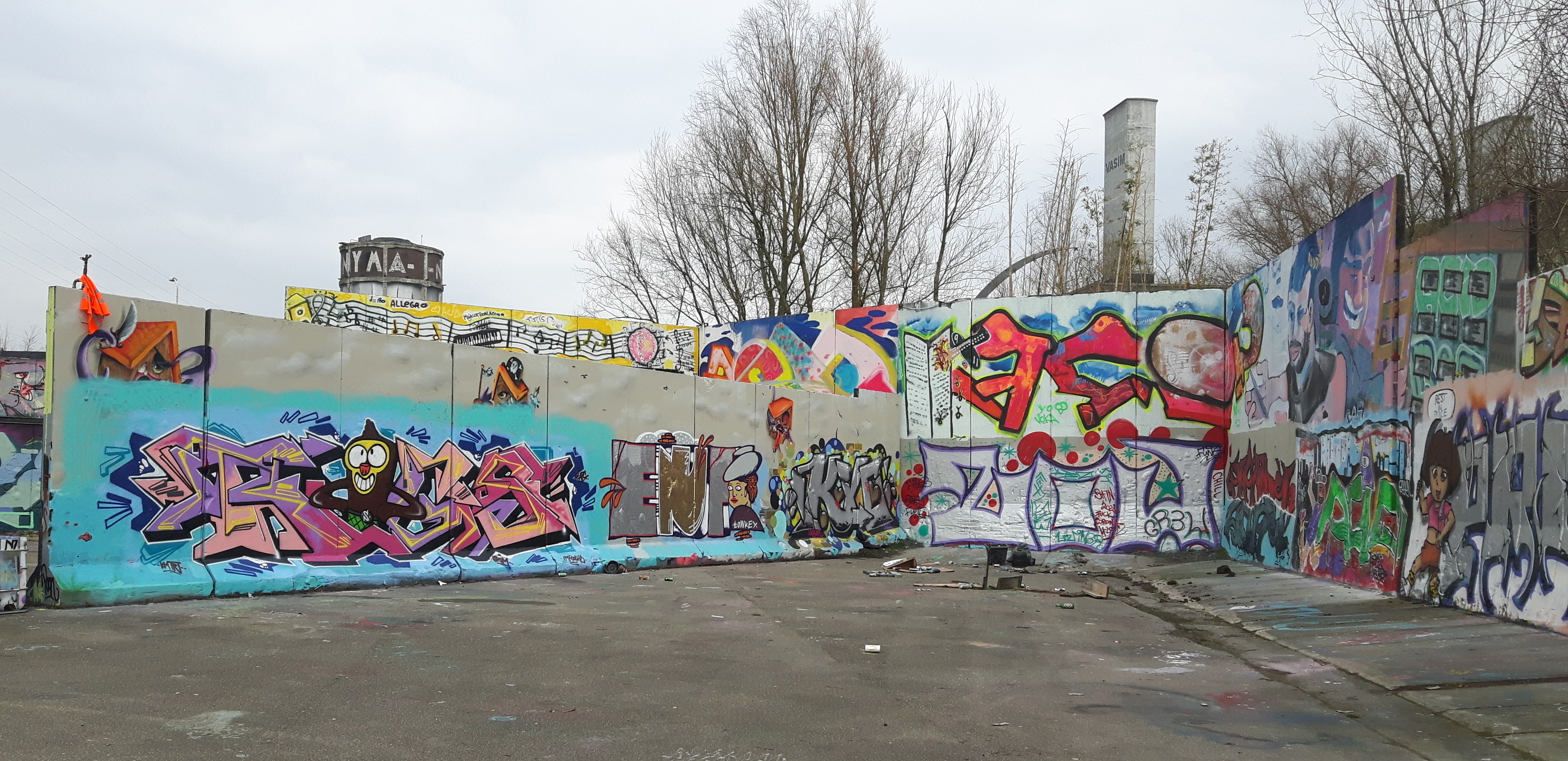
Graffiti op het VASIM-terrein anno 2021
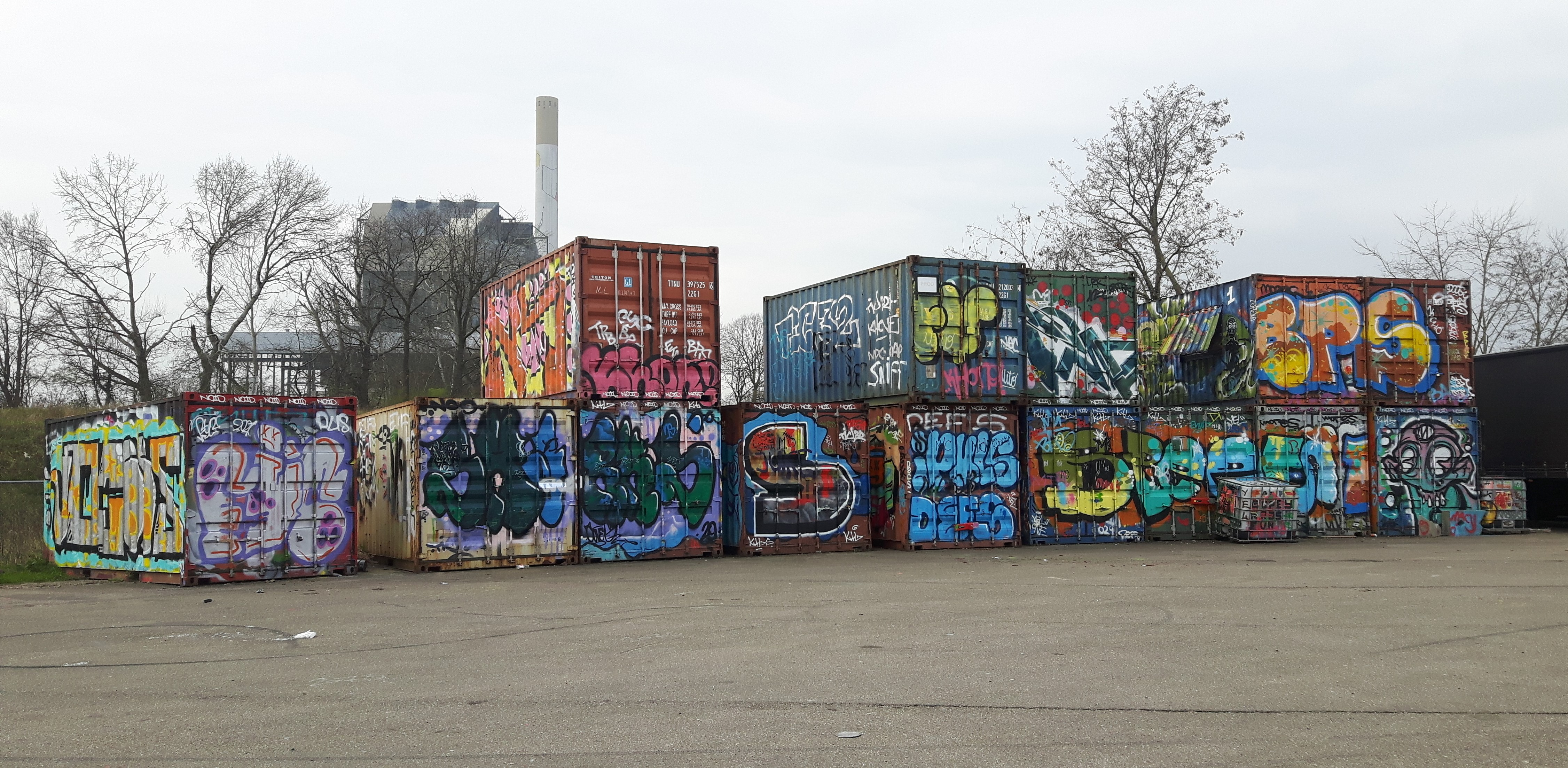
Graffiti op het VASIM-terrein anno 2021
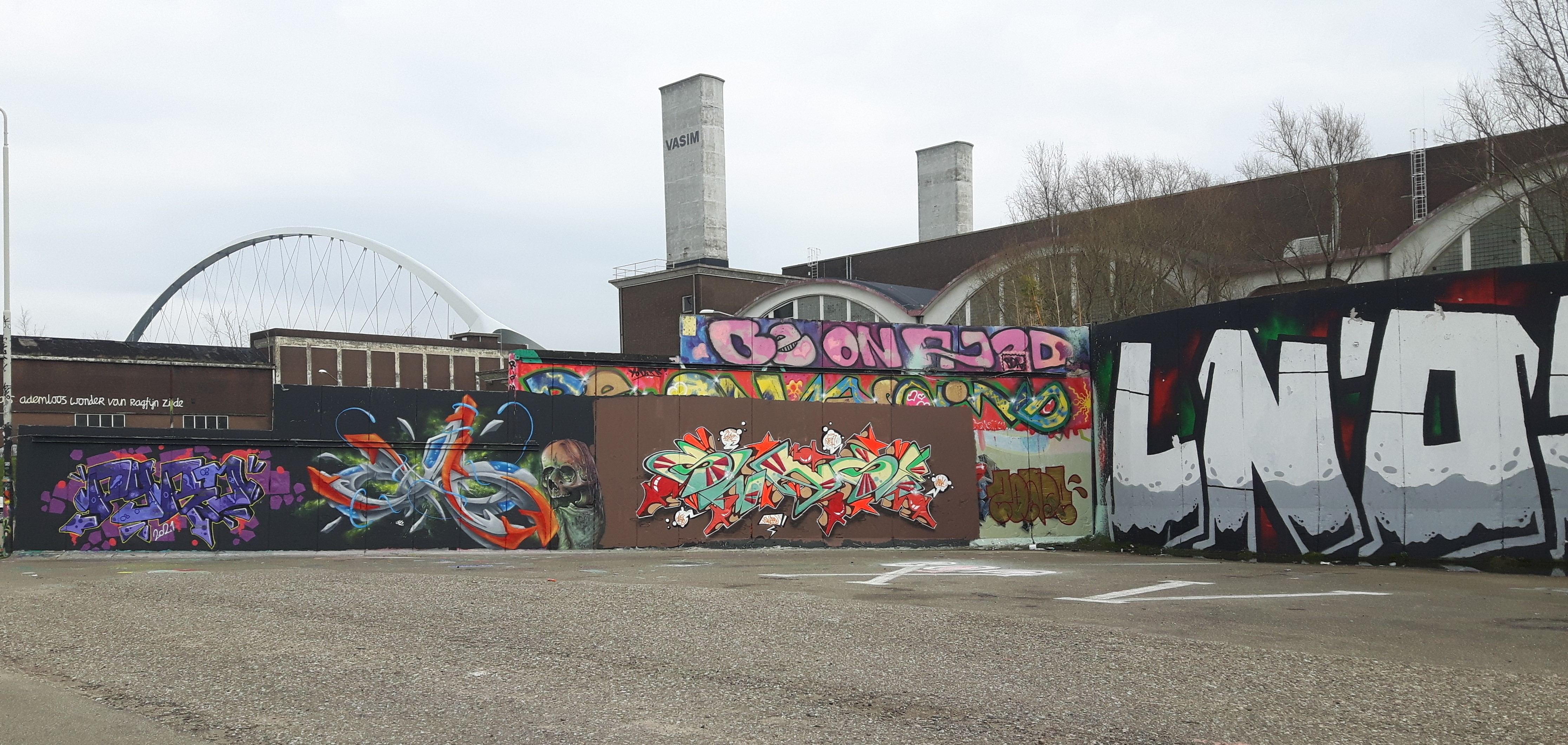
Graffiti op het VASIM-terrein anno 2021
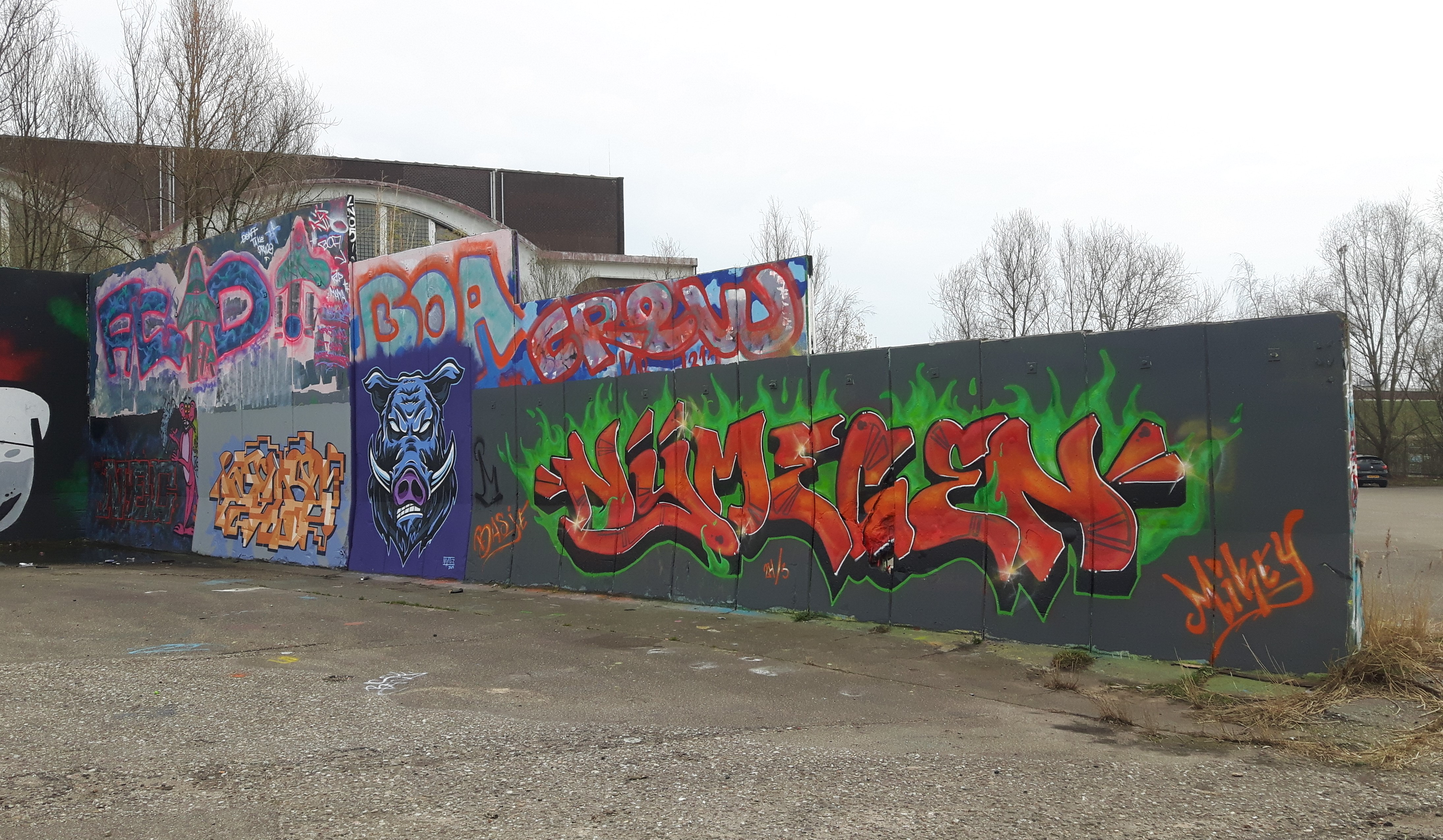
Graffiti op het VASIM-terrein anno 2021
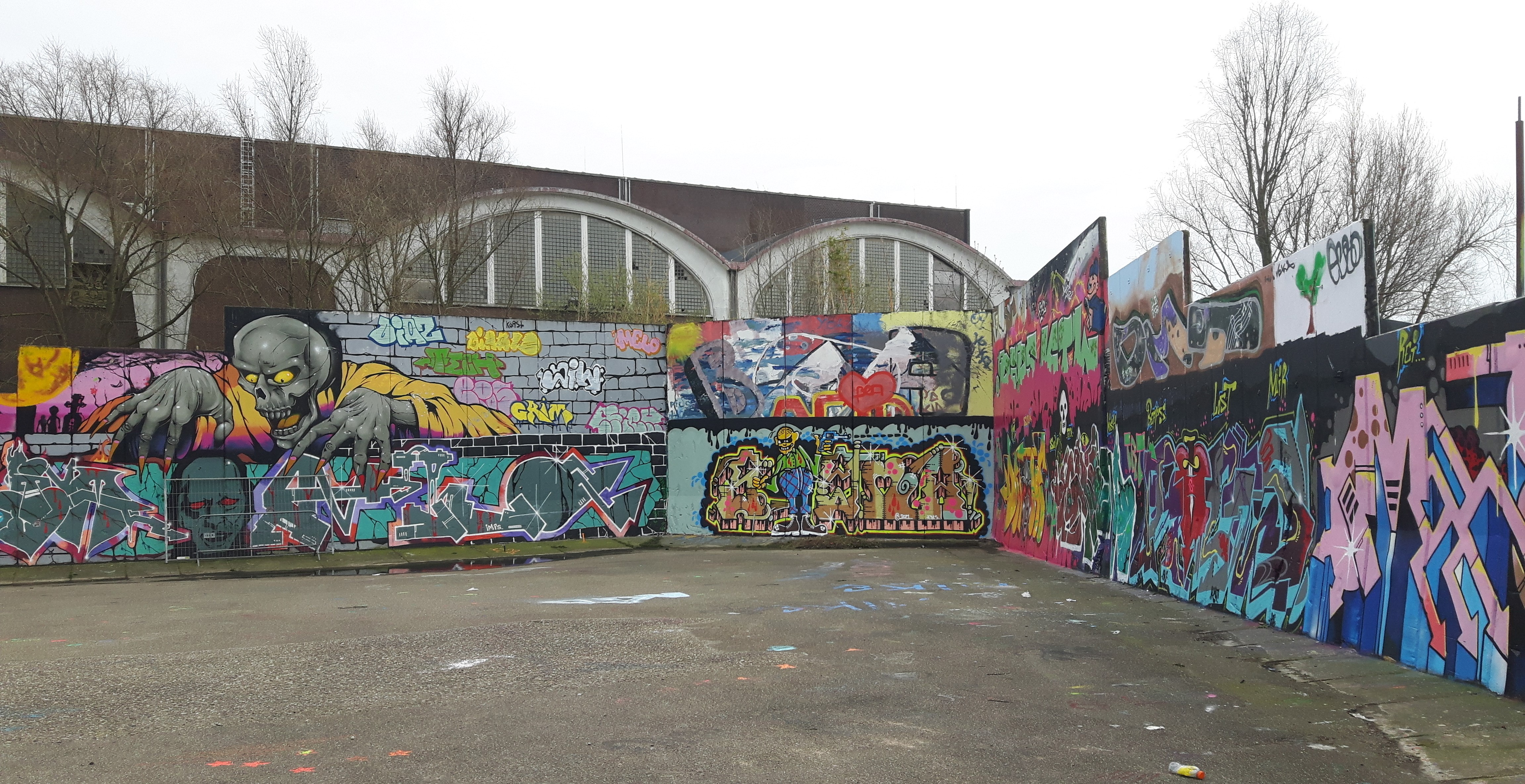
Graffiti op het VASIM-terrein anno 2021

### Honigcomplex

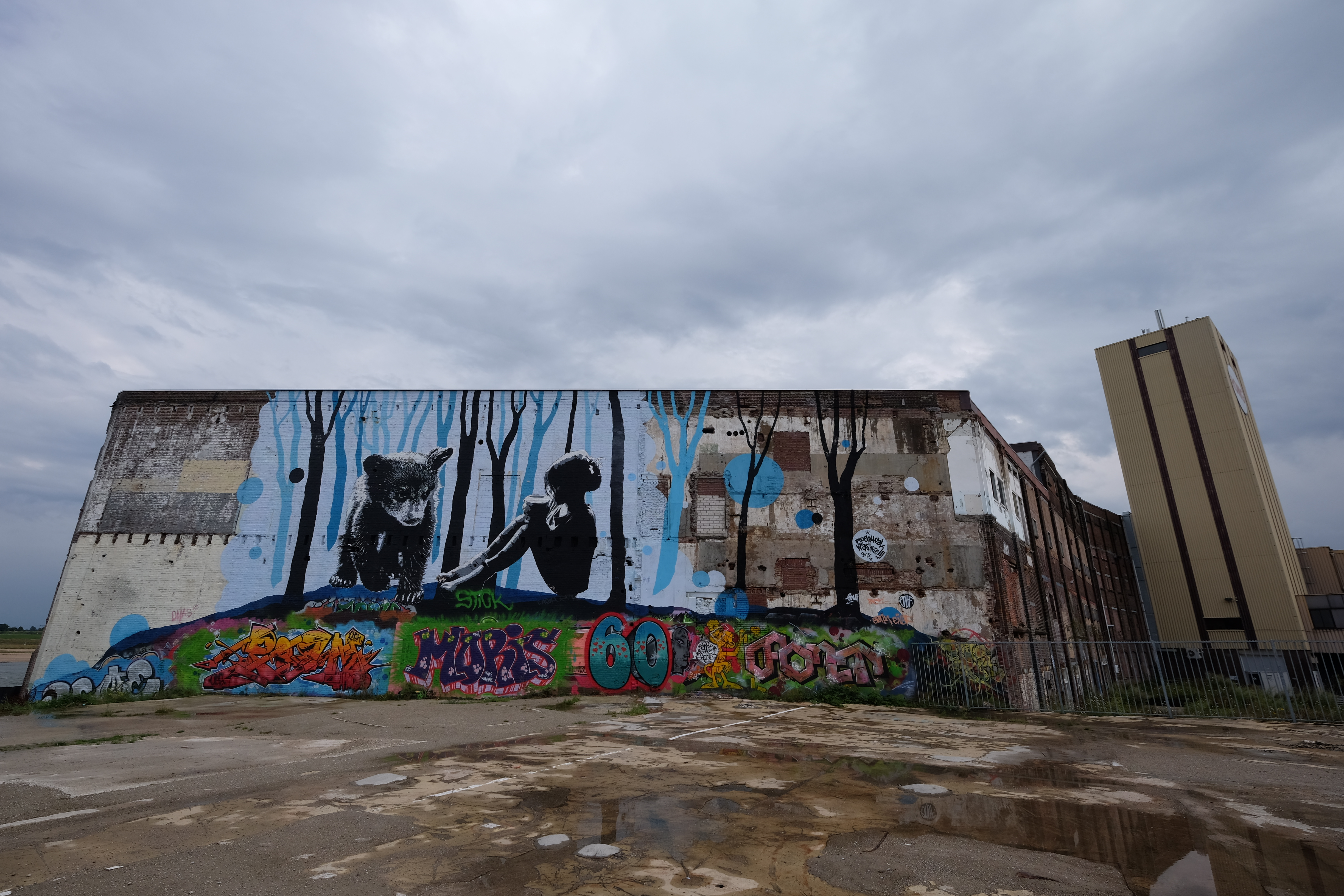
Graffiti met een beer aan de rand van het Honigcomplex anno 2016
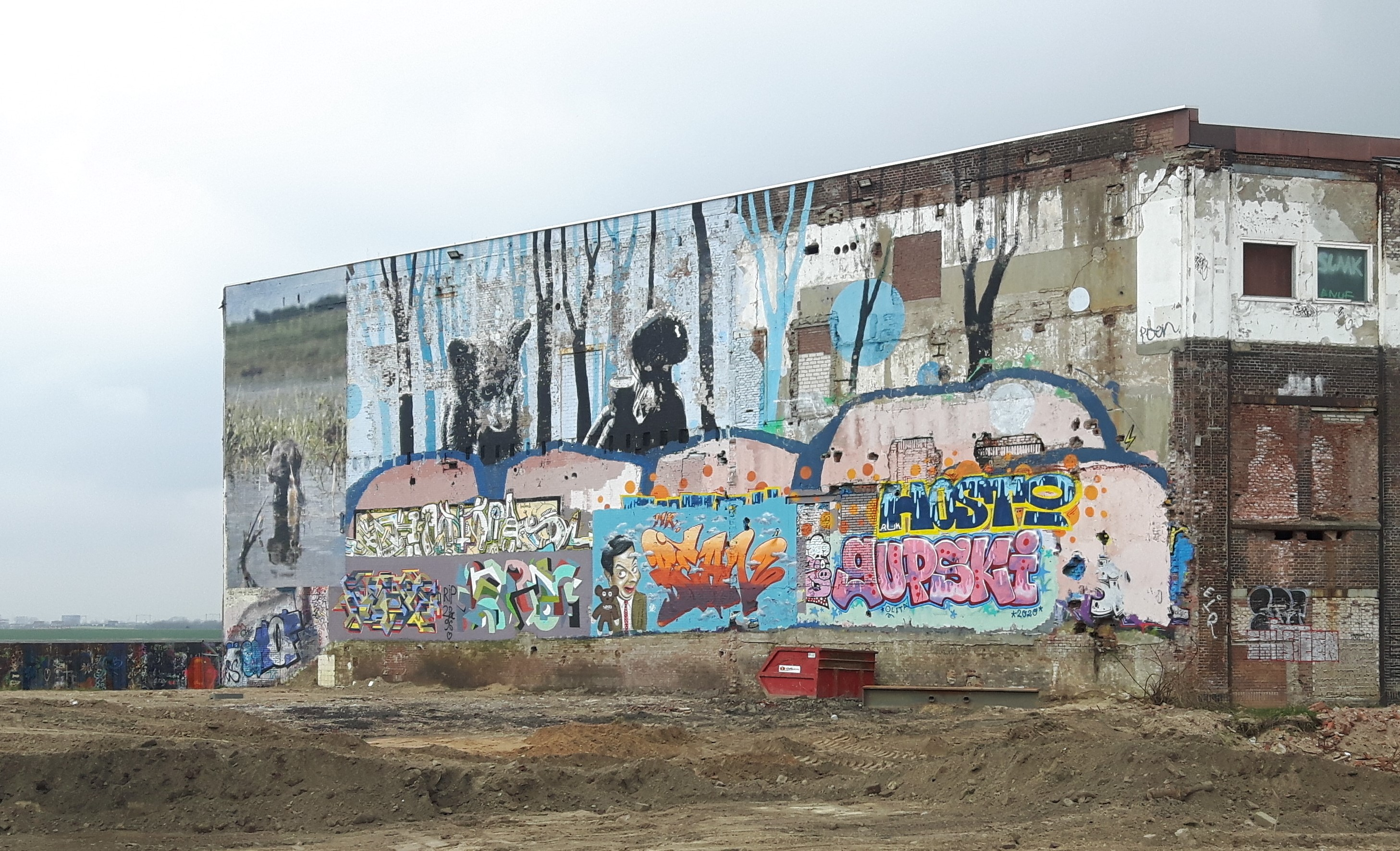
Zelfde graffiti met beer anno 2021
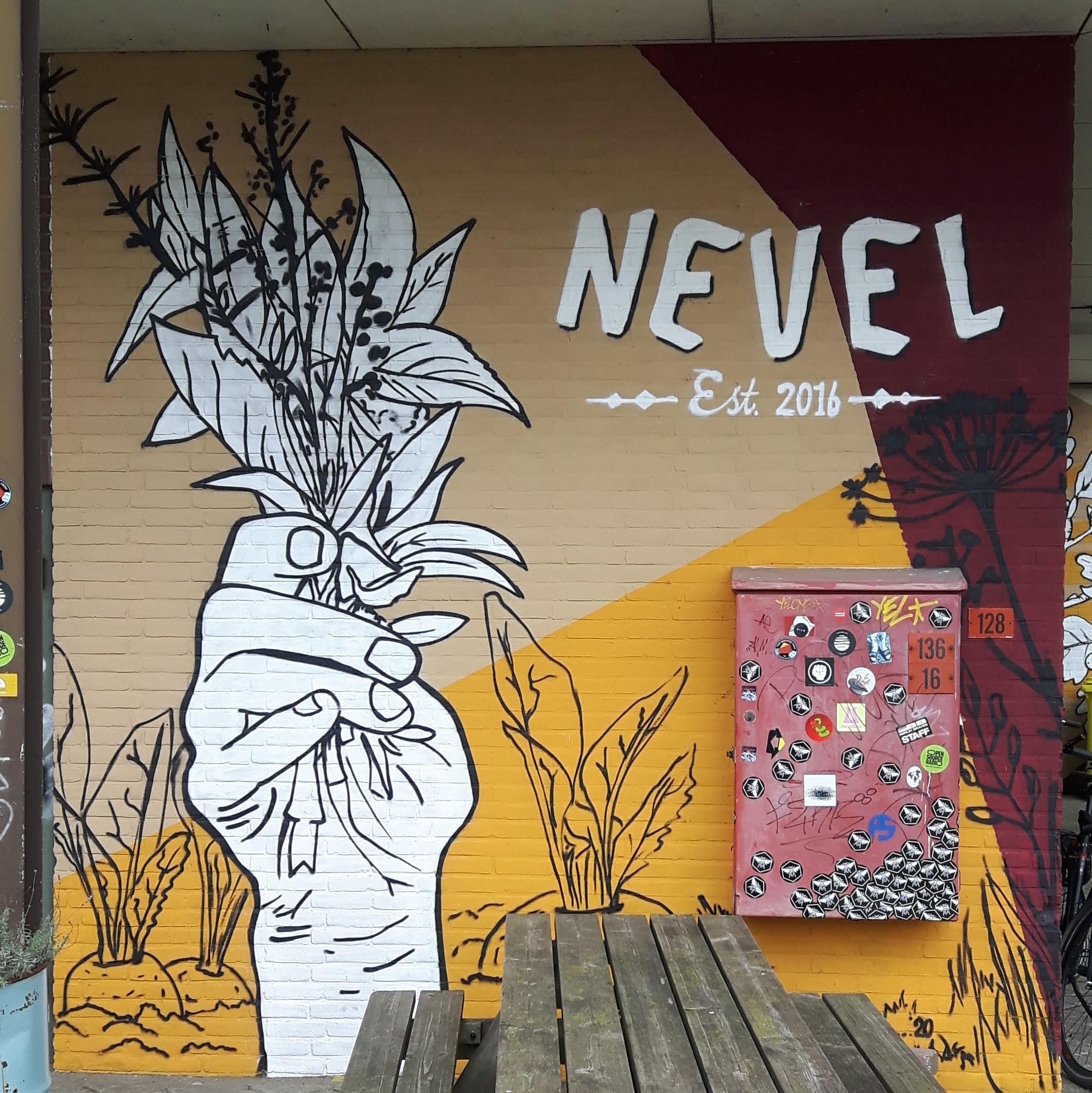
Ode aan Bierbrouwerij Nevel
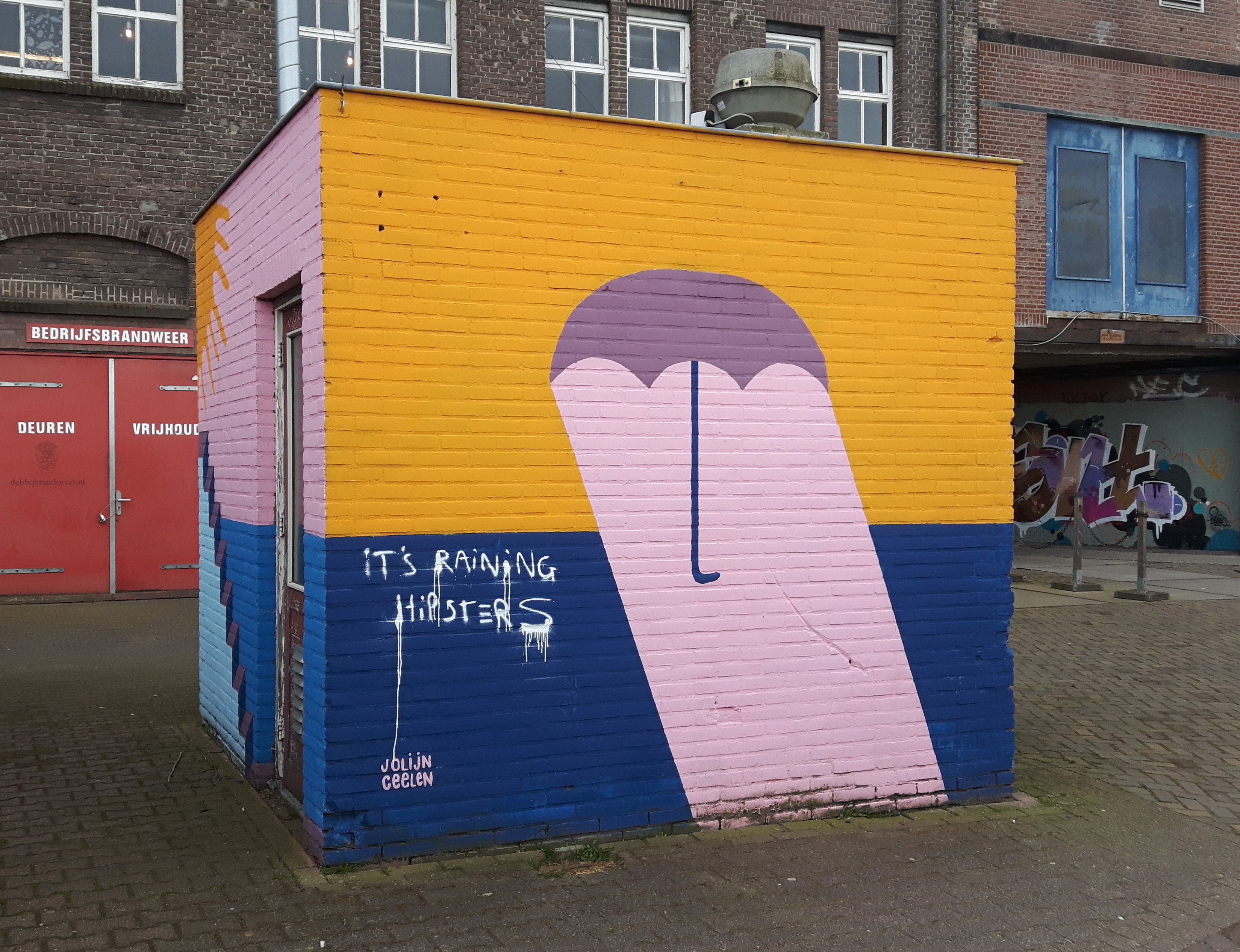
'It's raining hipsters' door Jolijn Ceelen
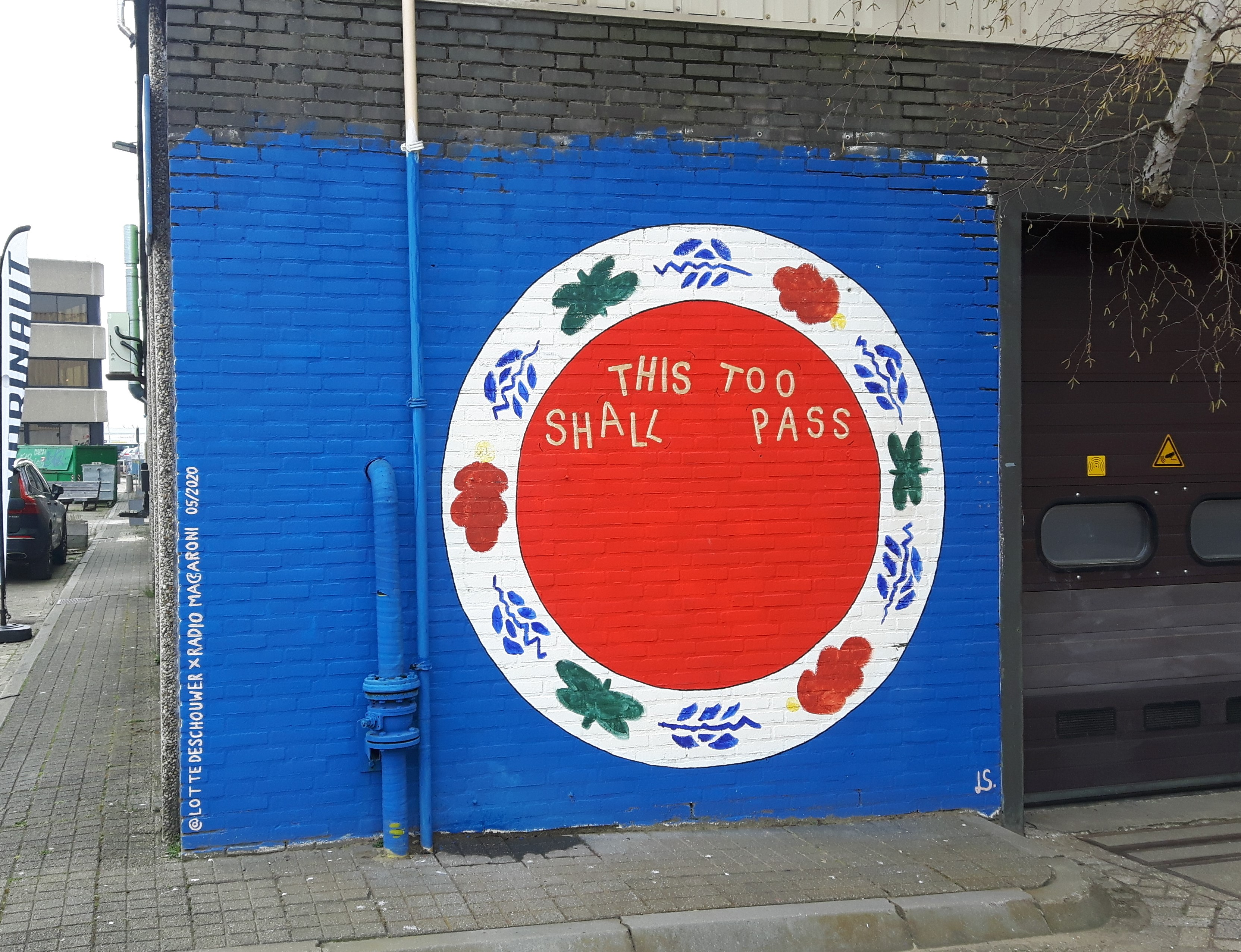
'This Too Shall Pass' door Lotte Deschouwer
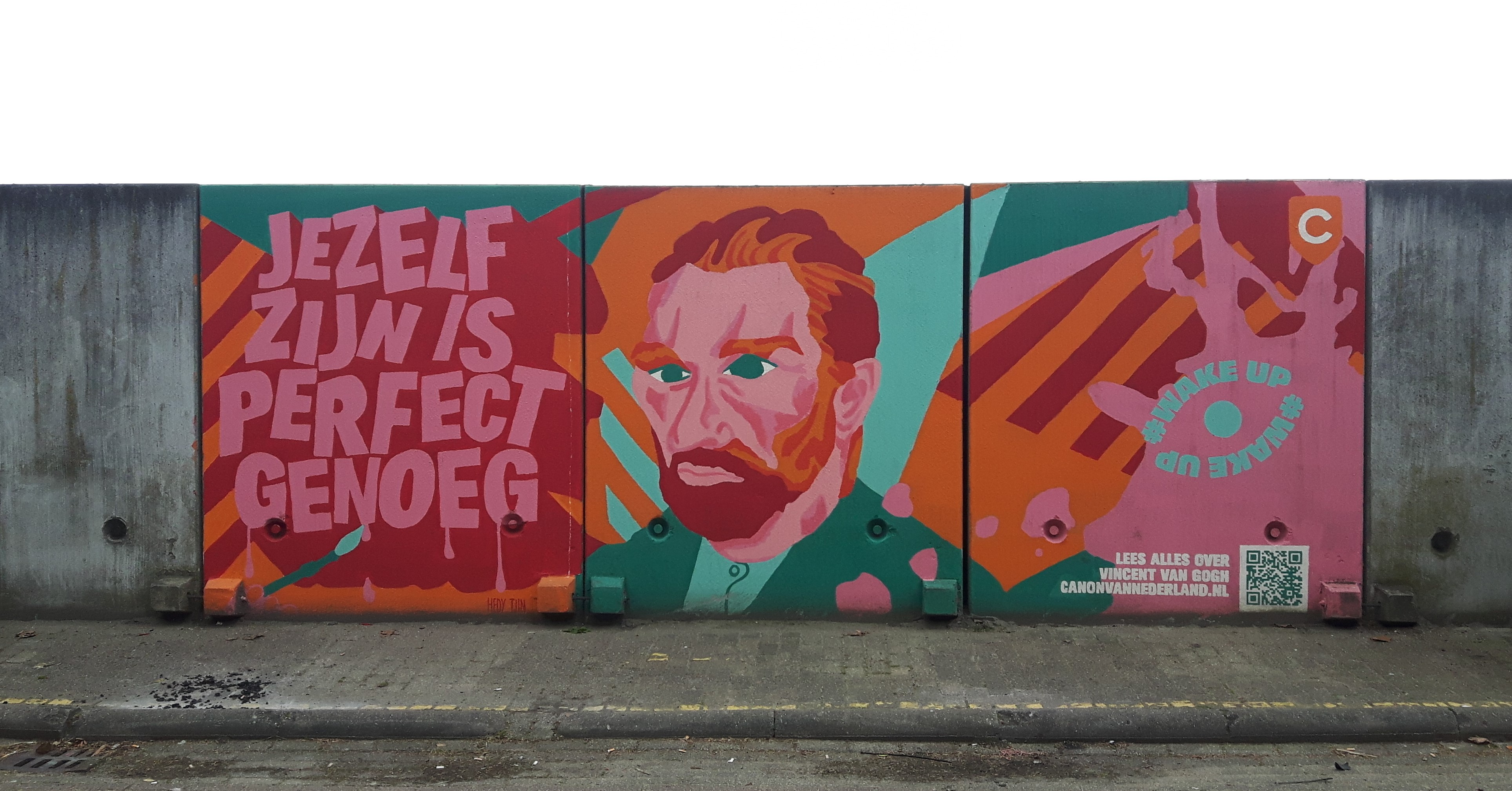
'Jezelf zijn is perfect genoeg' en portret van Vincent van Gogh
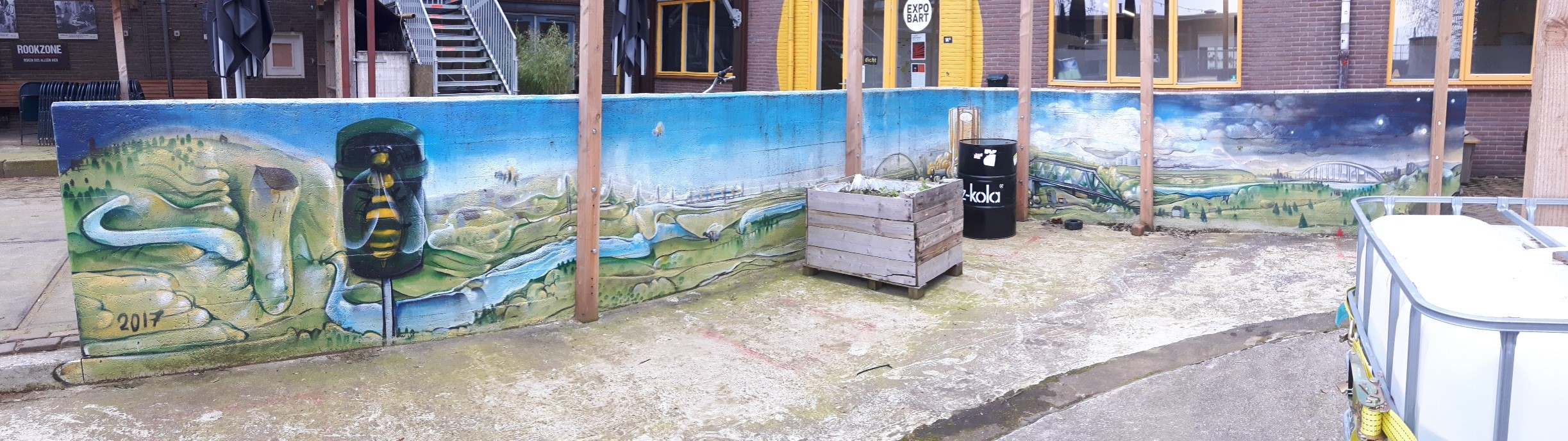
Bijen, gemaakt in 2017
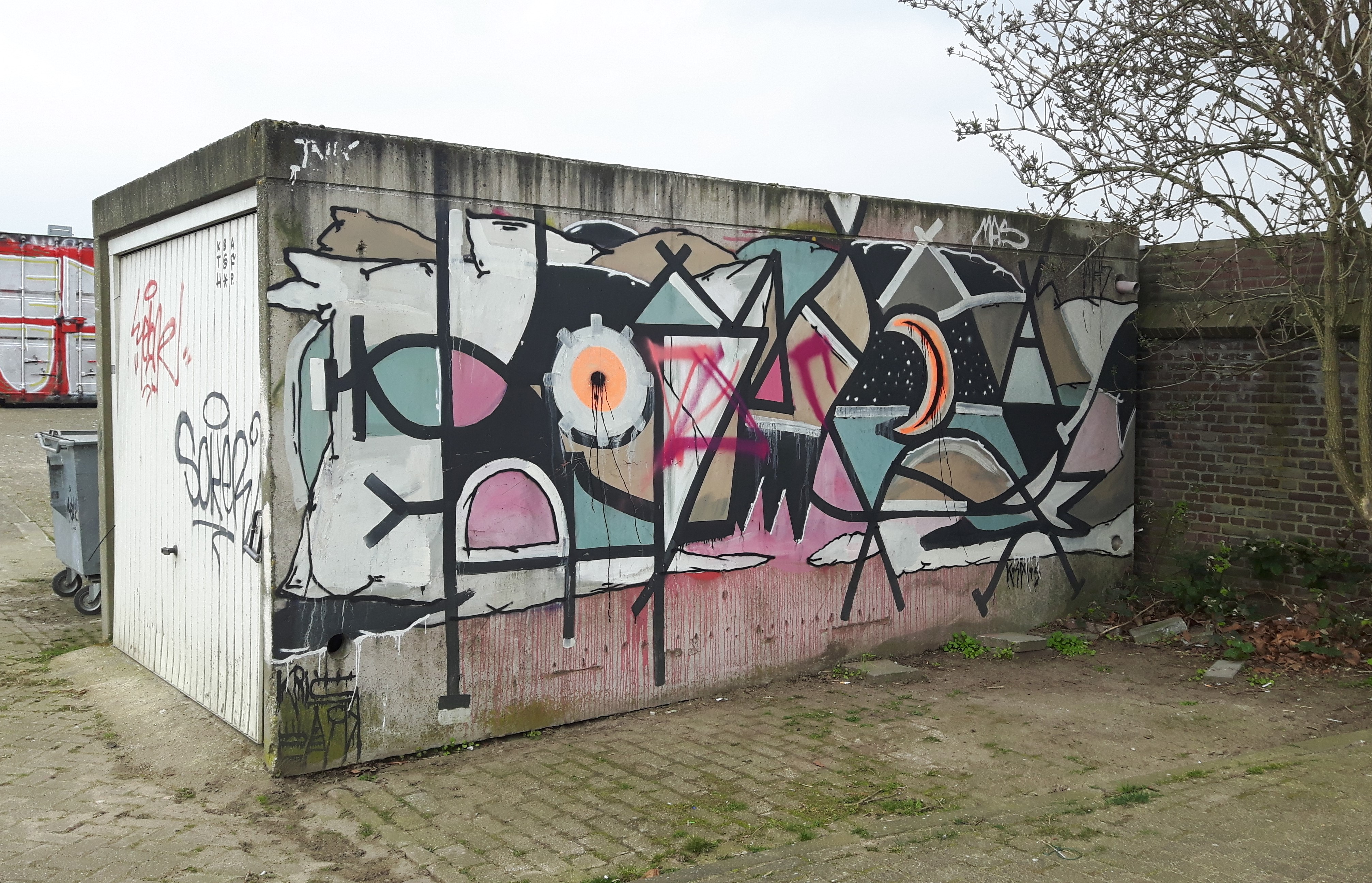
Graffiti op Honigcomplex anno 2021
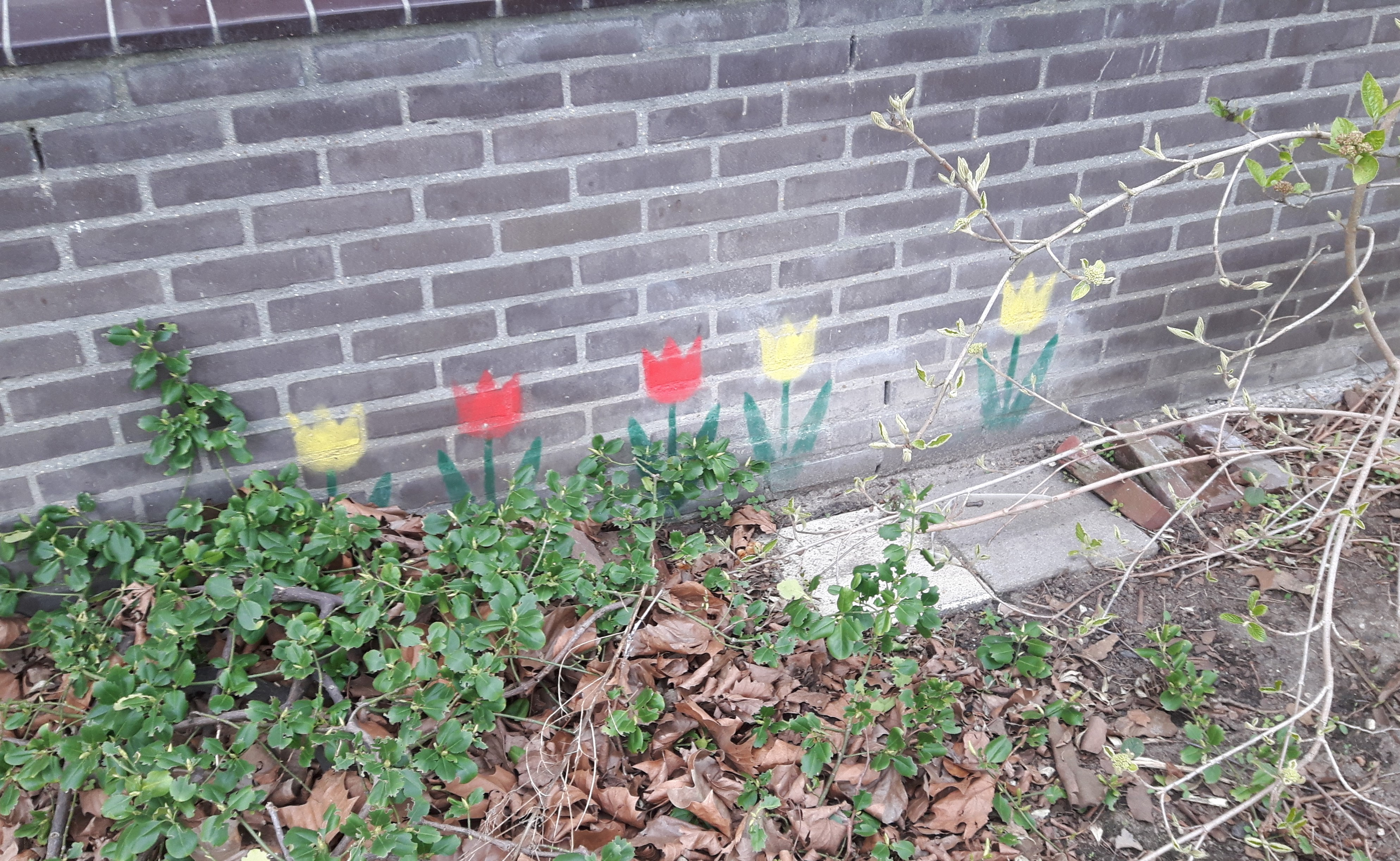
Graffiti op Honigcomplex anno 2021
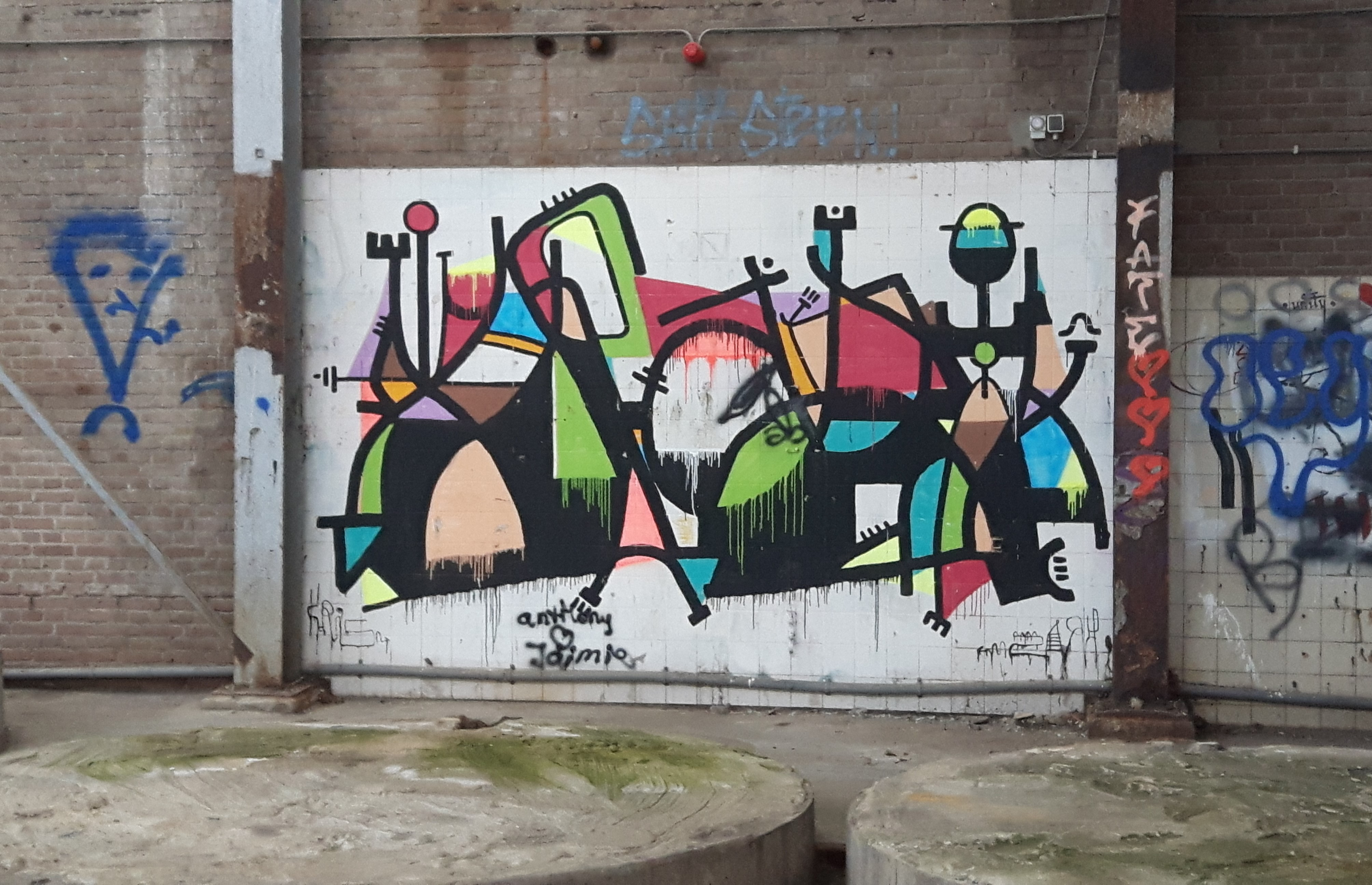
Graffiti op Honigcomplex anno 2021
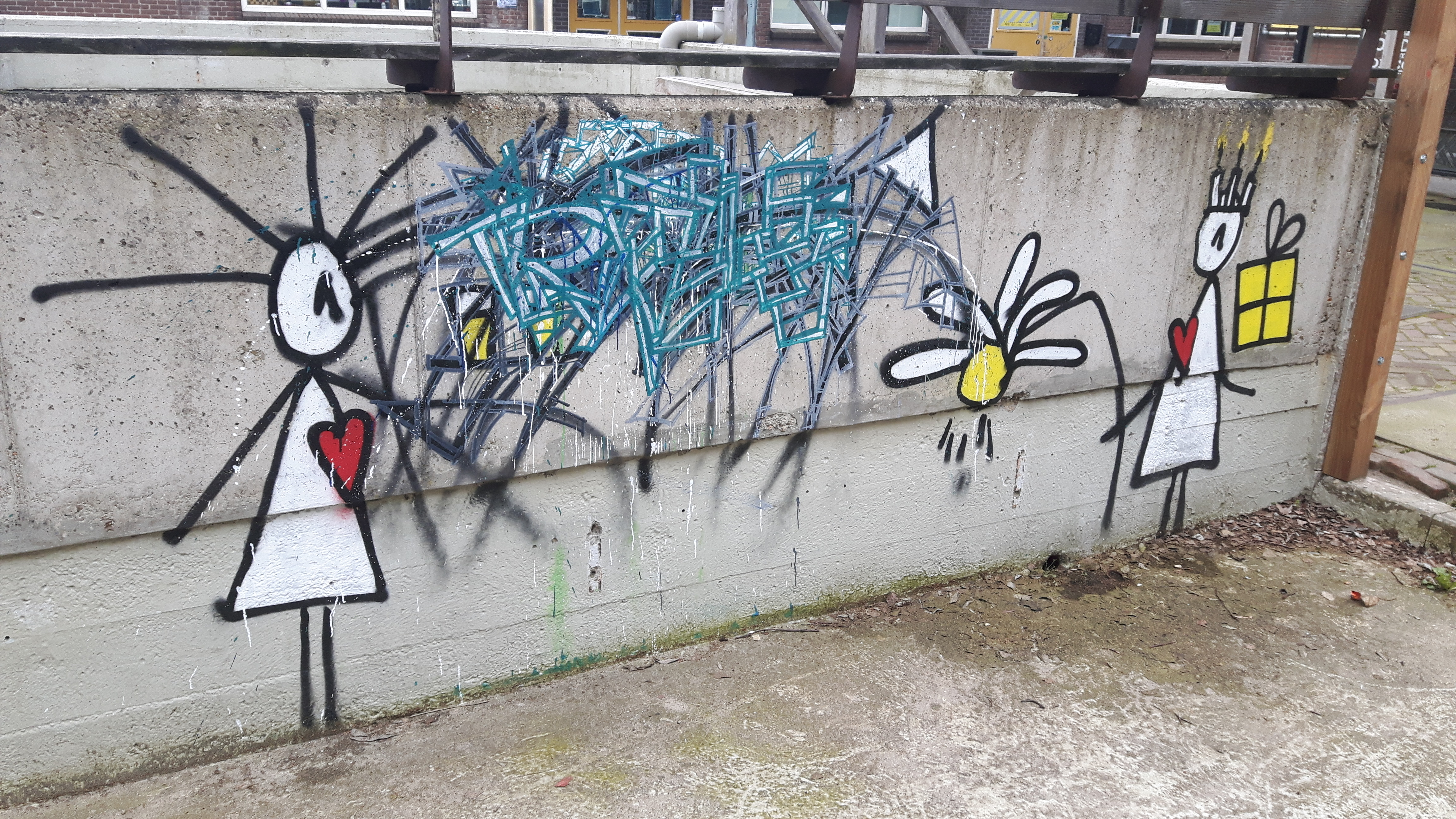
Graffiti op Honigcomplex anno 2021
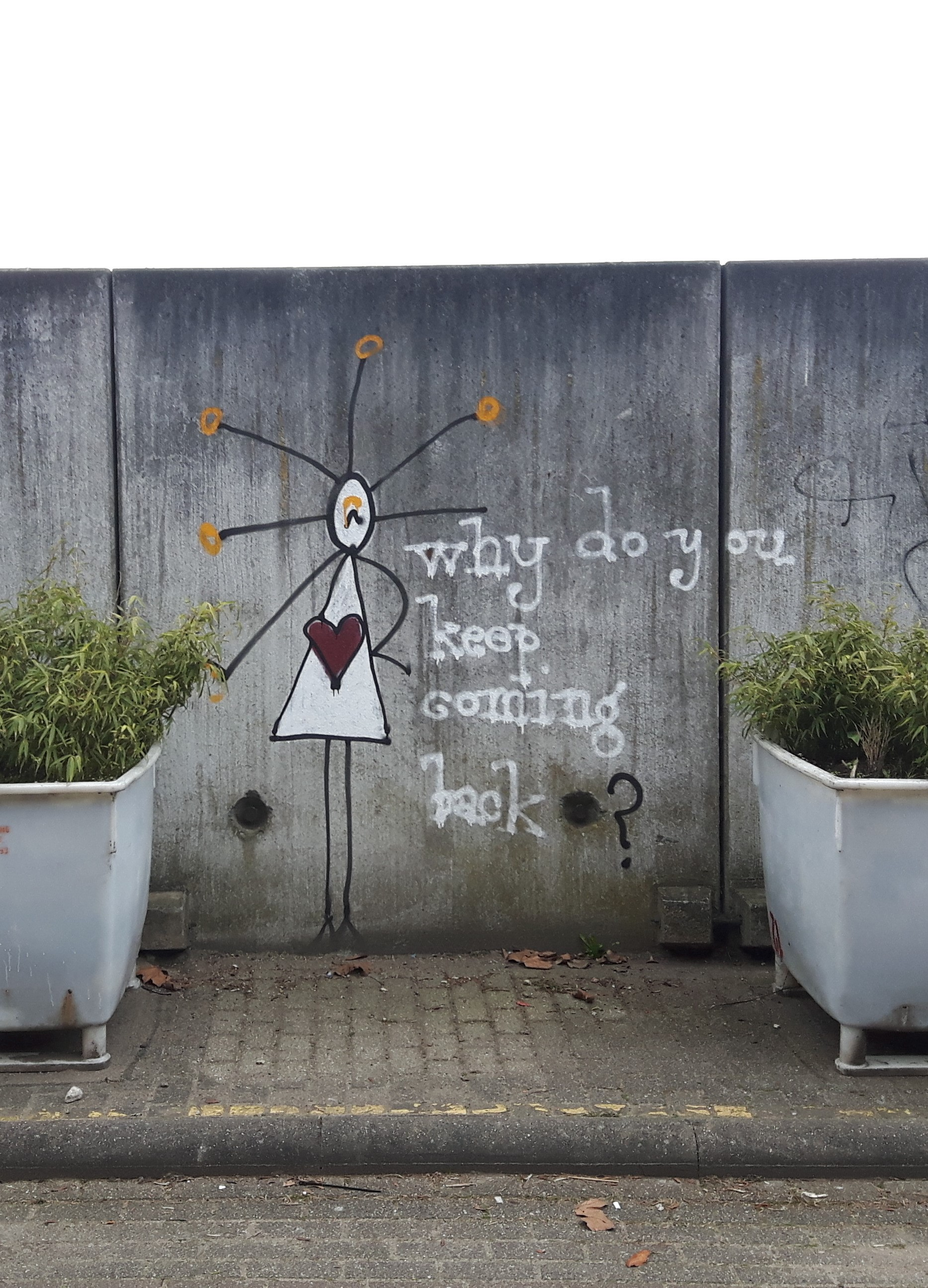
Graffiti op Honigcomplex anno 2021
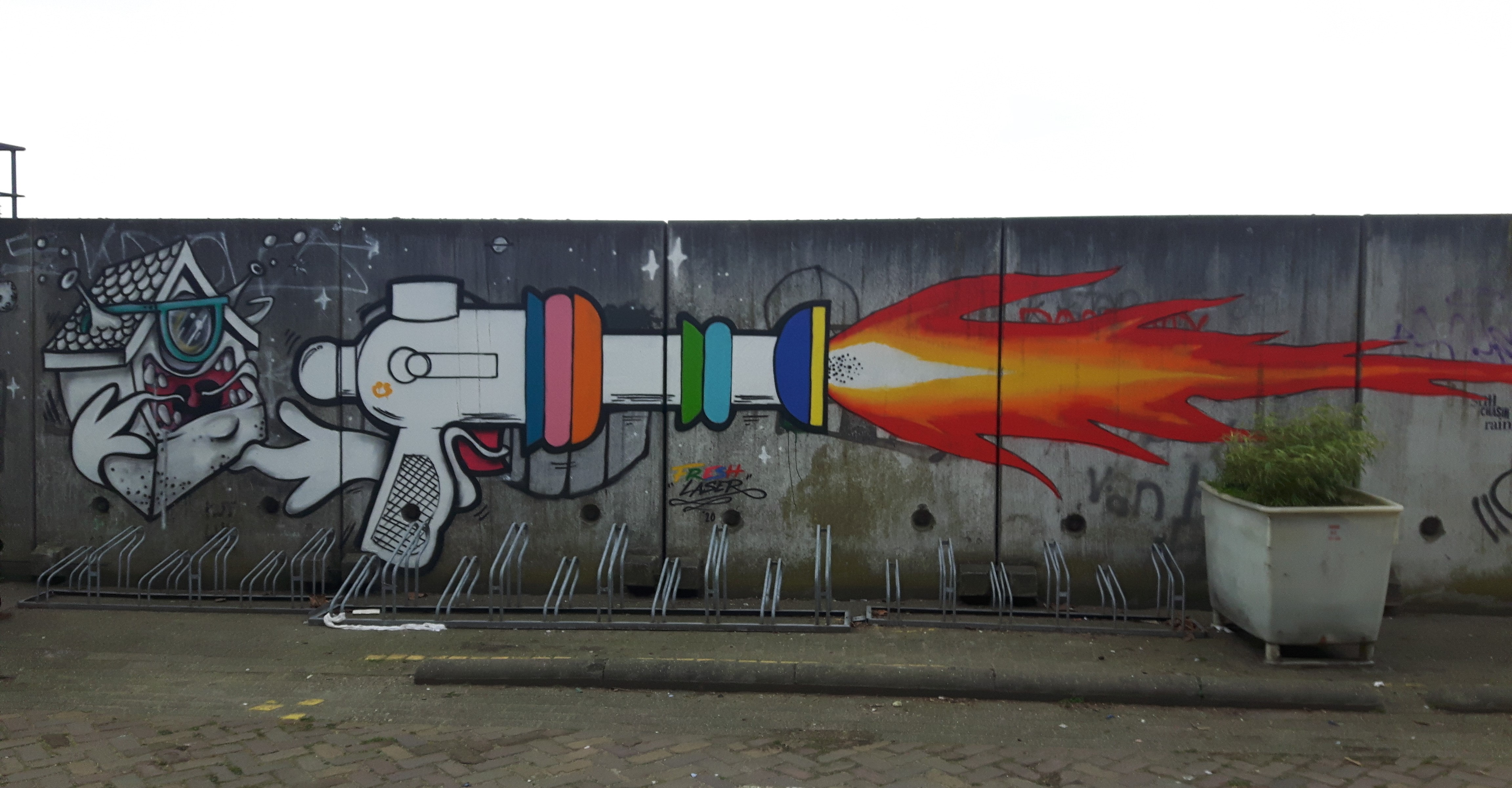
Graffiti op Honigcomplex anno 2021
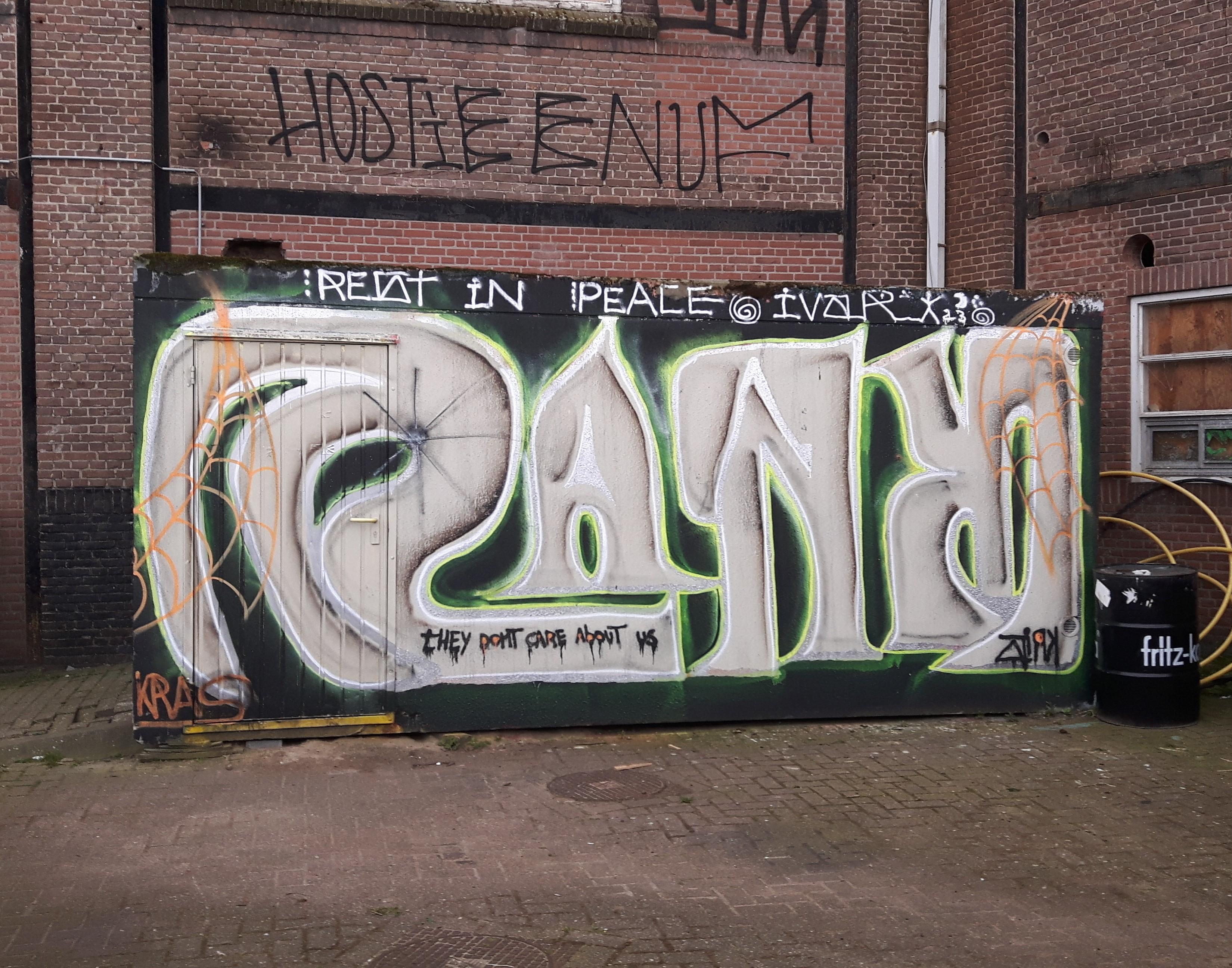
Graffiti op Honigcomplex anno 2021
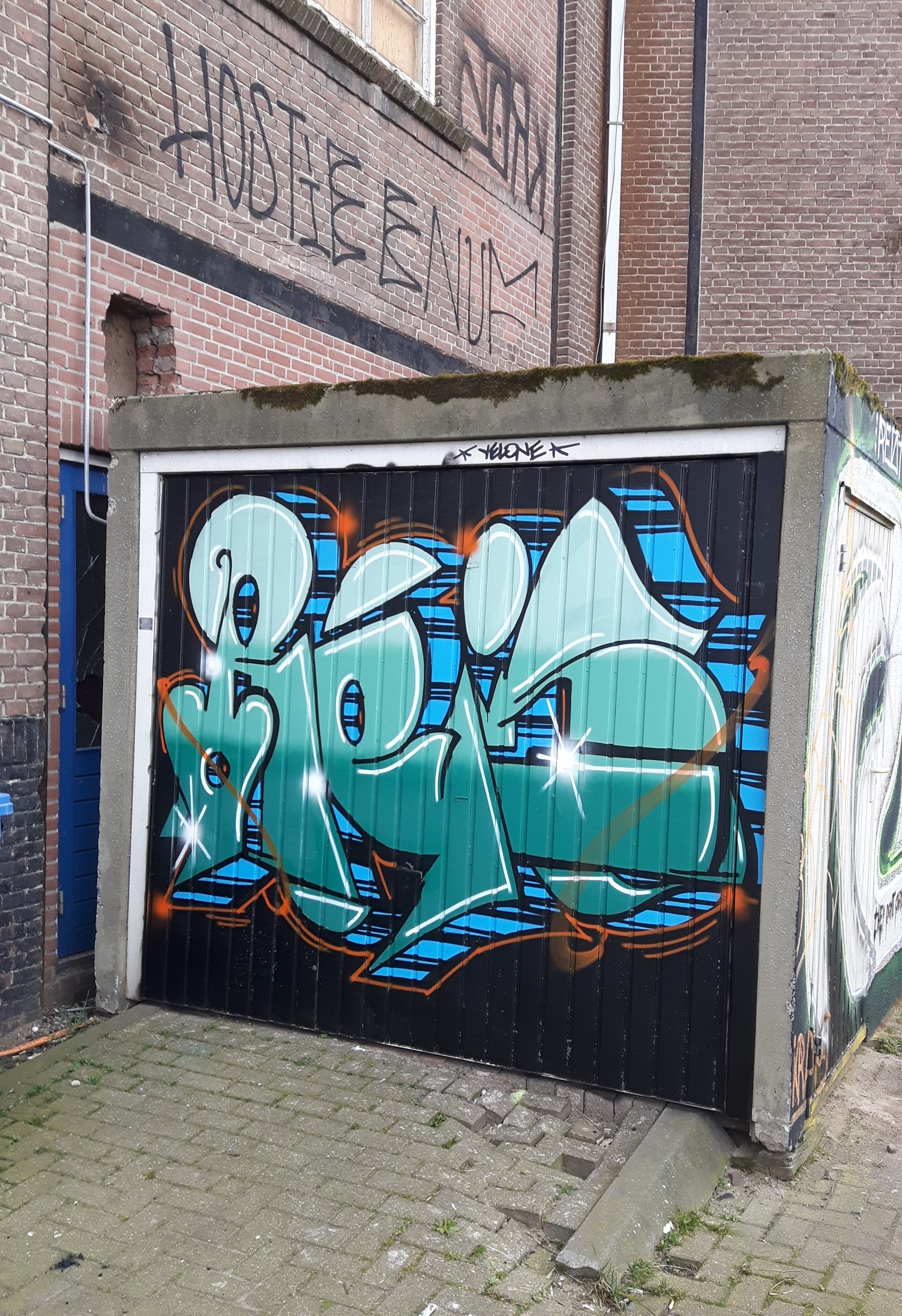
Graffiti op Honigcomplex anno 2021
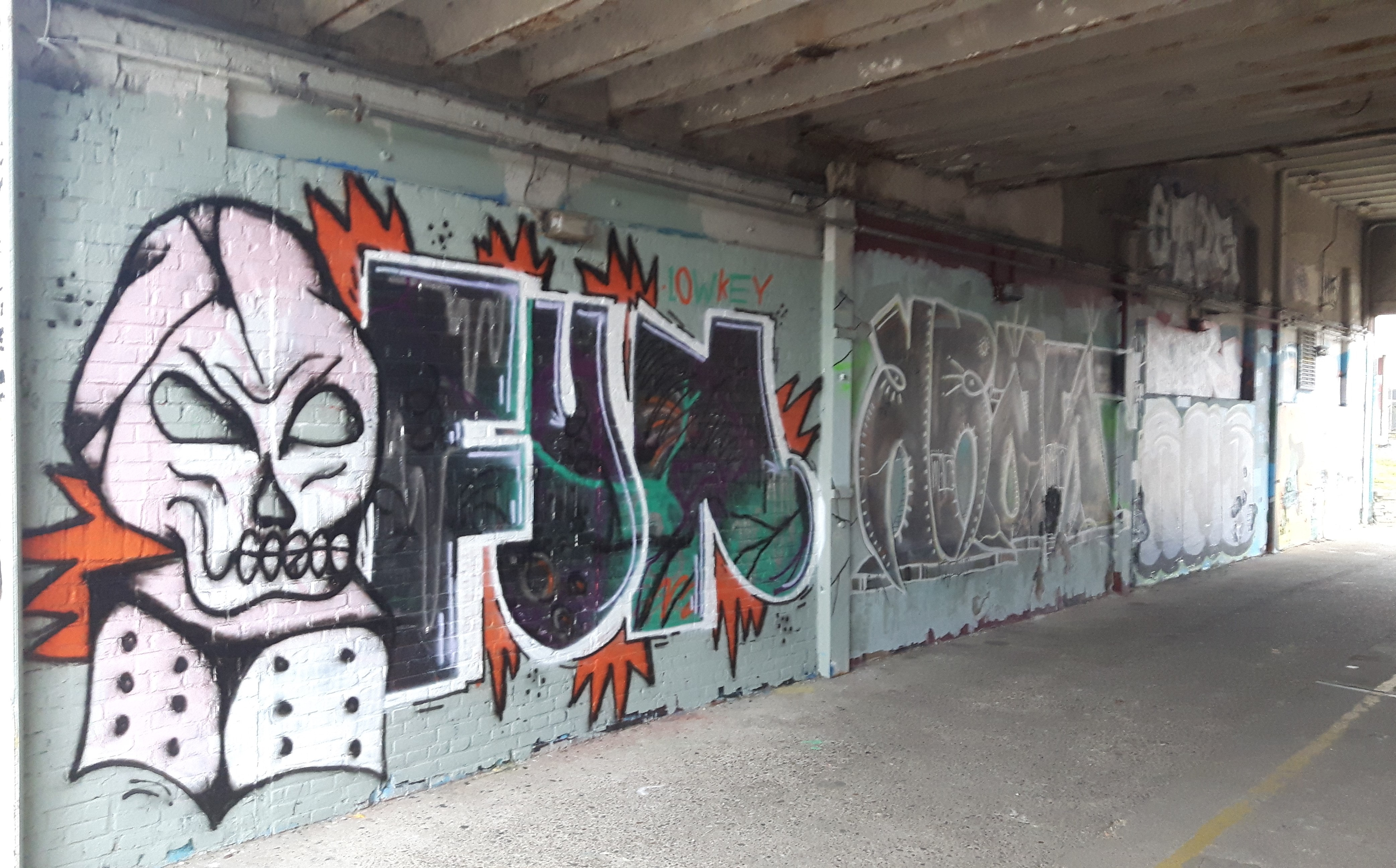
Graffiti op Honigcomplex anno 2021
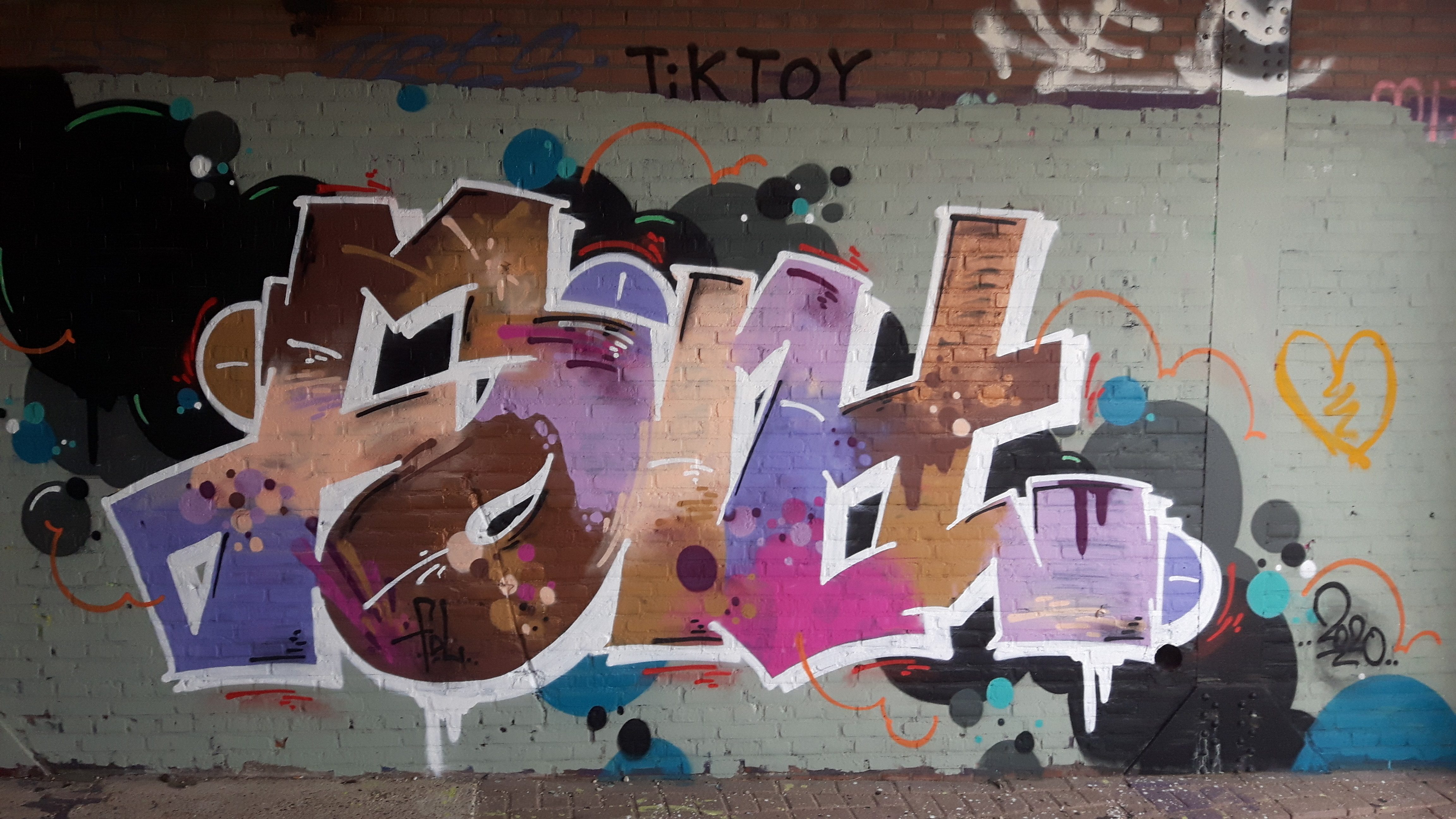
Graffiti op Honigcomplex anno 2021
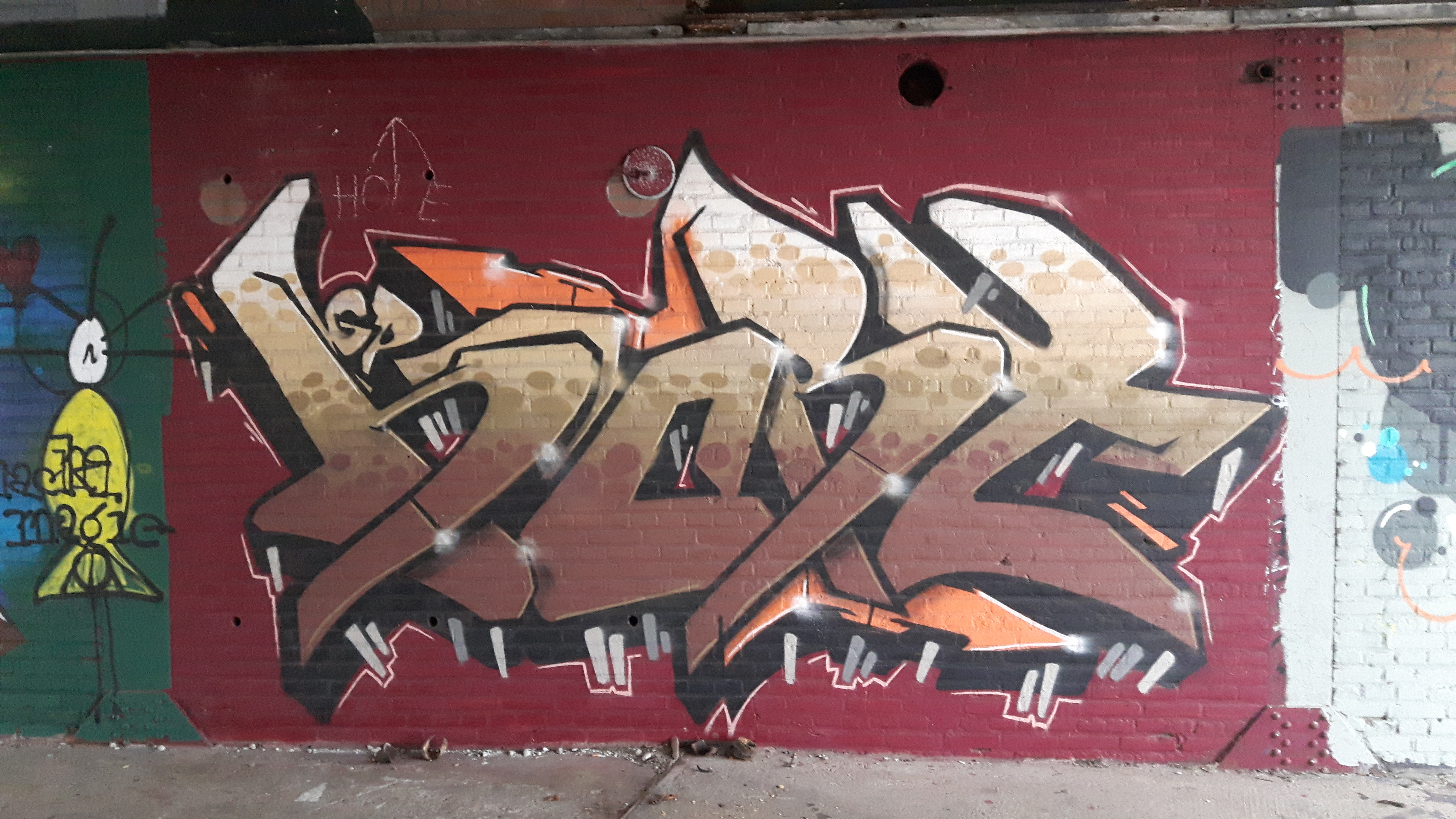
Graffiti op Honigcomplex anno 2021
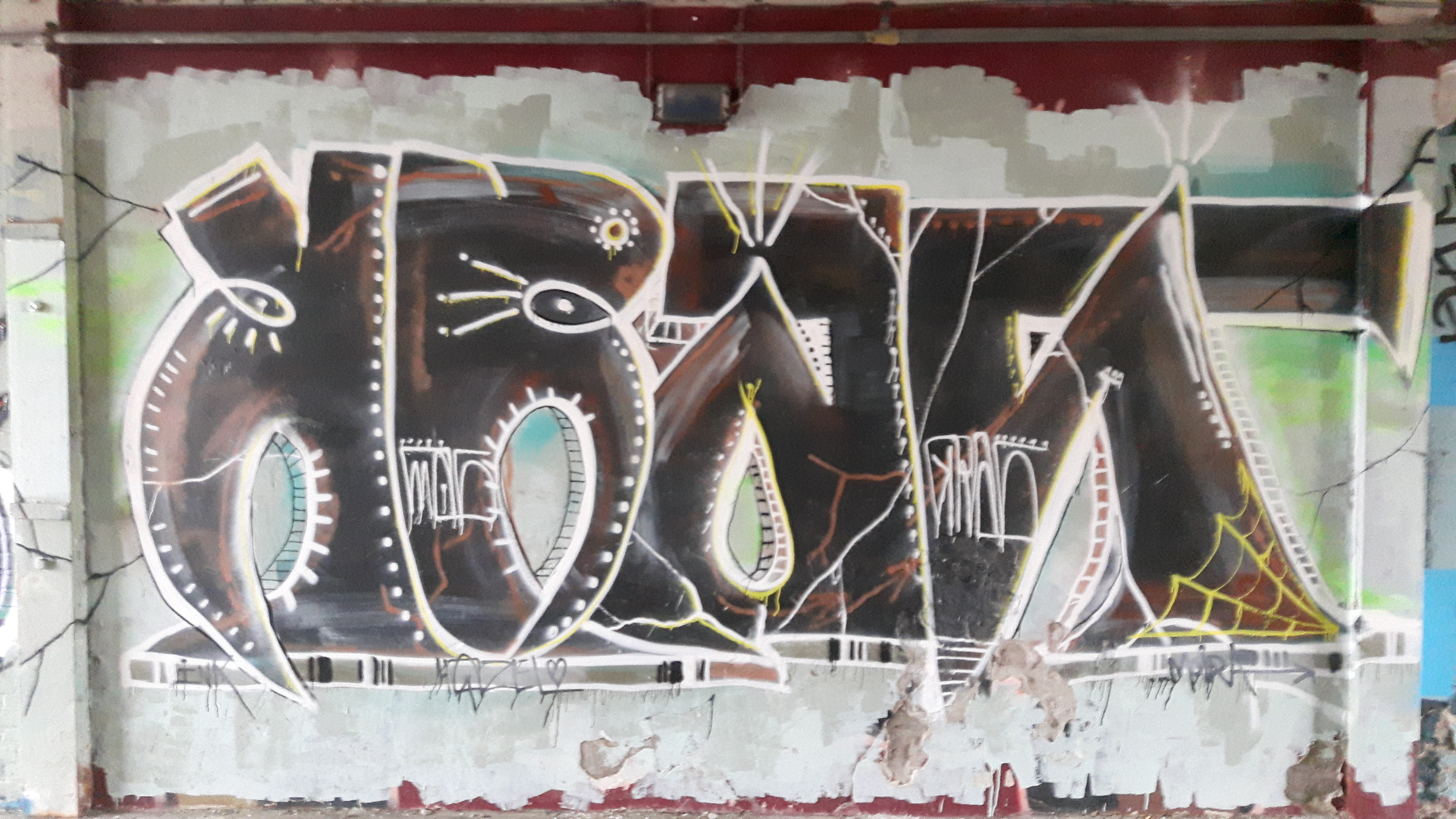
Graffiti op Honigcomplex anno 2021
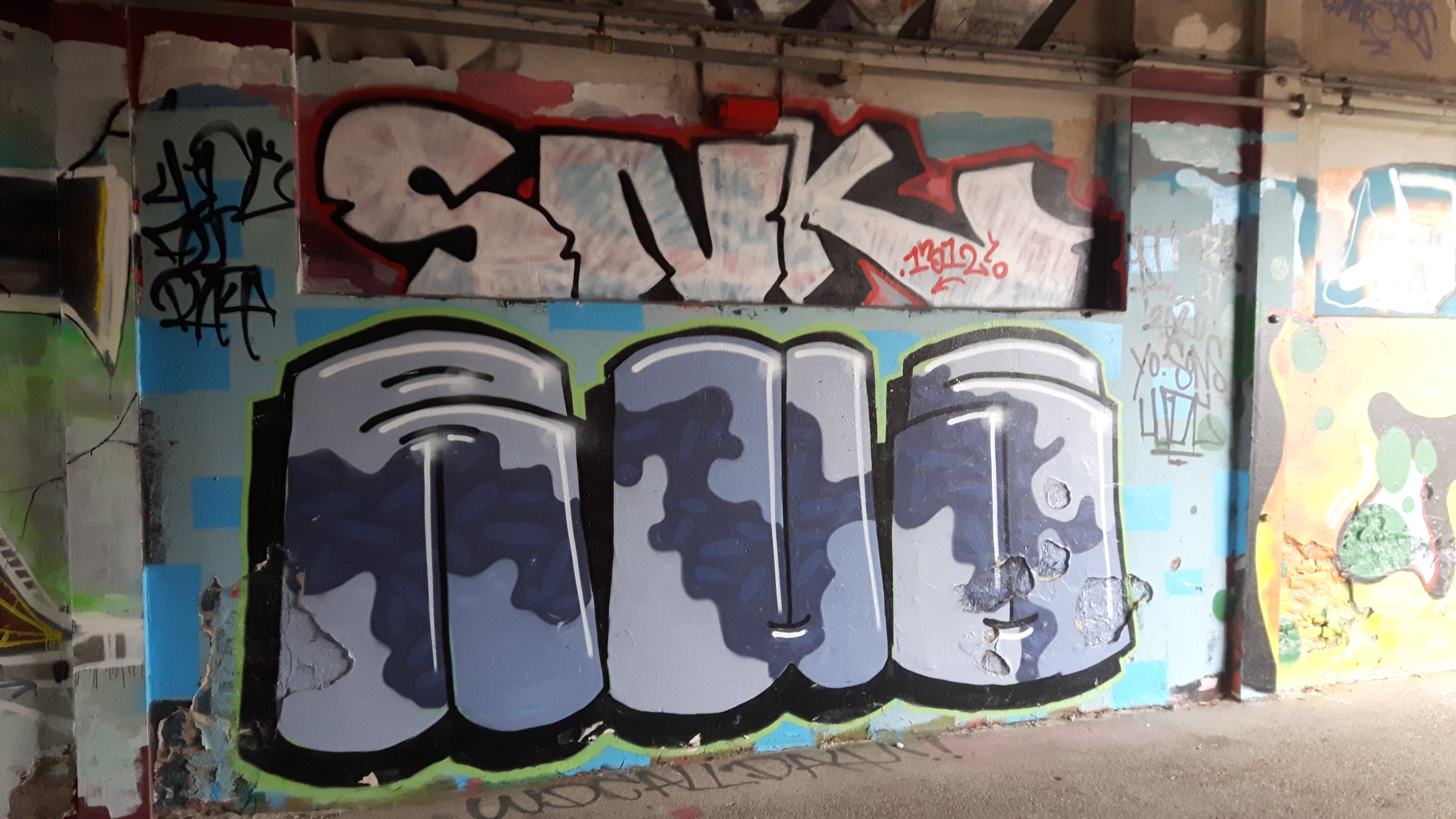
Graffiti op Honigcomplex anno 2021
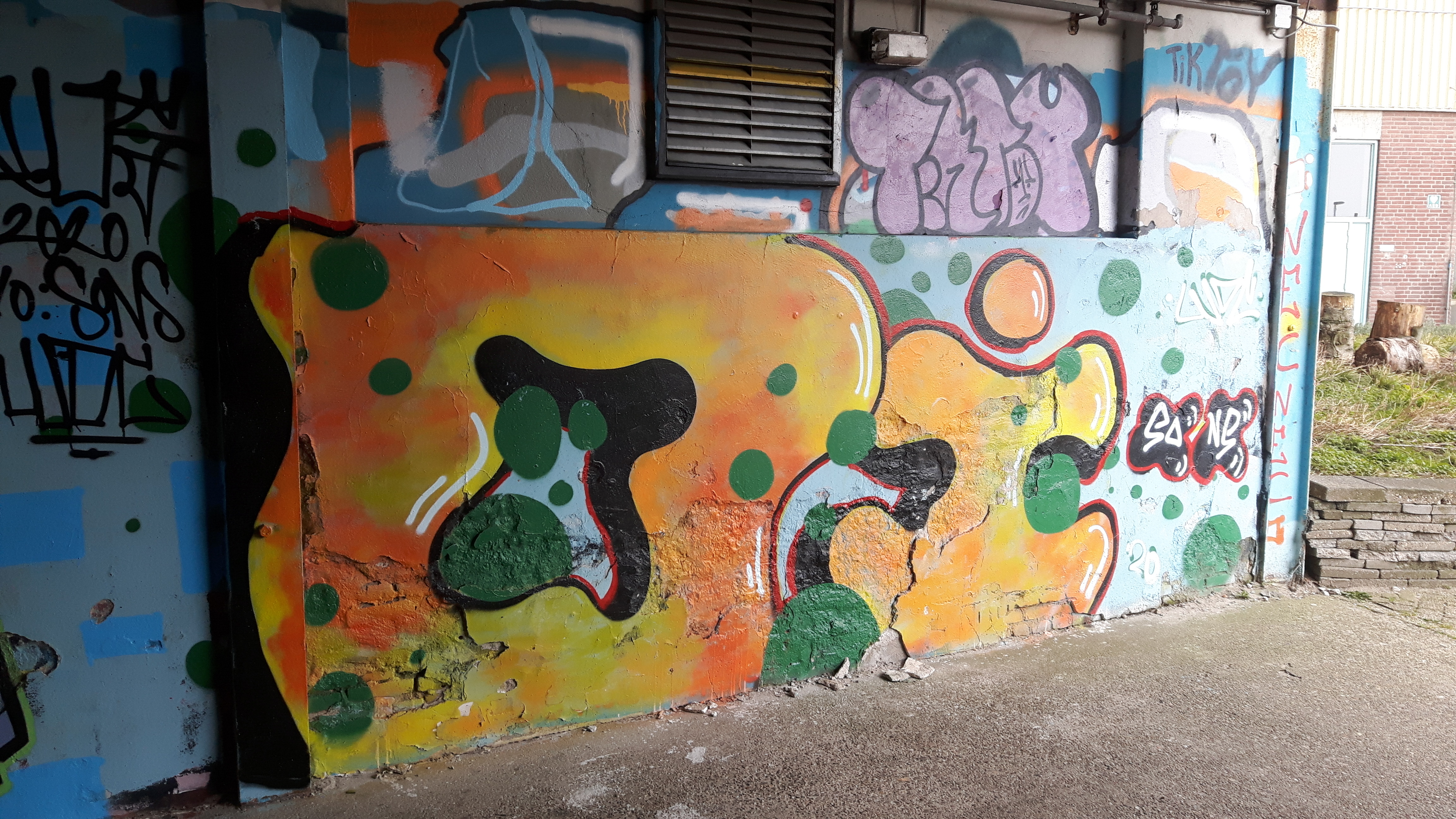
Graffiti op Honigcomplex anno 2021
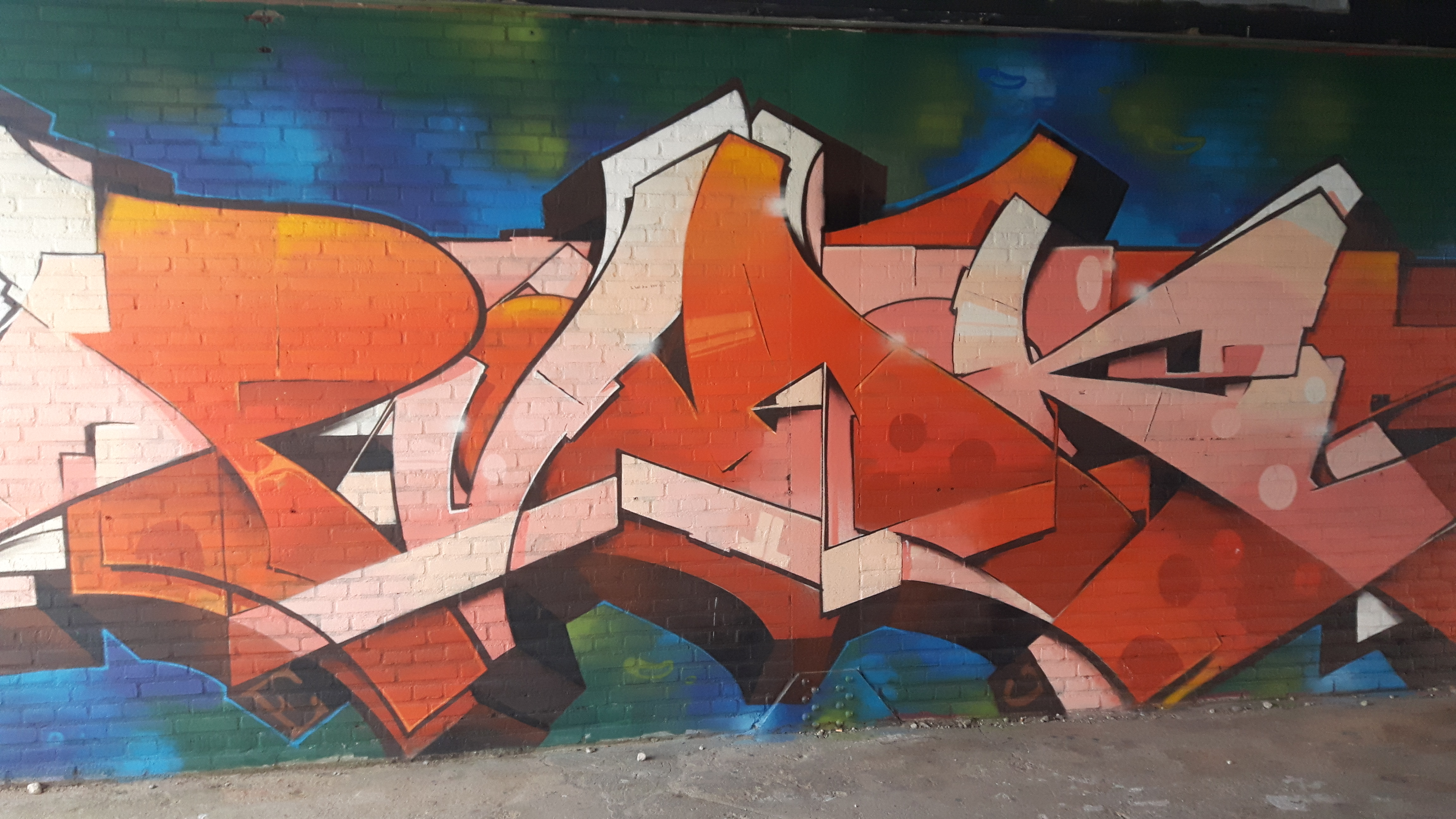
Graffiti op Honigcomplex anno 2021

### Lijnbaanstraat/Waalbandijk

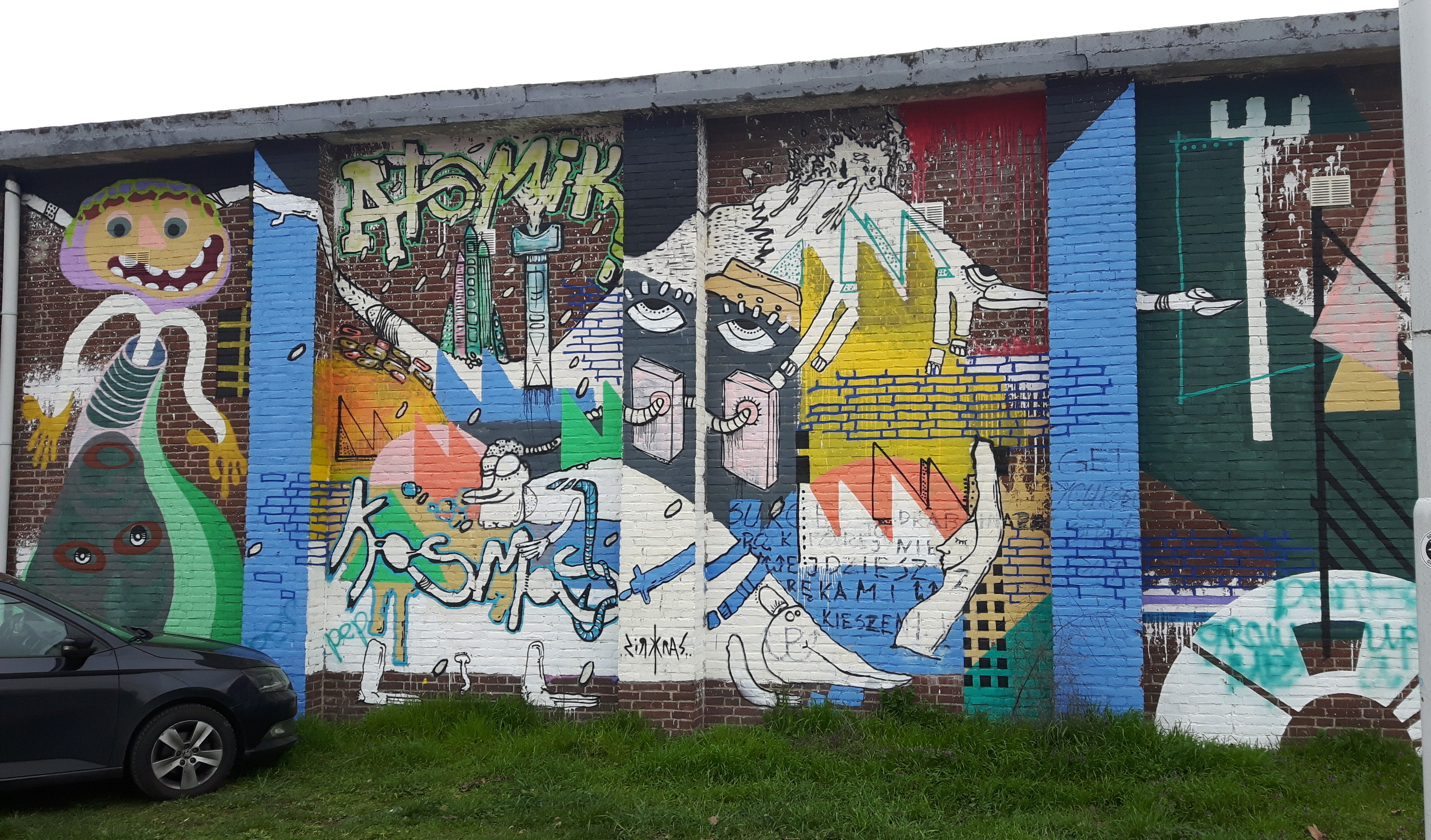
Graffiti aan de Lijbaanstraat/Waalbandijk anno 2021
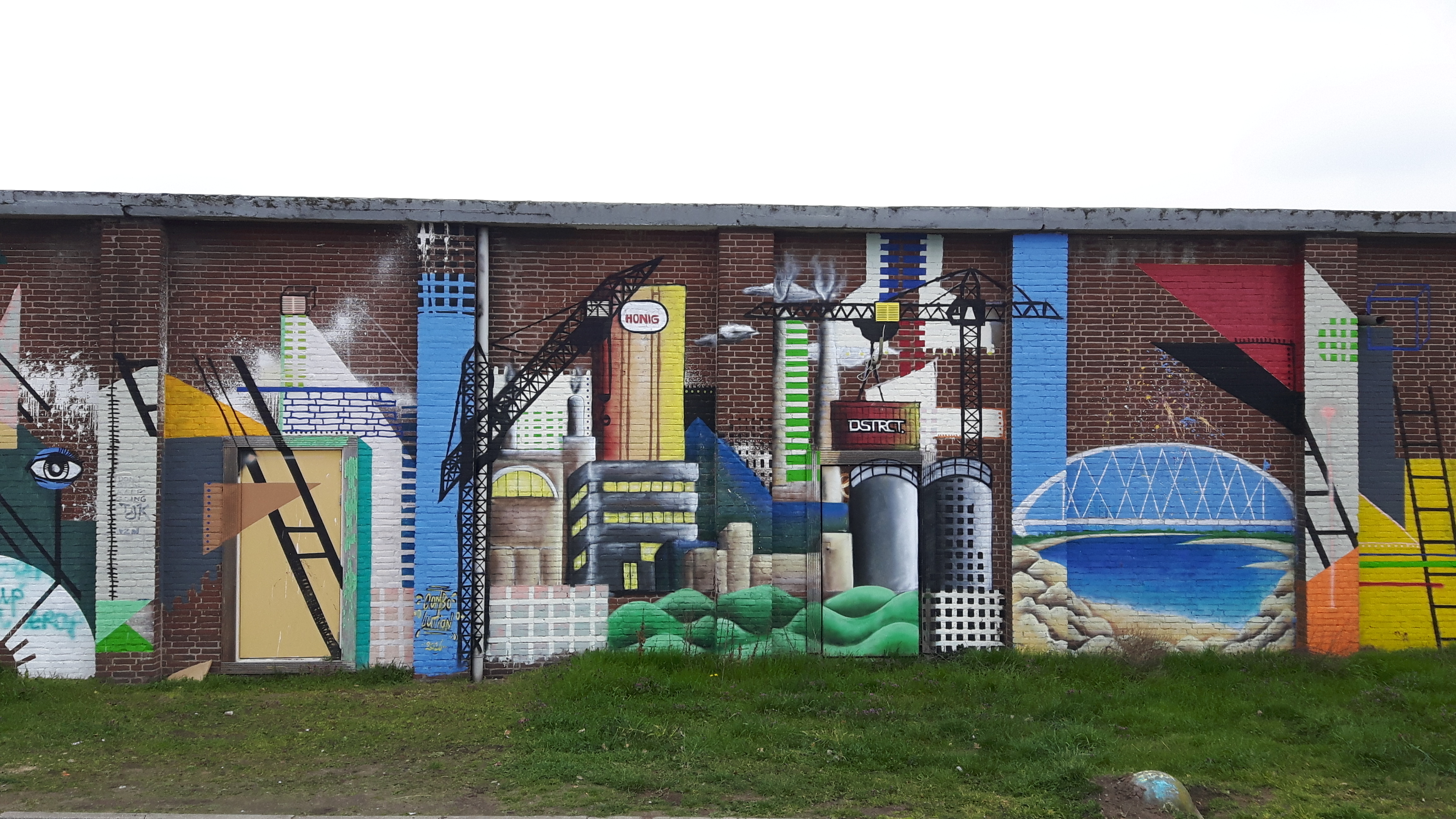
Graffiti aan de Lijbaanstraat/Waalbandijk anno 2021
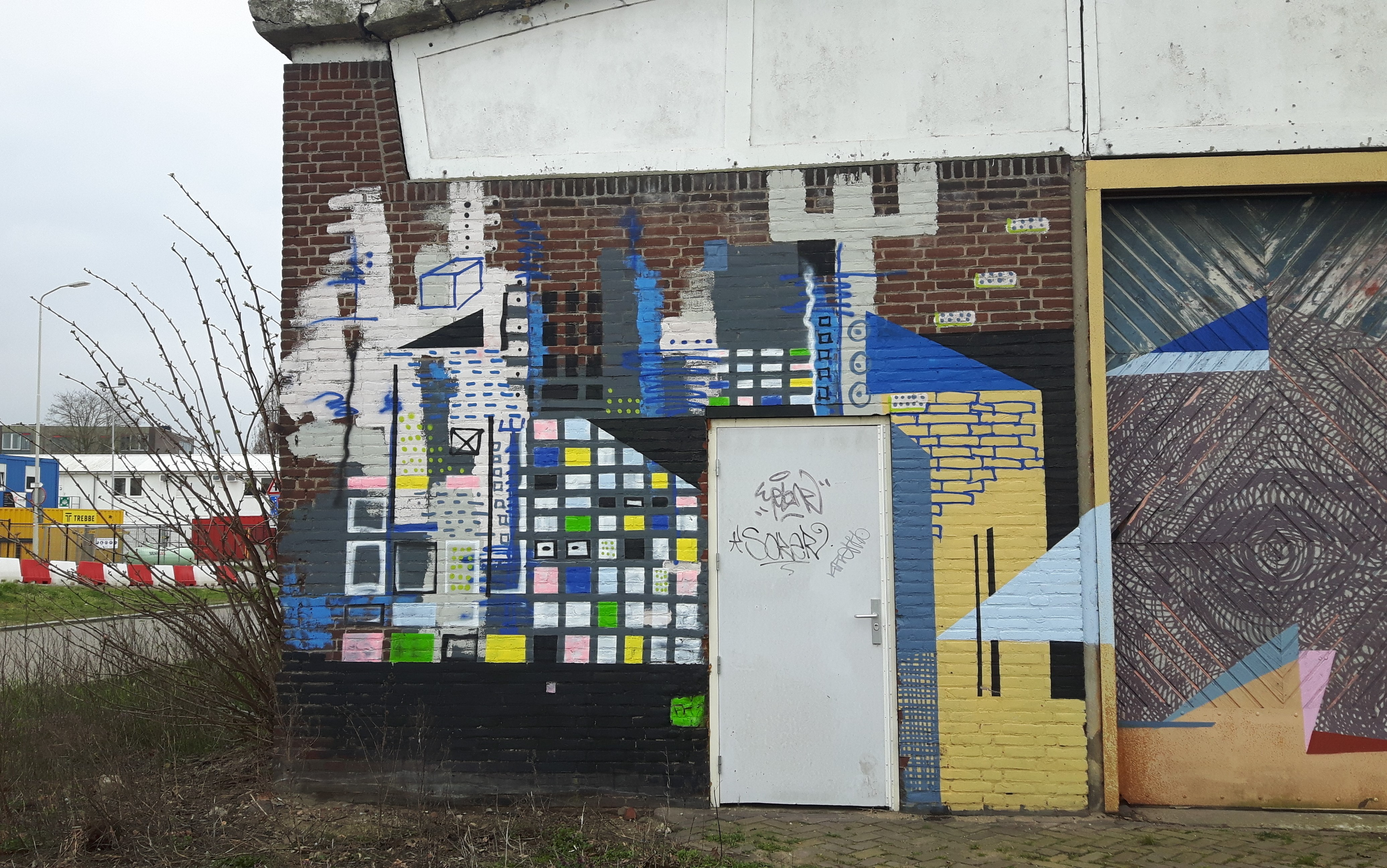
Graffiti aan de Lijbaanstraat/Waalbandijk anno 2021
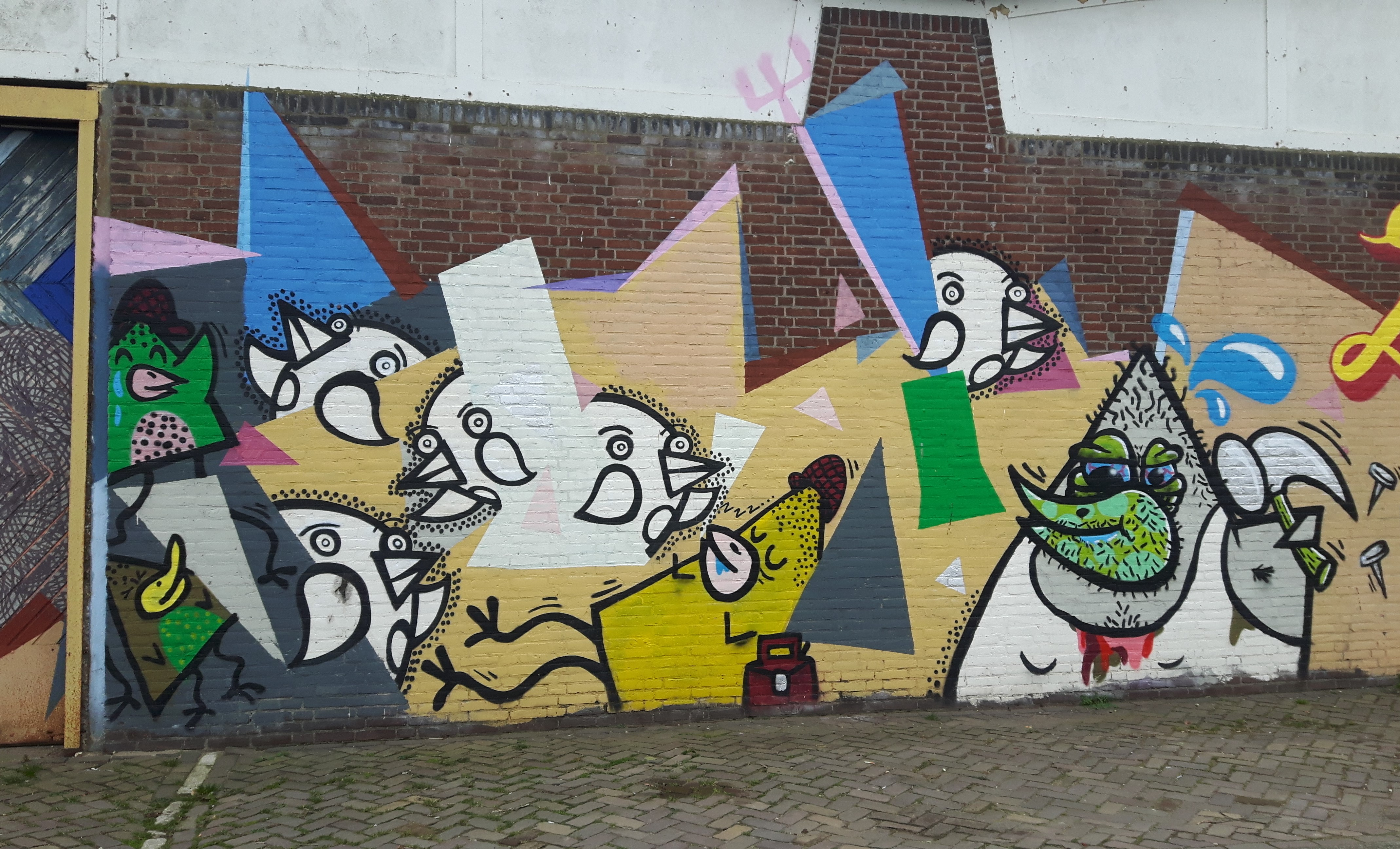
Graffiti aan de Lijbaanstraat/Waalbandijk anno 2021
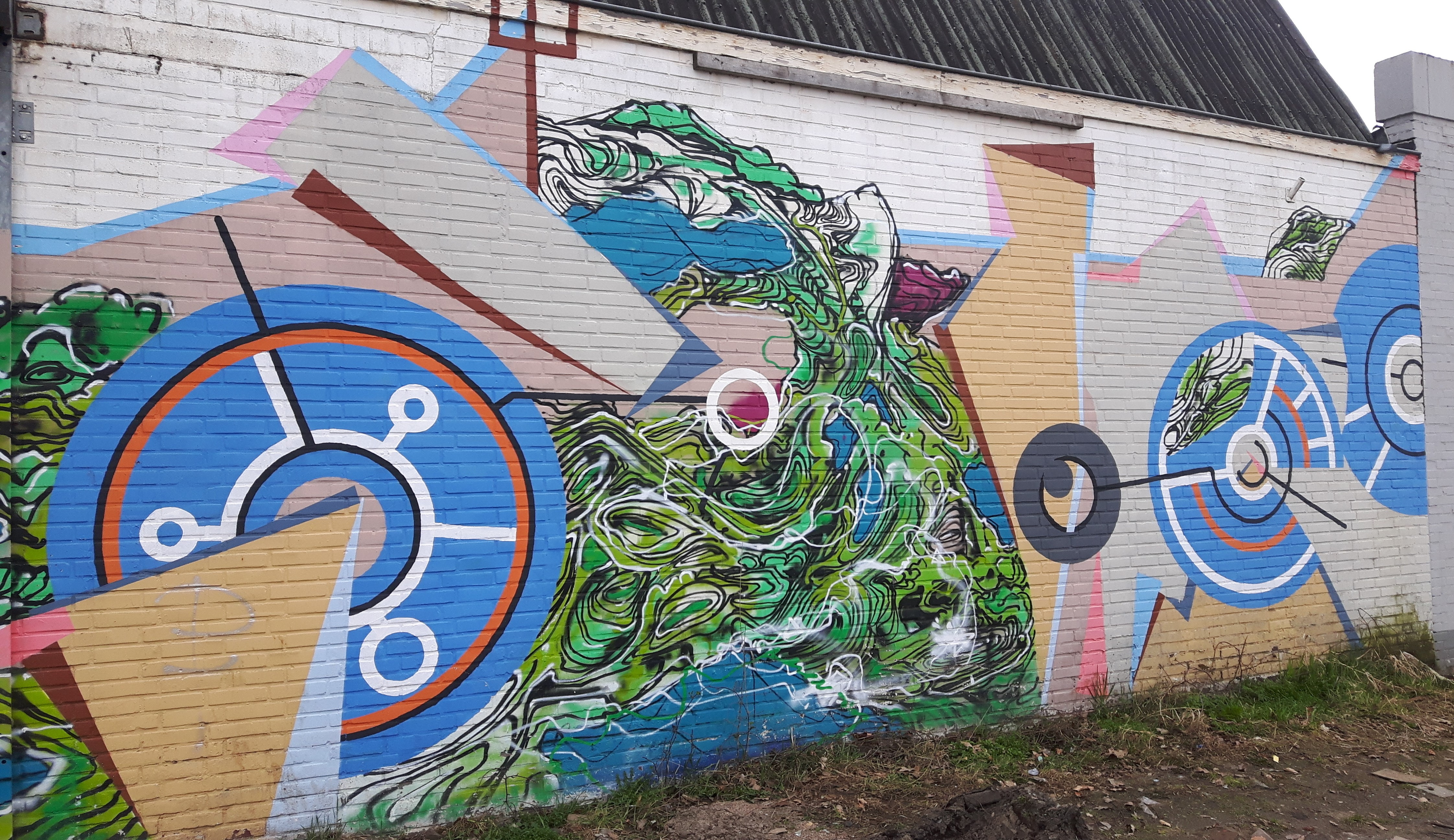
Graffiti aan de Lijbaanstraat/Waalbandijk anno 2021

### Bottendaal

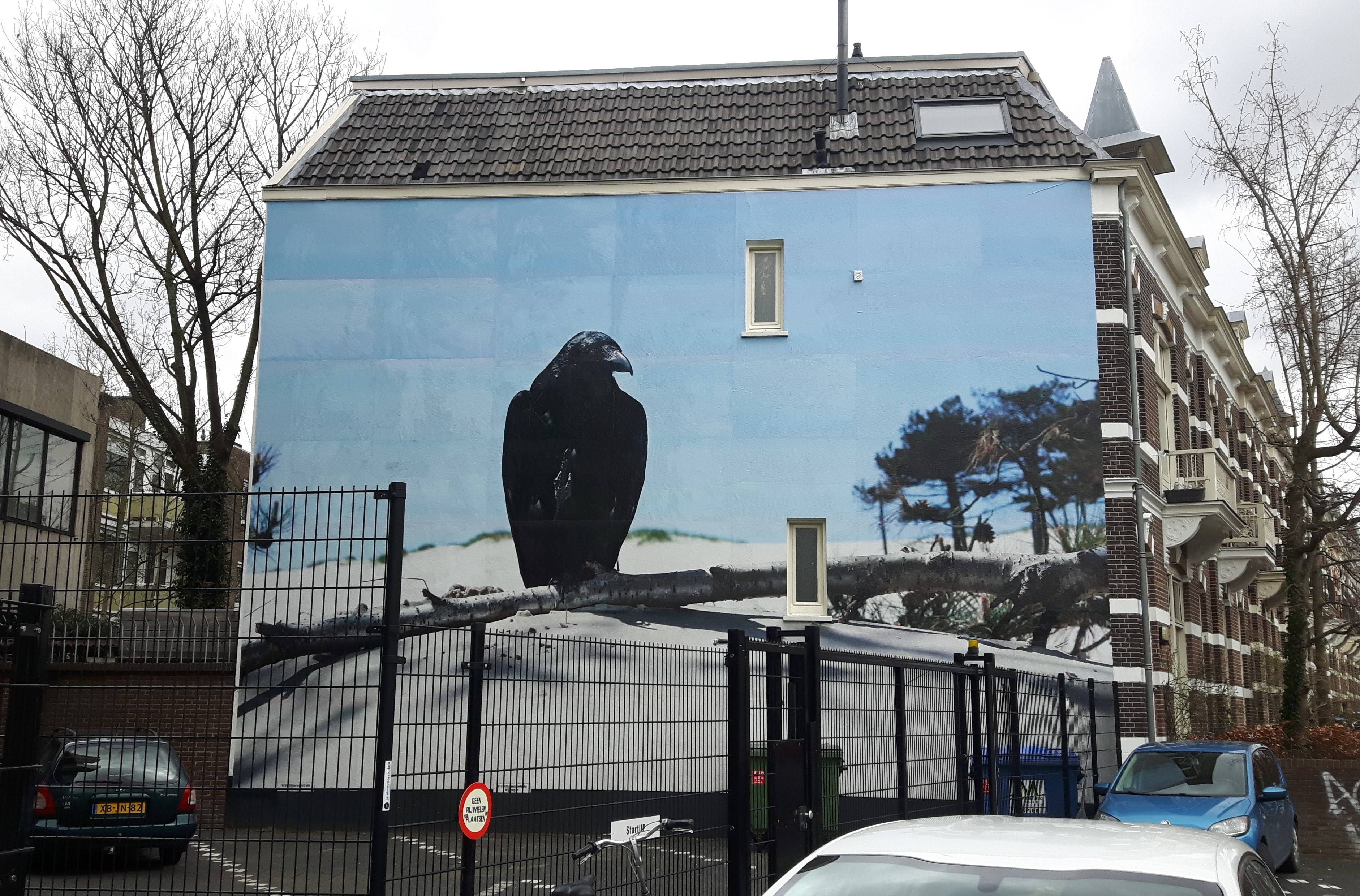
Raaf in de Van Oldenbarneveltstraat anno 2021
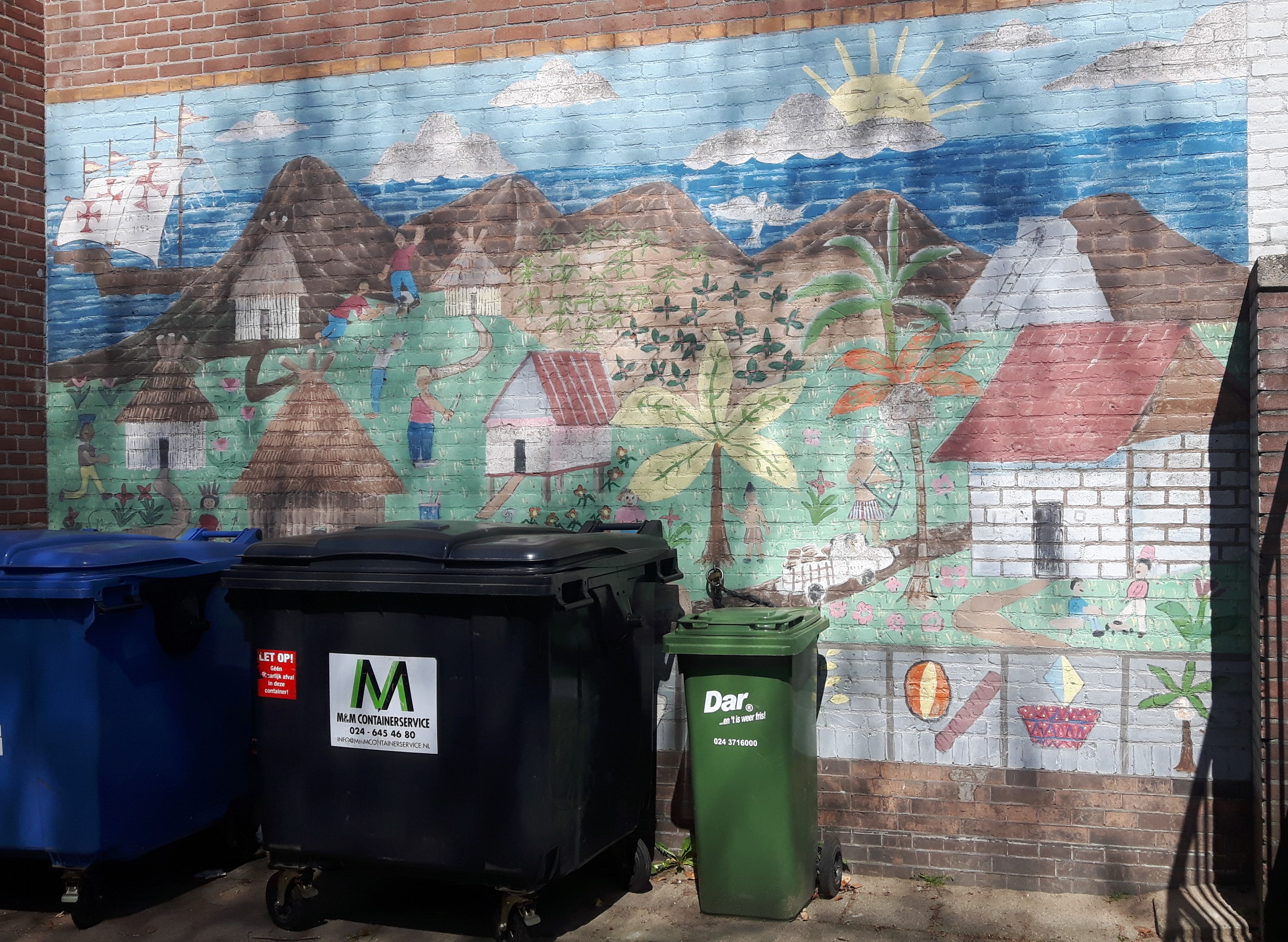
Muurschildering Basisschool de Driemaster, Willem Barentszstraat anno 2021
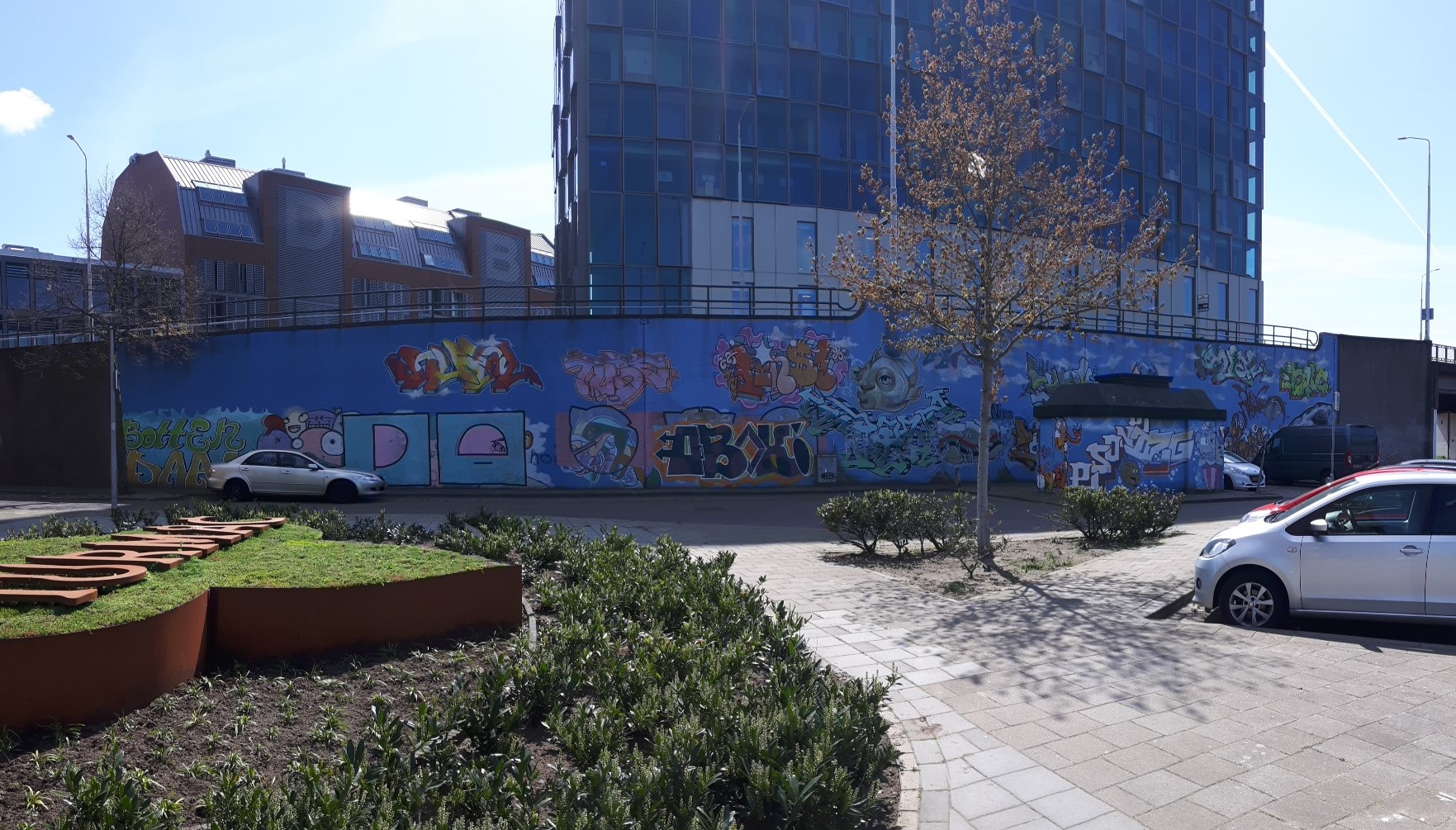
Muurschildering aan de rand van de Graafseweg bij de Vondelstraat anno 2021
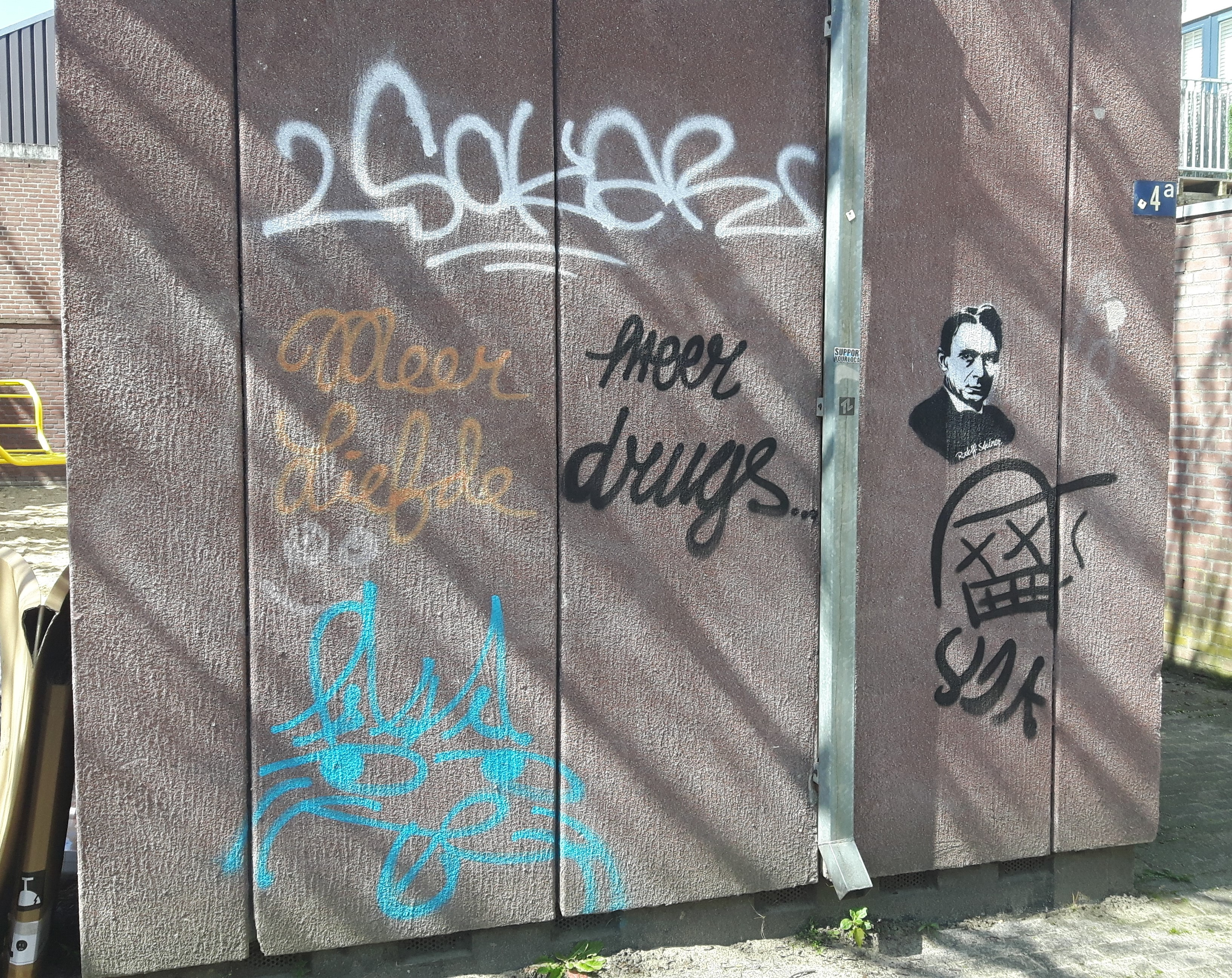
Graffiti, Schoolstraat 4A anno 2021
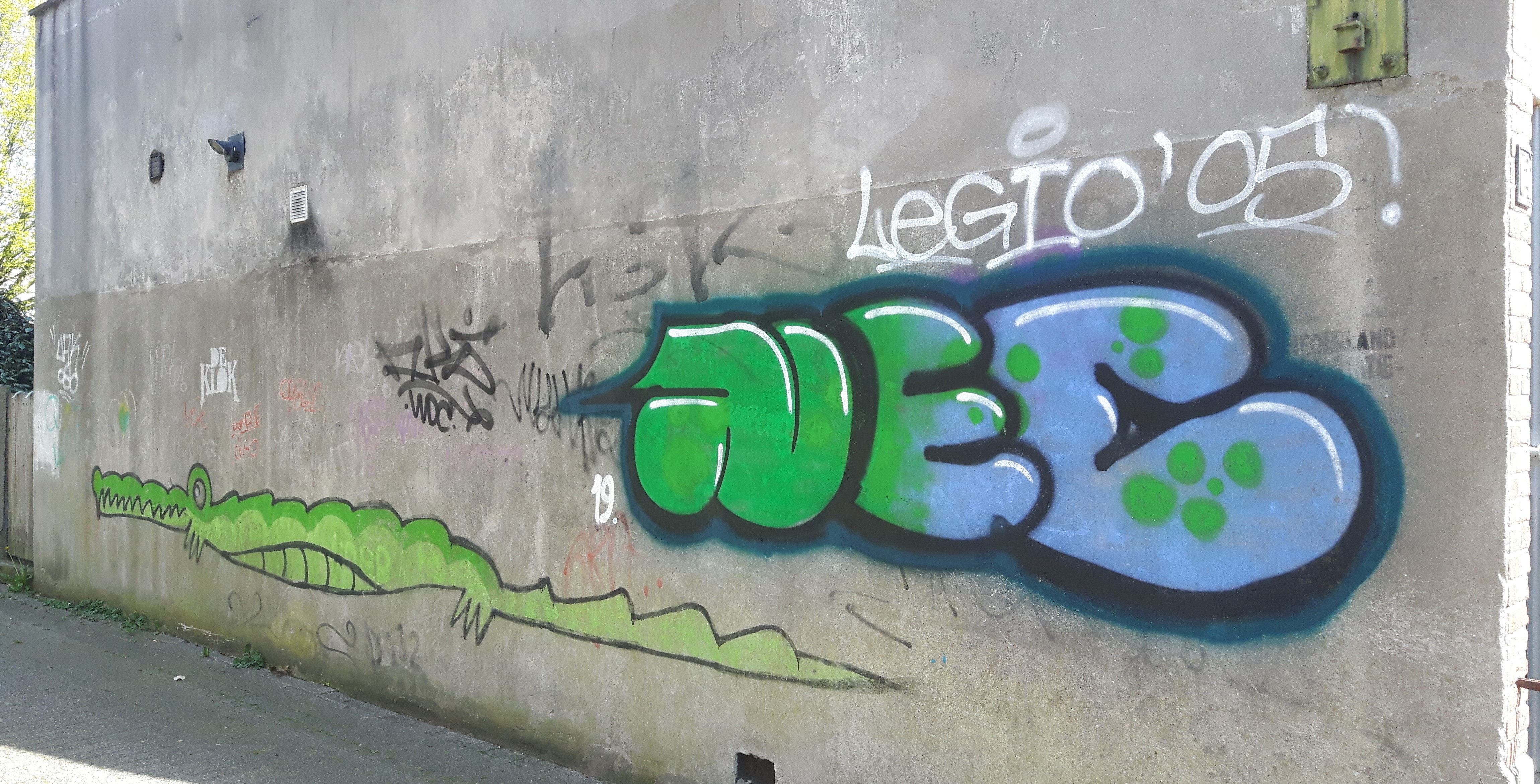
Graffiti, Sint Stephanusstraat anno 2021

### Dukenburg

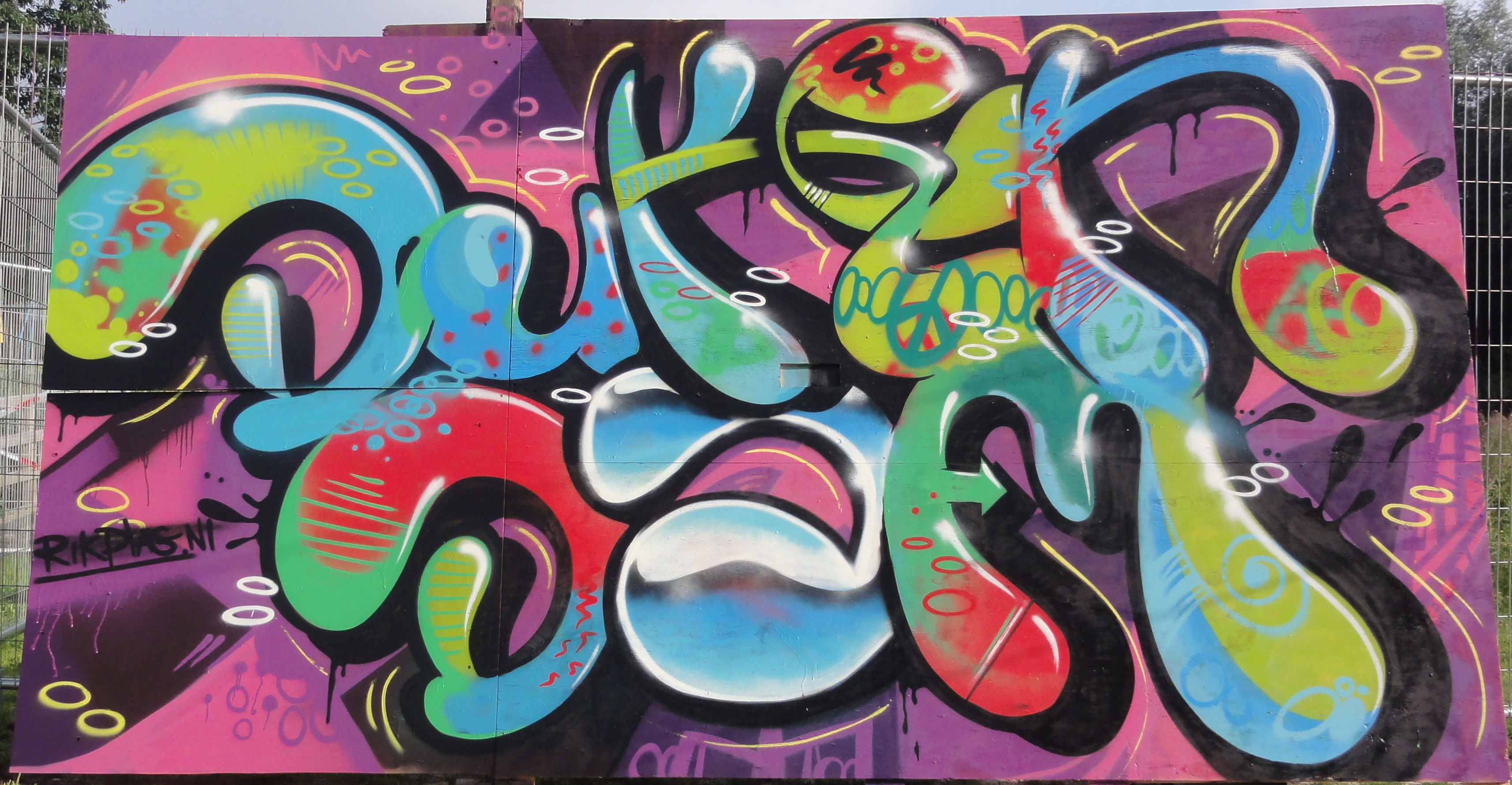
Graffiti in Dukenberg (Rik Plag, 2012)
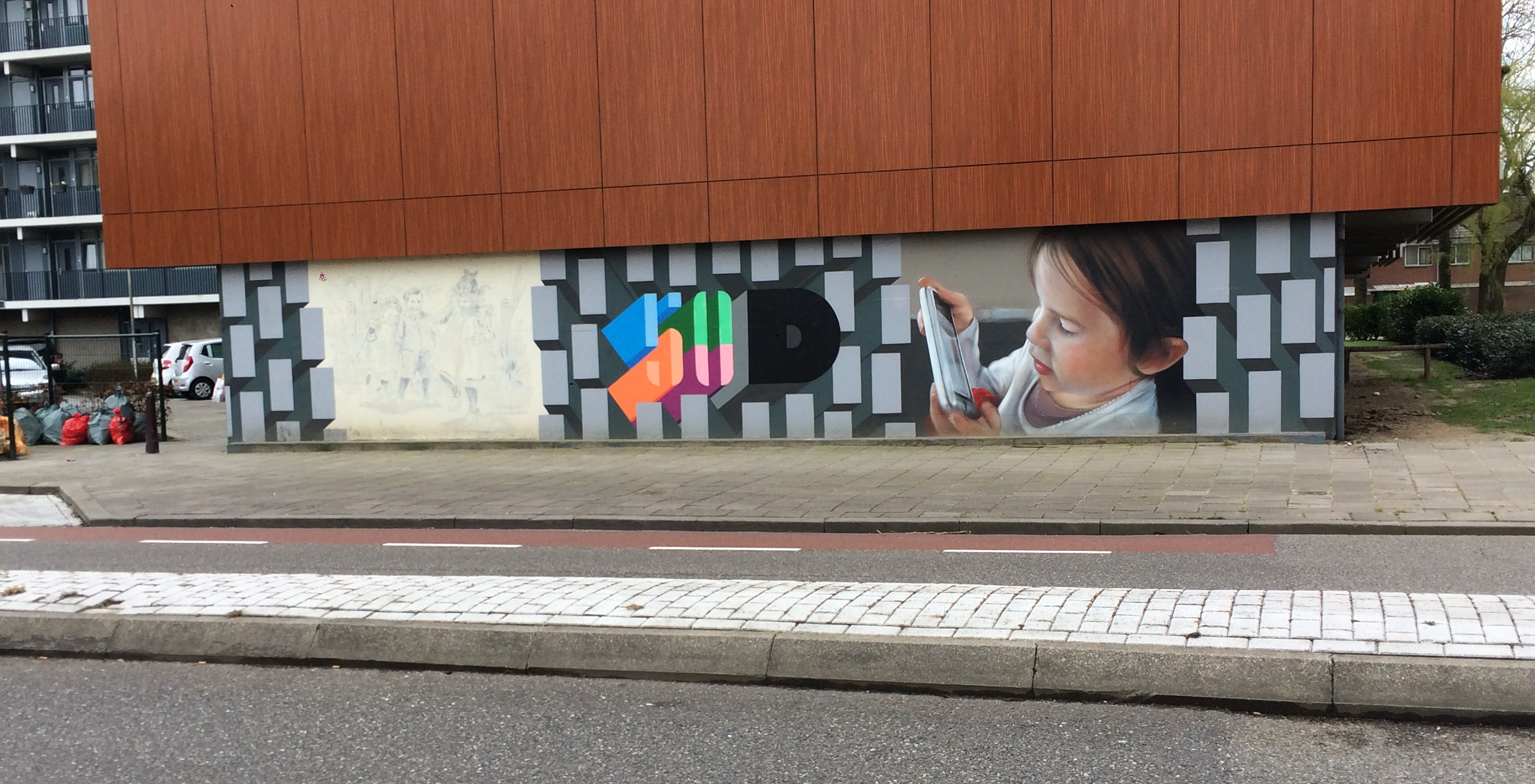
Mural Dukenburg 50 jaar
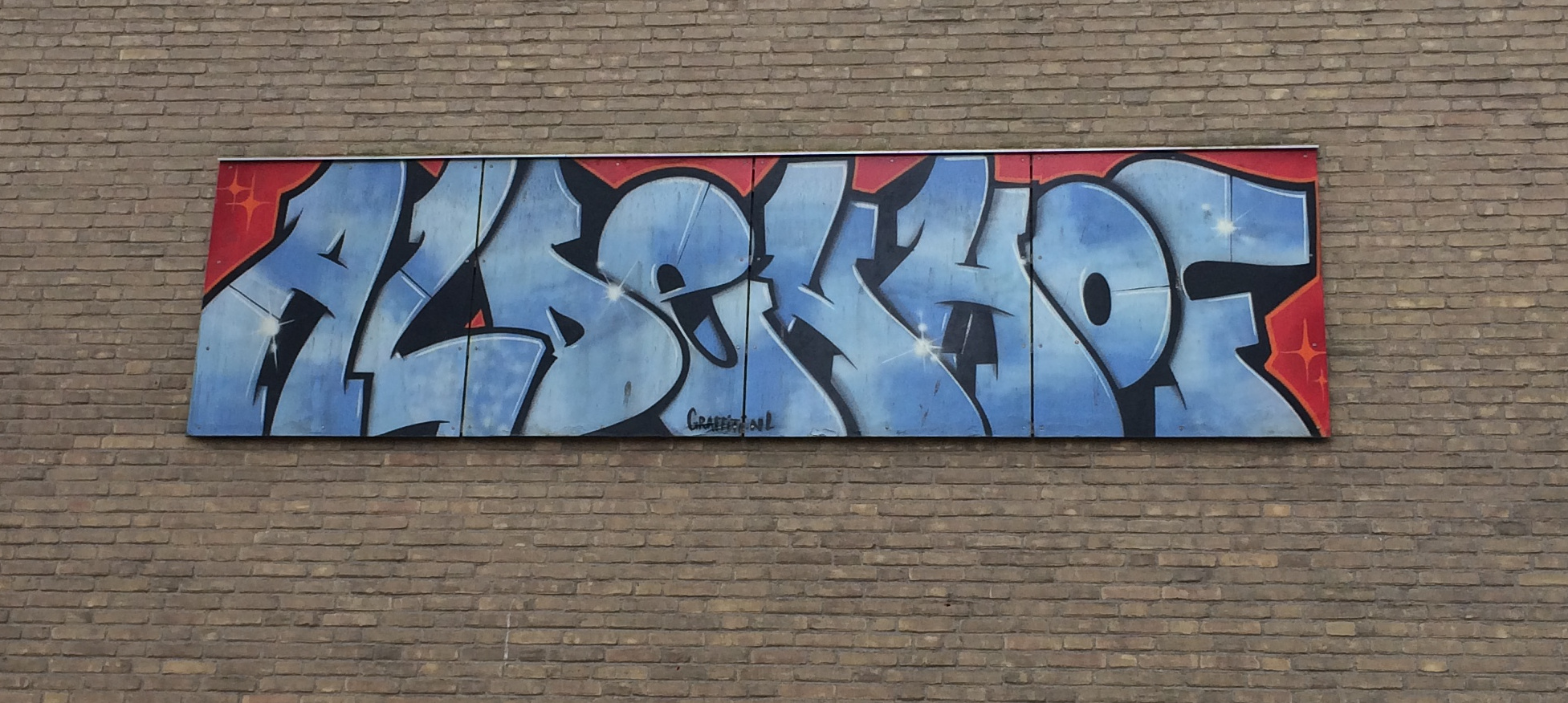
Mural Aldenhof
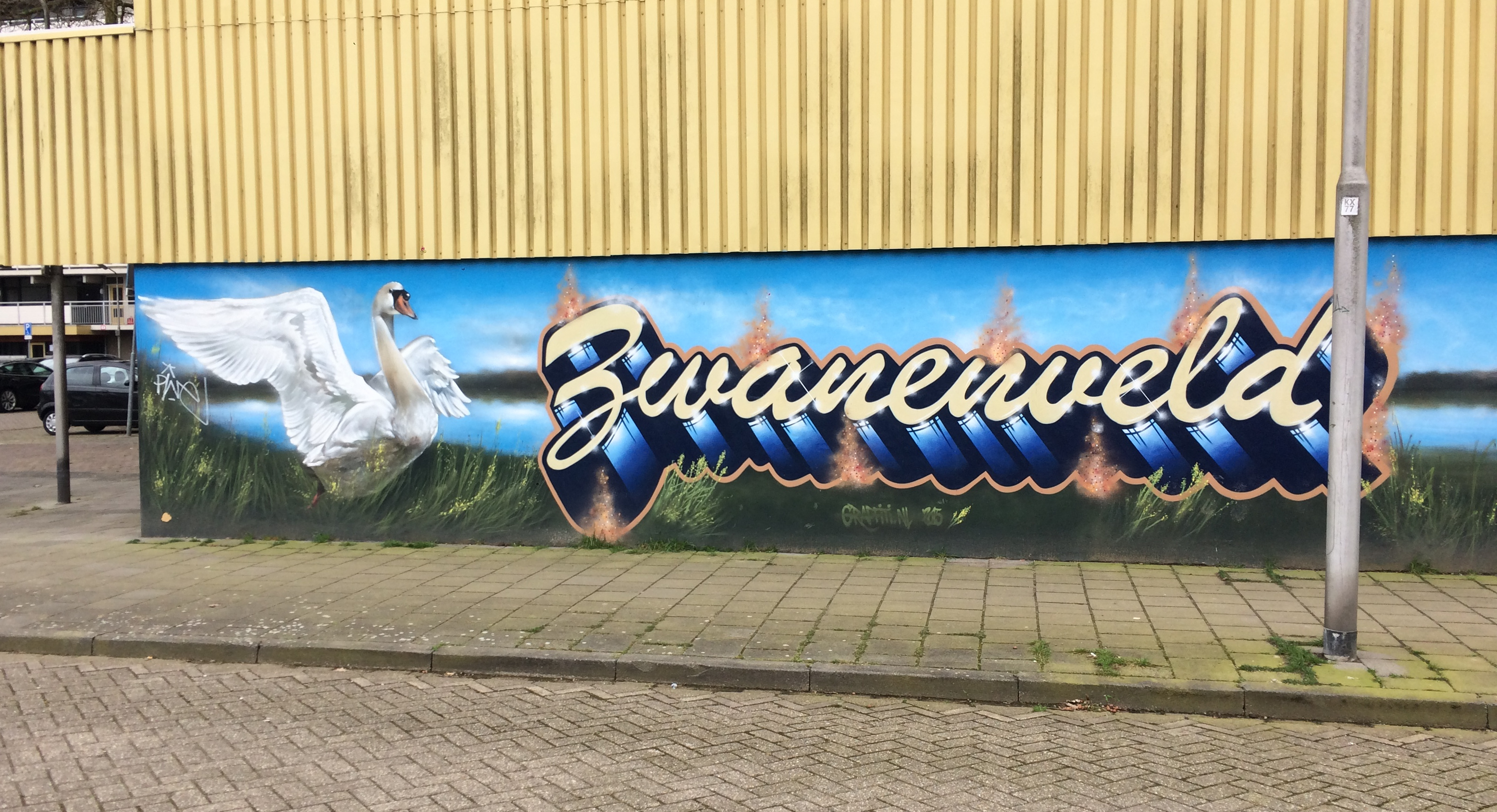
Mural Zwanenveld

### Diversen

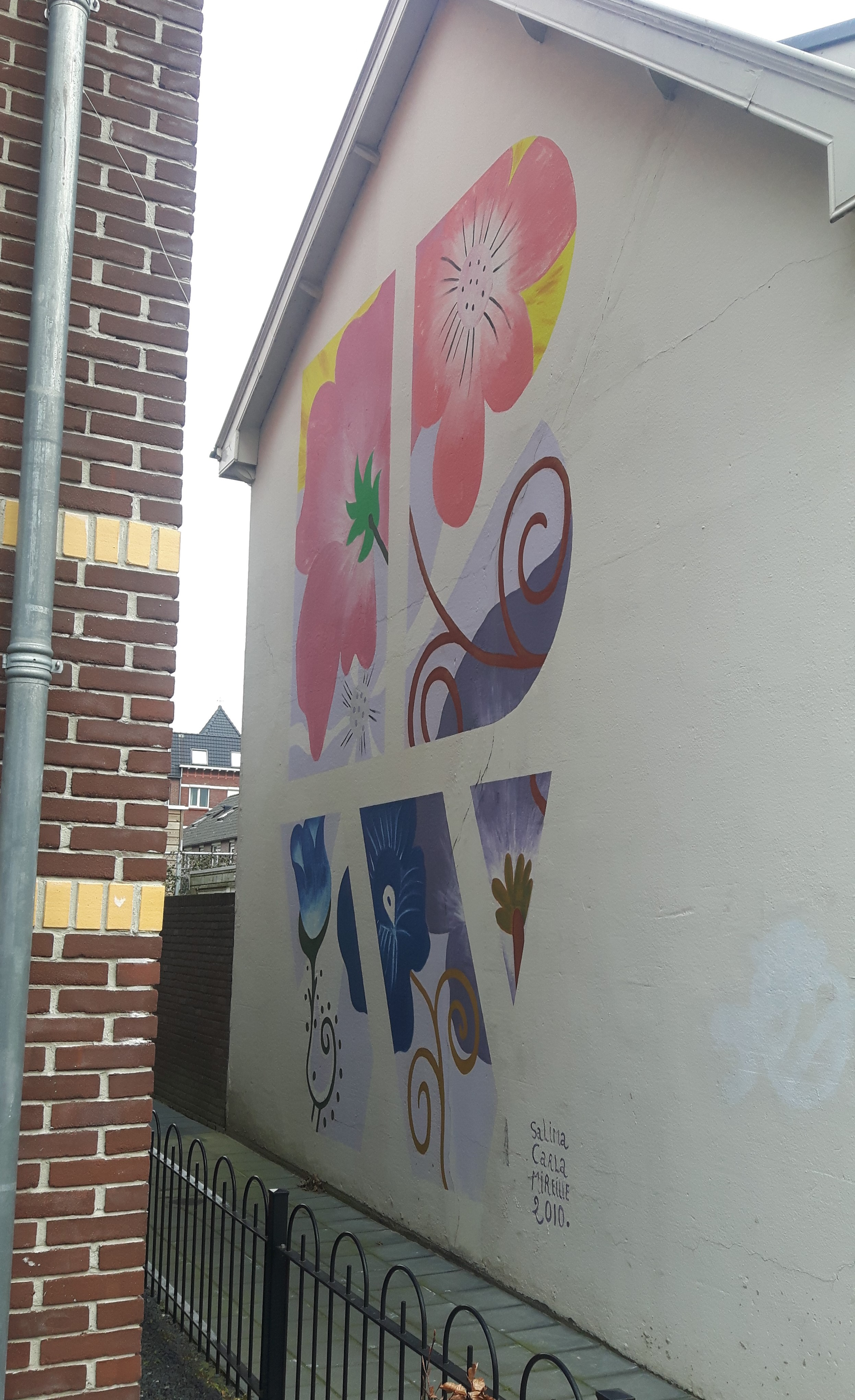
Muurschildering uit 2010 aan de Weurtseweg
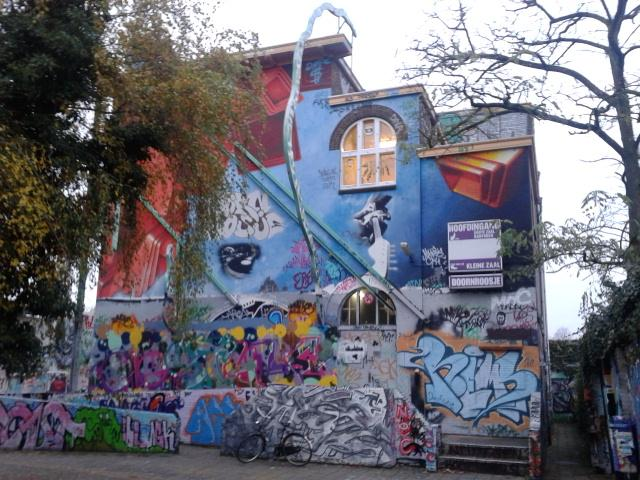
Doornroosje aan de Groenewoudseweg anno 2013
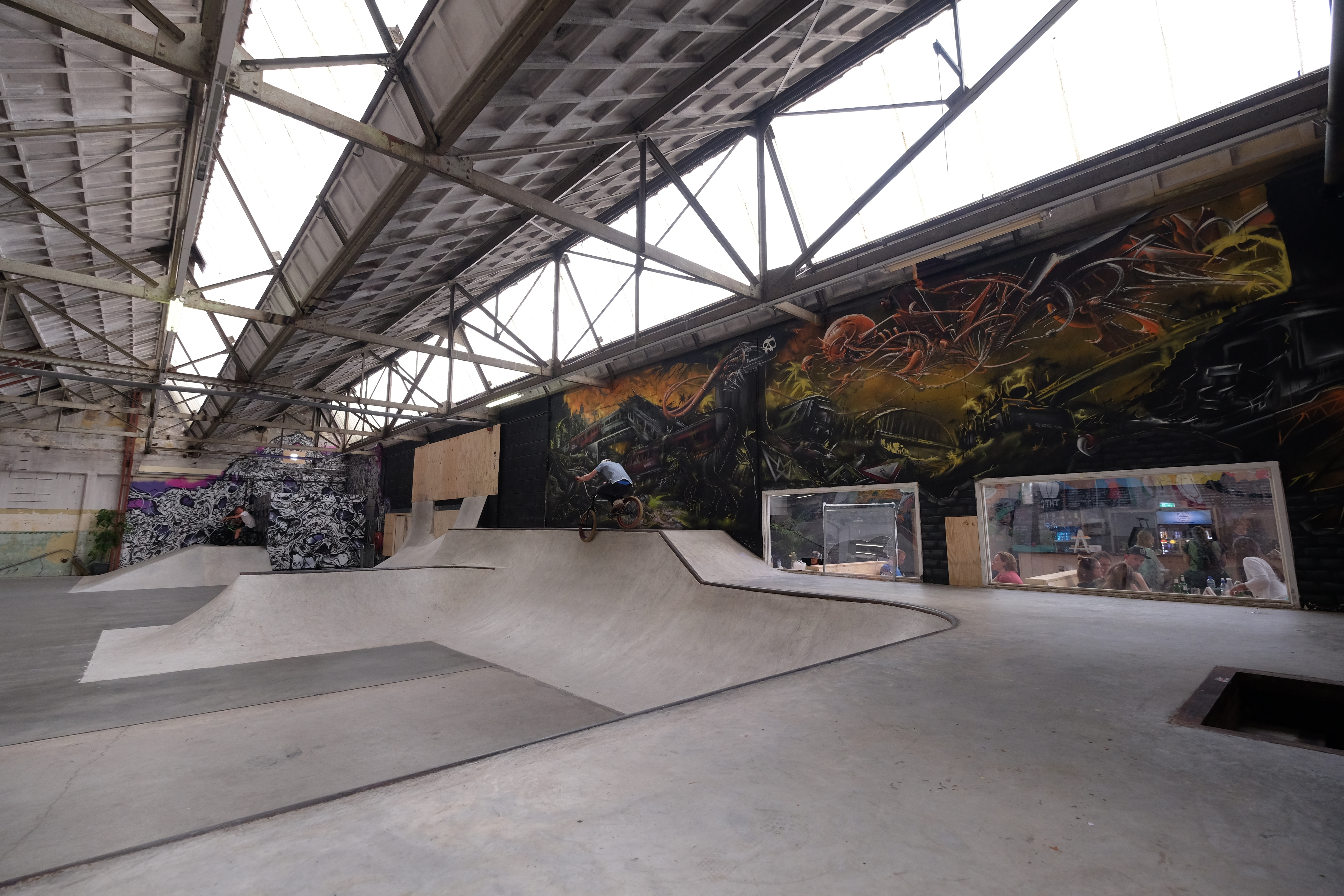
Graffiti op skatepark Waalhalla anno 2016
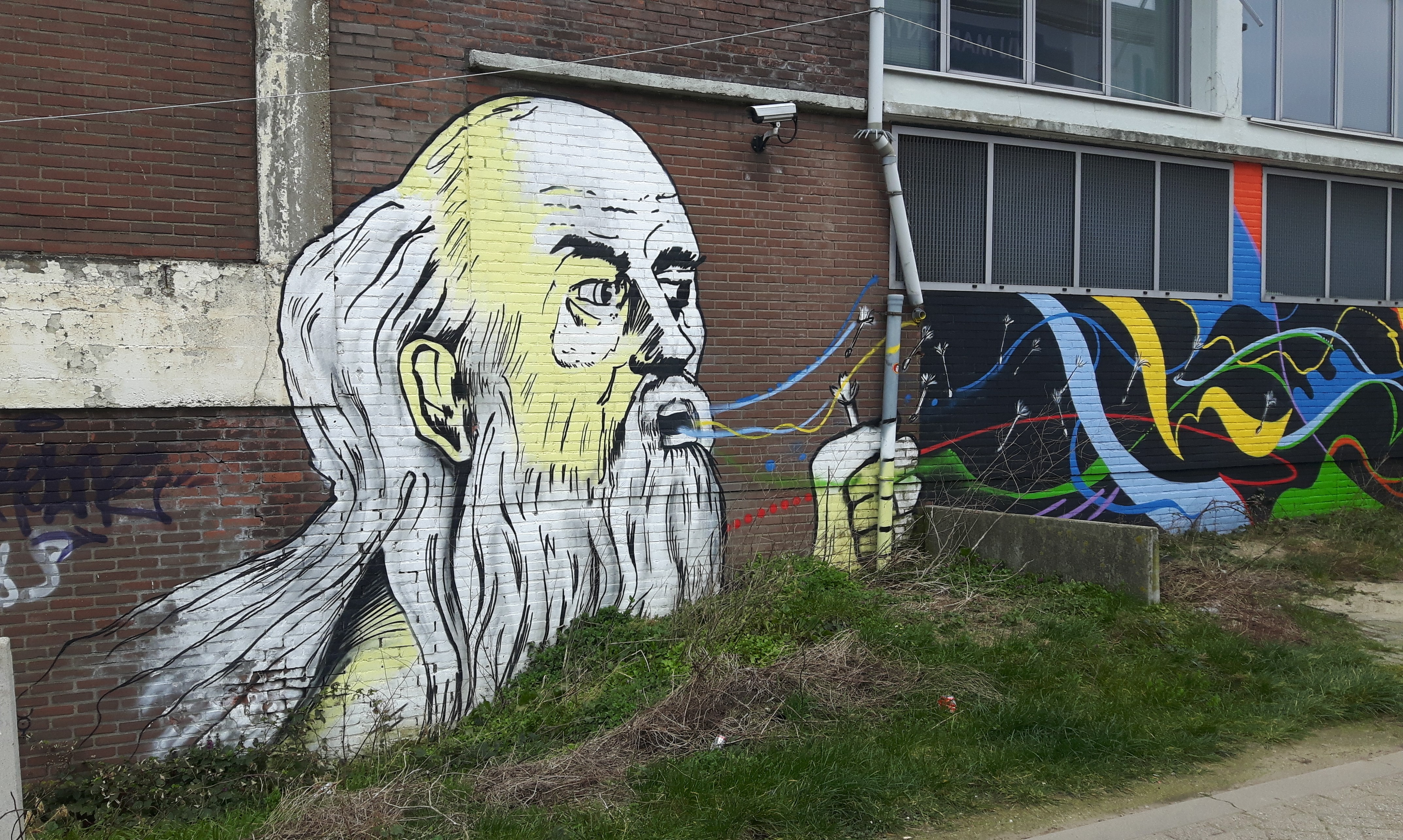
Winselingseweg anno 2021
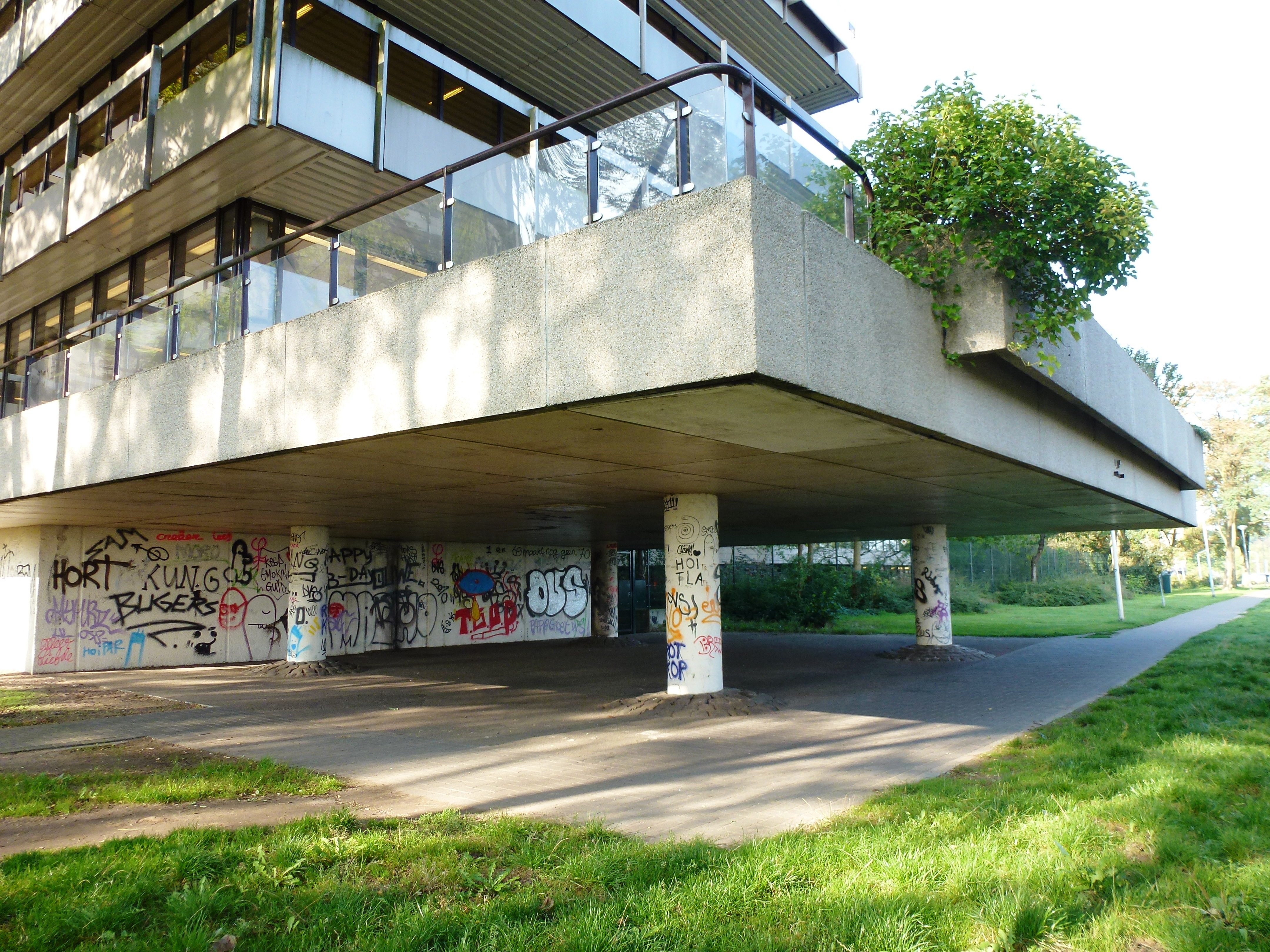
Graffiti onder het voormalige Royal Haskonig, Barbarossastraat, anno 2013
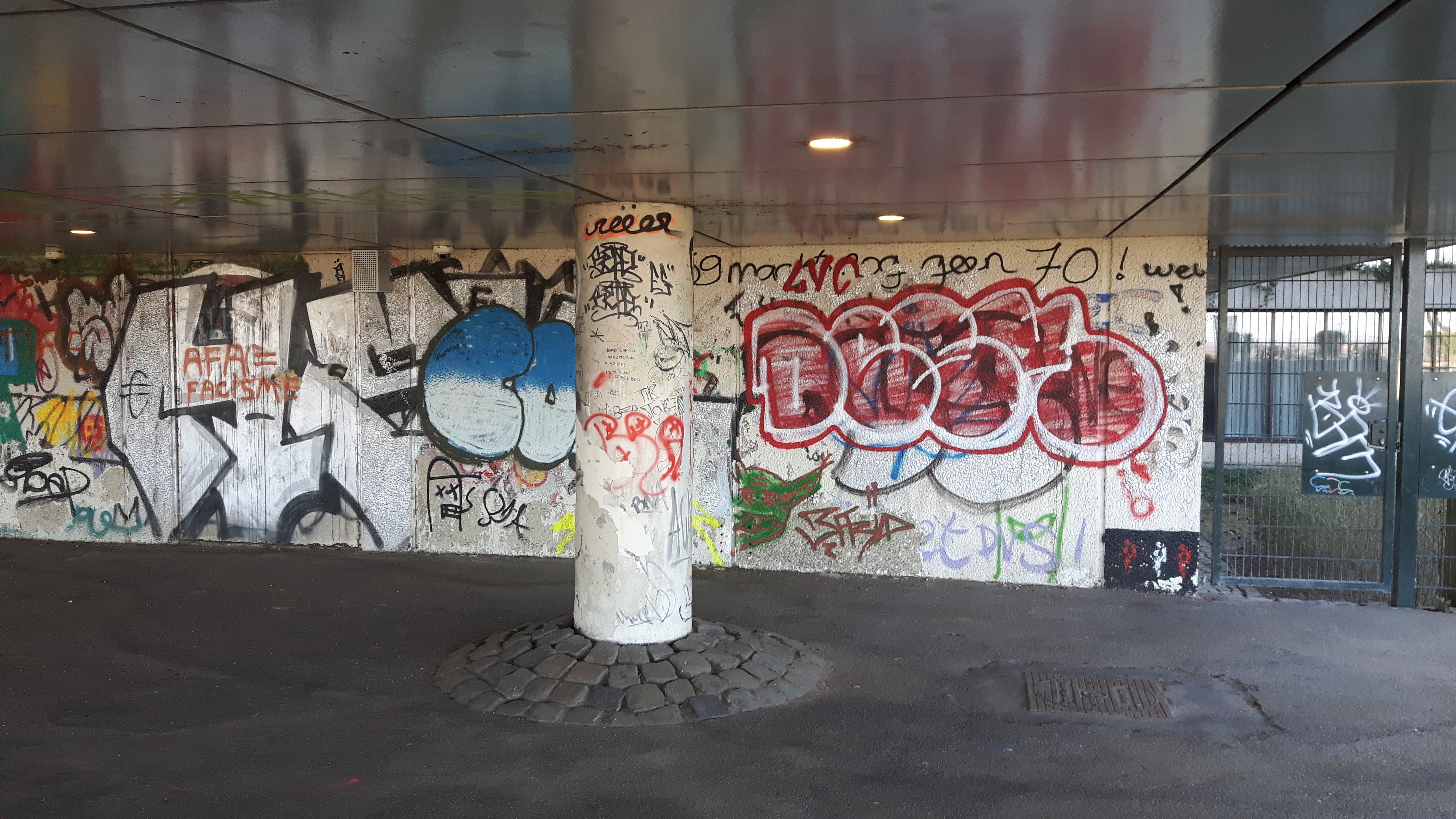
Graffiti onder het voormalige Royal Haskonig, Barbarossastraat, anno 2021
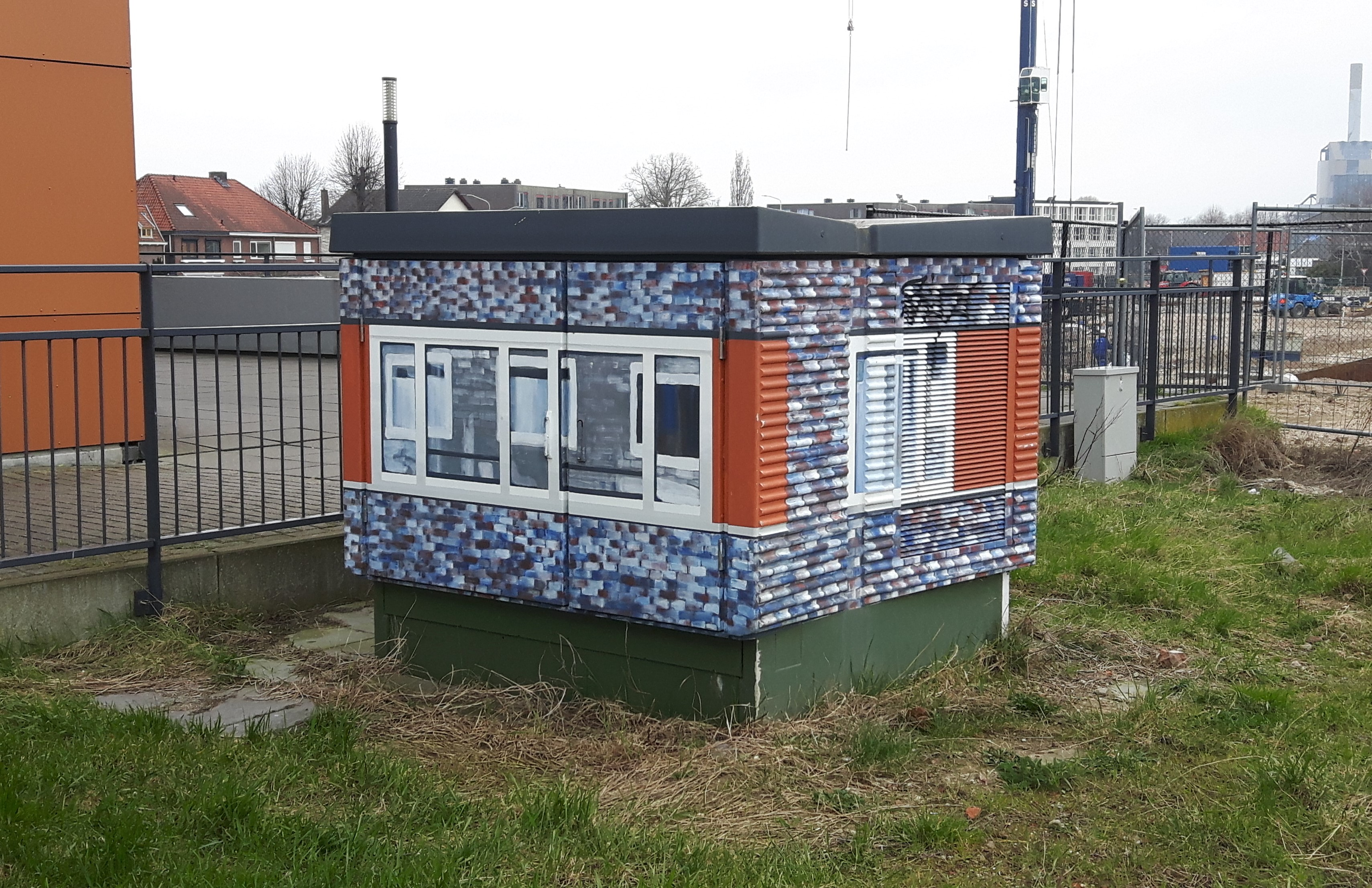
Beschilderd stroomkastje, Waalbandijk, anno 2021
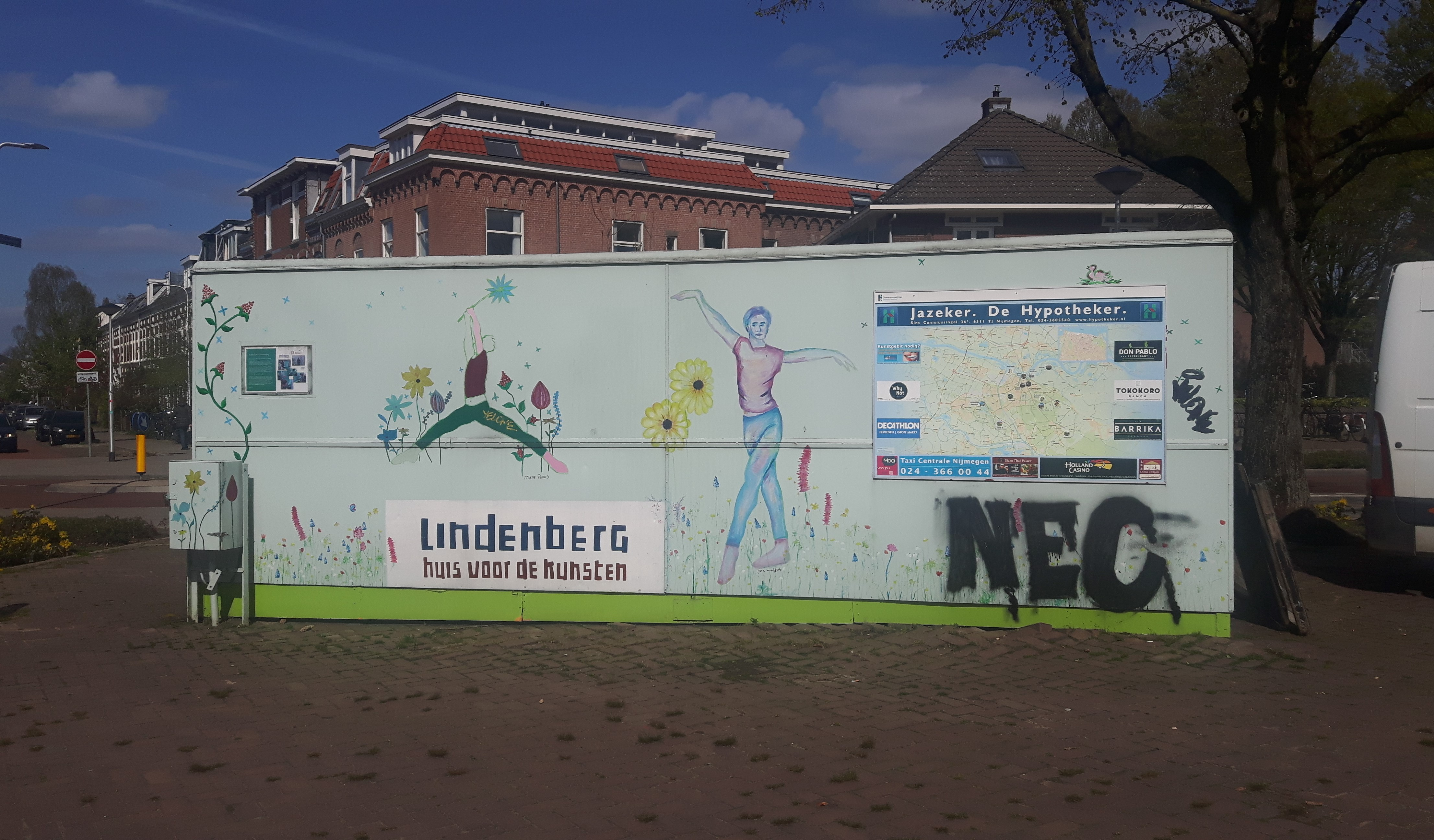
Graffiti aan de achterzijde van de bloemenkraam, Daalseweg, anno 2021
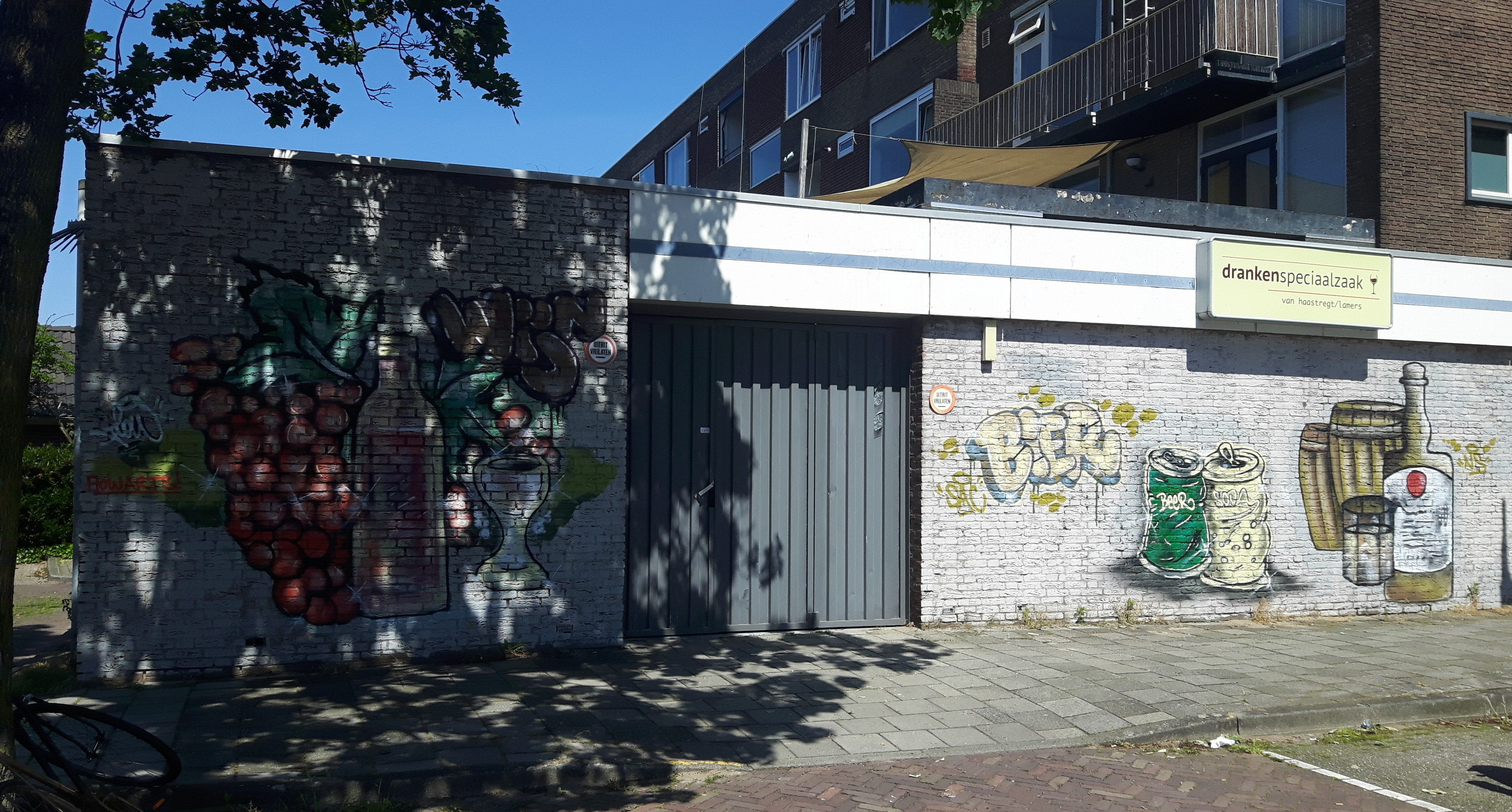
Straatkunst met het thema 'drank' op de zijkant van een slijterij in Hees, anno 2021
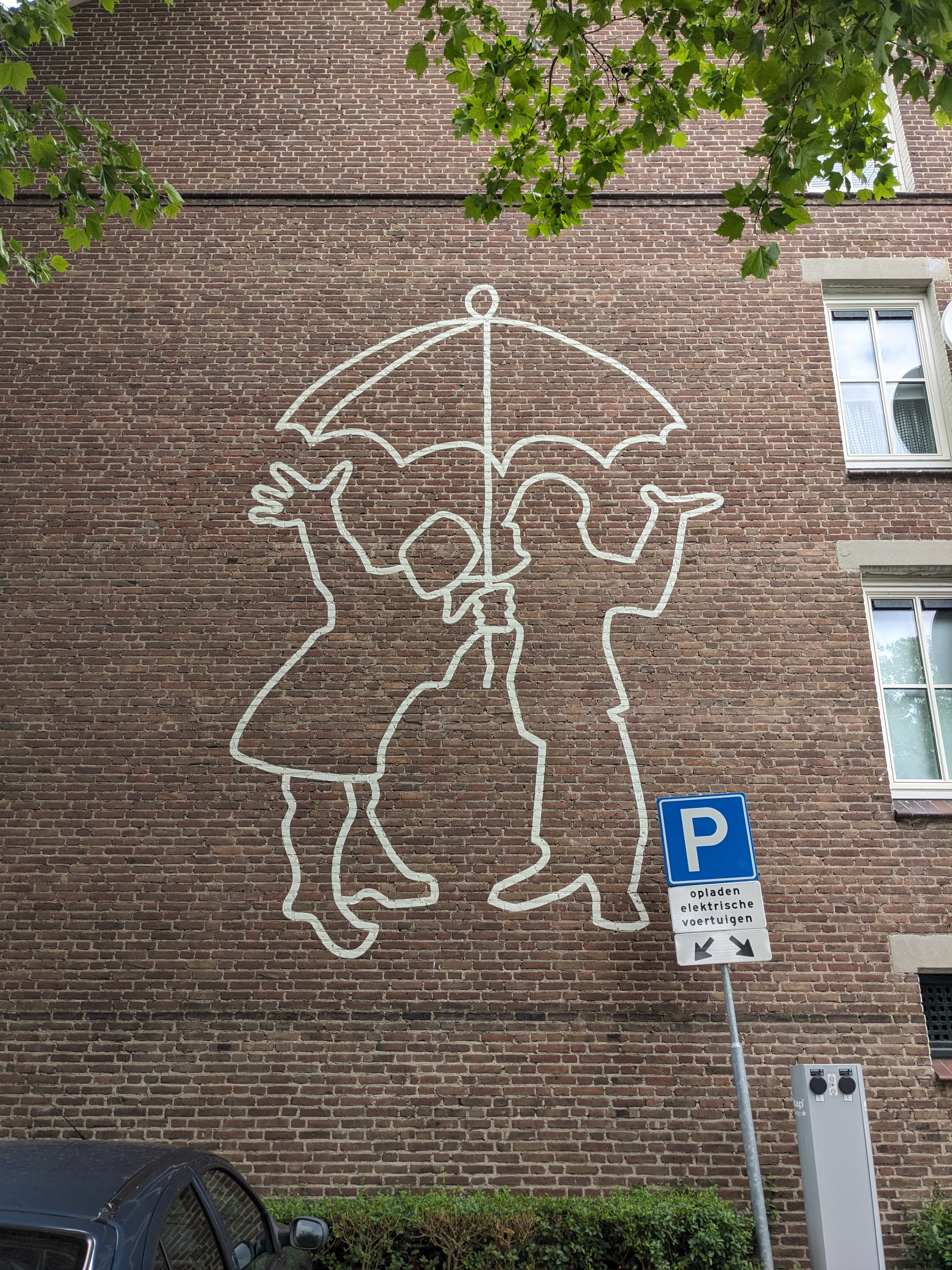
Mural Paul Krugerstraat/Simon Stevinstraat
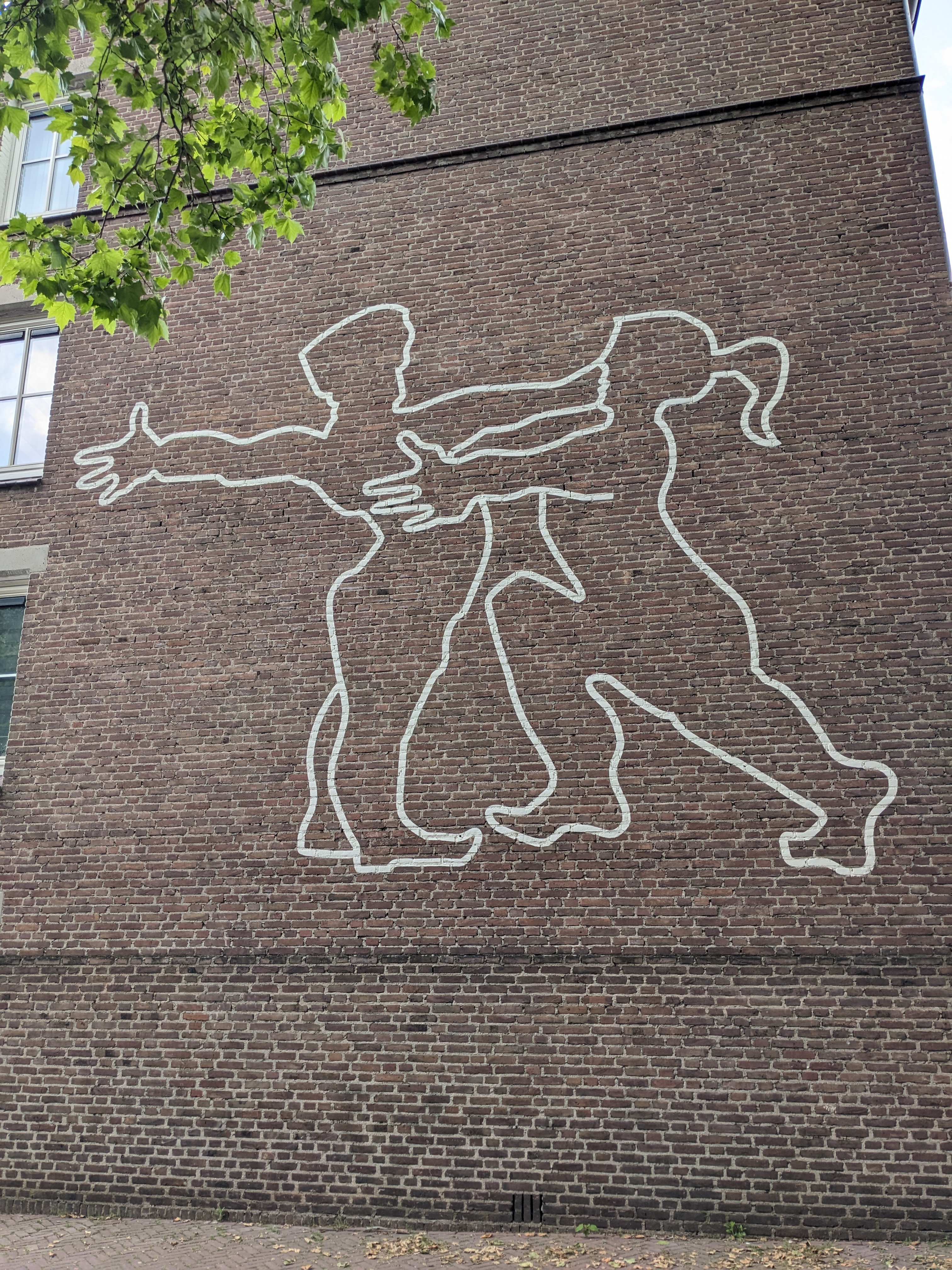
Mural Krugerstraat/Hendrik de Keijserstraat
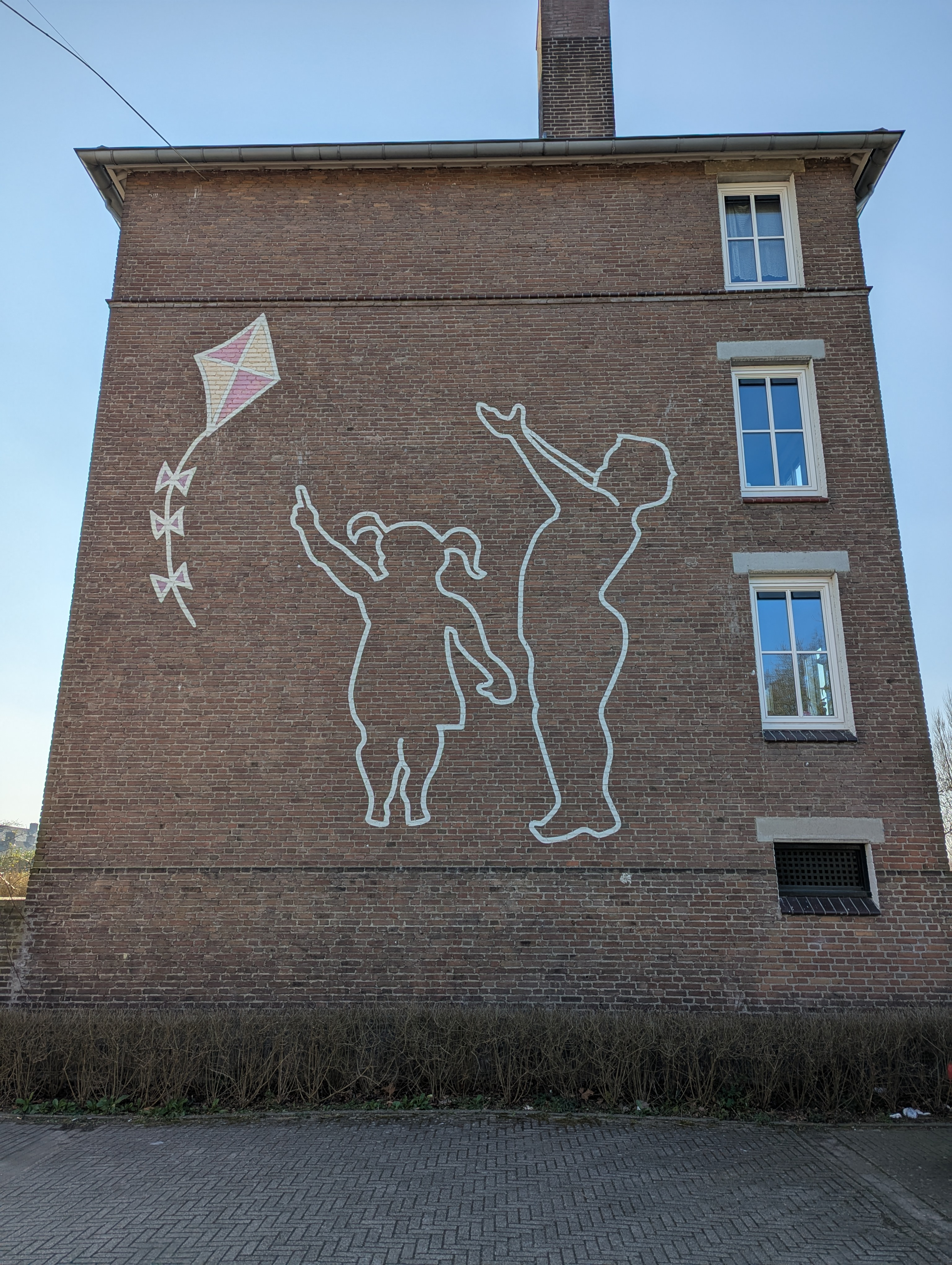
Mural Jacob van Campenstraat